# كأس العالم
كَأْسُ الْعَالَم لكُرَةِ القَدَم أو كَأْسُ الْعَالَم فِيفَا (بالإنجليزية: FIFA World Cup) هي أهم مسابقة لرياضة كرة القدم تقام تحت إشراف الاتحاد الدولي لكرة القدم. وتقام بطولة كأس العالم كل أربع سنوات منذ عام 1930، ما عدا بطولتي عام 1942 و1946 اللتين ألغيتا بسبب الحرب العالمية الثانية. يشارك في النظام الحالي للبطولة 32 منتخباً وطنياً، منذ 1998، مقسمين على ثماني مجموعات، يتنافسون للظفر بلقب البطولة لشهر كامل على ملاعب البلد المستضيف. تتأهل هذه المنتخبات إلى البطولة عن طريق نظام للتصفيات يقام على مدى ثلاث سنوات.
شهدت النسخ الاثنتين والعشرون السابقة من بطولات كأس العالم فوز ثمانية منتخبات باللقب. كما يسجل للمنتخب البرازيلي حضوره في كل البطولات، فهو لم يغب أبدًا عن أي بطولة كأس عالم حتى الآن وهو الأكثر تتويجًا بالكأس حيث فاز بها خمس مرات أعوام: 1958، 1962، 1970، 1994 و2002. يليه المنتخب الإيطالي الذي أحرزها أربع مرات في أعوام: 1934، 1938، 1982 و2006، مع المنتخب الألماني الذي أحرزها أربع مرات أيضًا أعوام: 1954، 1974، 1990 و2014. فاز المنتخب الأرجنتيني ثلاث مرات باللقب. فاز كل من المنتخب الأوروغوياني والمنتخب الفرنسي باللقب مرتين، بينما فازت منتخبات إنجلترا وإسبانيا بلقب البطولة مرة واحدة.
استطاع منتخبان فقط إحراز لقب البطولة مرتين متتاليتين، حيث كان المنتخب الإيطالي أول منتخب يحرز البطولة مرتين متتاليتين في نسختي عام 1934 و1938، ثم البرازيل بطل أعوام: 1958، 1962.
بطولة كأس العالم من أكثر الأحداث الرياضية مشاهدة على مستوى العالم، ففي نهائي كأس العالم 2006، الذي أقيم في ألمانيا، قدر عدد من تابع المباراة النهائية ب 715 مليون شخص. حامل اللقب الحالي هو المنتخب الأرجنتيني الفائز بكأس العالم 2022 الذي أقيم في قطر بعد فوزه في النهائي على المنتخب الفرنسي بنتيجة 3-3 و4–2 في ركلات الترجيح.

## التاريخ

### منافسات دولية سابقة

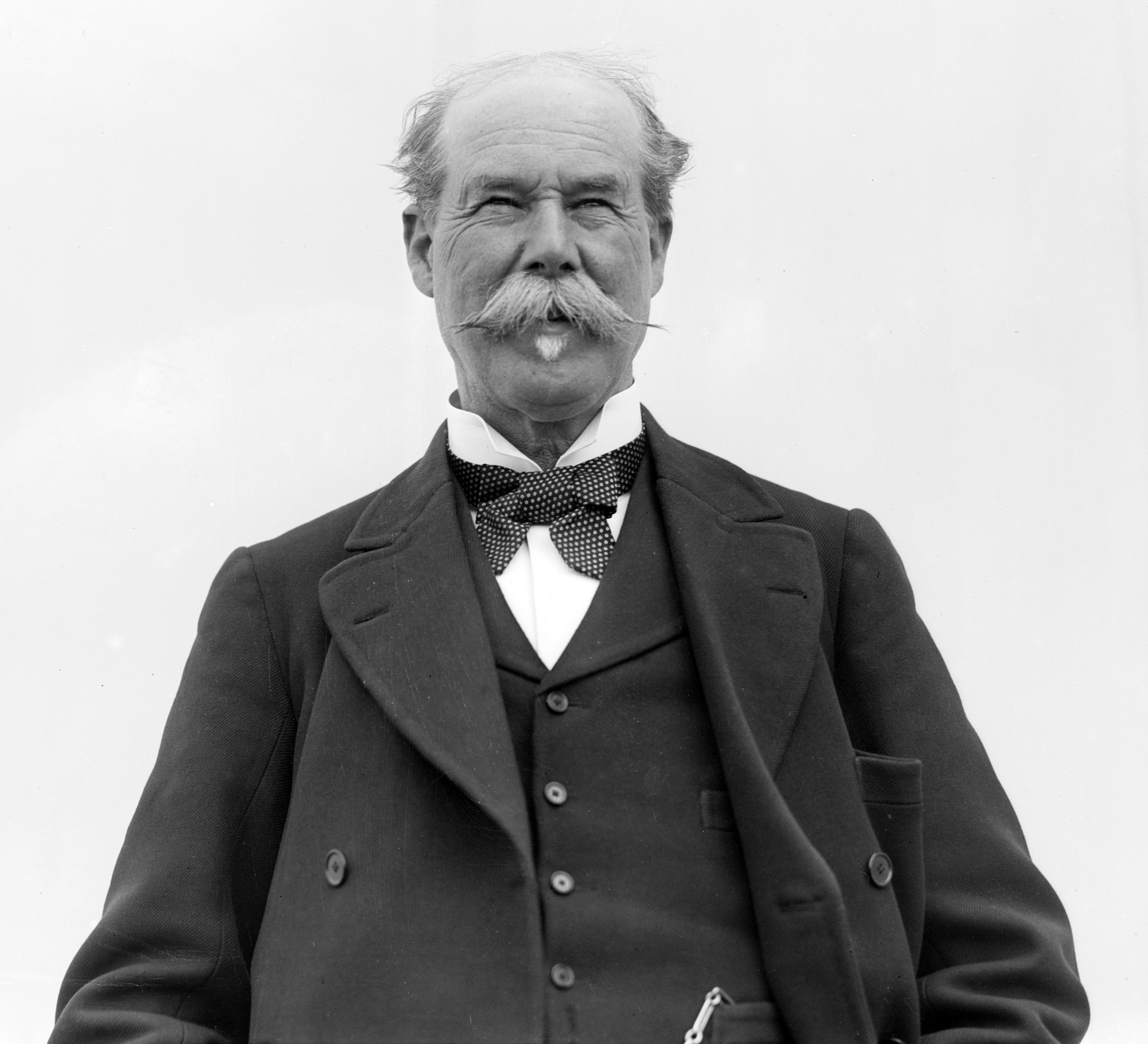
السير توماس ليبتون، مؤسس كأس توماس ليبتون، والتي يشار إليها أحياناً على أنها أول بطولة لكأس العالم على مستوى الأندية.

أقيمت أول مباراة كرة قدم دولية في 1872 بين منتخبي اسكتلندا وإنجلترا وانتهت بالتعادل السلبي. وكانت أول بطولة دولية هي البطولة البريطانية التي جرت في عام 1884. في هذه المرحلة كان نادرا ما تلعب هذه الرياضة خارج بريطانيا العظمى وأيرلندا.
بعد أن تأسس الاتحاد الدولي لكرة القدم (الفيفا) عام 1904، كانت هنالك محاولة من قبل الاتحاد لتنظيم بطولة كرة قدم دولية بين الأمم، خارج الإطار الأولمبي في سويسرا عام 1906، وقد كانت هذه البداية الأولى لكرة القدم الدولية. مع استمرار الحدث الأولمبي بمشاركة فرق الهواة، نظم السير توماس ليبتون بطولة «كأس السير توماس ليبتون» في تورين عام 1909، مسابقة للمحترفين. كانت بطولة ليبتون بين النوادي (وليس المنتخبات الوطنية) من مختلف البلدان، كل نادٍ منهم يمثل الدولة بكاملها. ويشار إليها أحياناً على أنها أول بطولة لكأس العالم على مستوى الأندية.
في عام 1914، وافق الاتحاد الدولي لكرة القدم على الاعتراف بالبطولة الأولمبية كـ «بطولة كرة قدم عالمية للهواة»، وتحمل مسؤولية إدارة الحدث. هذا مهد الطريق لأول منافسة كرة قدم عابرة للقارات في العالم، وذلك في الألعاب الأولمبية الصيفية 1920. بعد ذلك فاز منتخب الأورغواي لكرة القدم ببطولات كرة القدم الأولمبية في عامي 1924 و1928. في عام 1928 قرر الاتحاد الدولي لكرة القدم تنظيم بطولته الدولية الخاصة خارج نطاق الألعاب الأولمبية. مع كون الأوروغواي أبطال كرة القدم الرسميين آنذاك لمرتين، وللاحتفال بالذكرى المئوية لاستقلال الأوروغواي في عام 1930، جعل اتحاد كرة القدم العالمي الأورغواي الدولة المستضيفة للنسخة الأولى من نسخ كأس العالم.

### إنشاء البطولة

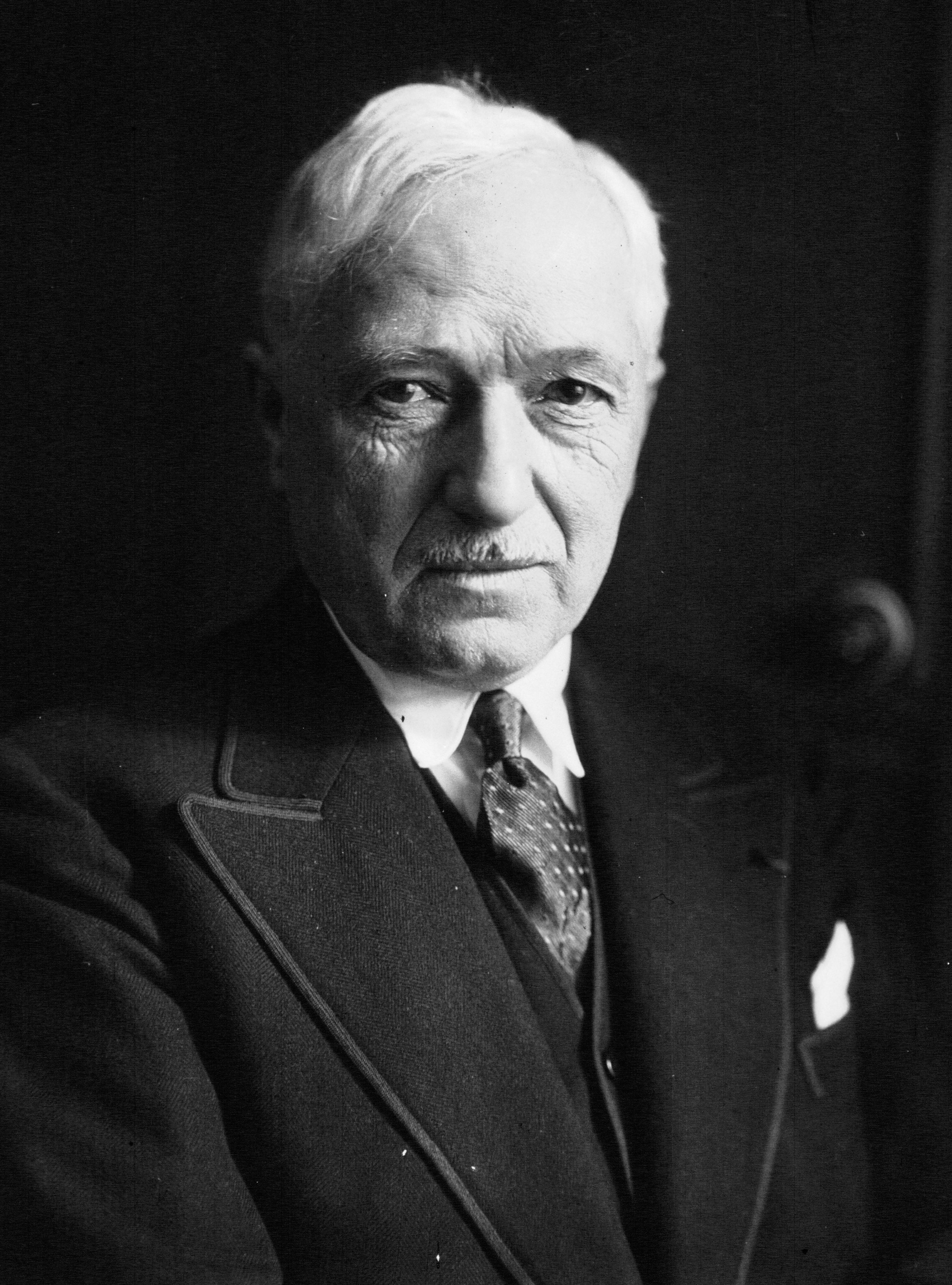
صورة جول ريميه رئيس الفيفا الثالث وصاحب احياء وتنفيذ فكرة كأس العالم.

ترجع فكرة إقامة كأس العالم إلى أول اجتماع للاتحاد الدولي لكرة القدم عام 1904 في باريس، وبحضور سبع دول هي: سويسرا، بلجيكا، الدانمارك، فرنسا، هولندا، إسبانيا، والسويد. حيث تبنى الاتحاد الدولي فكرة إقامة بطولة عالمية لكرة القدم، بعد أن استغرق القرار وقتا طويلا للاتفاق عليه بسبب عدة صعوبات. كانت أبرز هذه الصعوبات هو رفض اللجنة الأولمبية الدولية لفكرة البطولة خوفاً من تأثيرها على الدورات الأولمبية العريقة، وكذلك خوفاً من سيطرة الاتحاد الدولي على اللعبة الأكثر شعبية في العالم.
نهضت الفكرة مرة أخرى عام 1921 على يد المحامي الفرنسي جول ريميه، والذي أصبح لاحقا رئيساً للاتحاد الدولي والذي عمل جاهداً لإطلاق أول بطولة عالمية لكرة القدم، وبعد مرور سبعة أعوام على تعيينه في منصب الرئاسة وافق الاتحاد الدولي في اجتماع تاريخي عقد في 25 مايو 1928 على إقرار بطولة كأس العالم، وتسميتها ببطولة كأس النصر.
تقدمت الأوروغواي بطلب تنظيم البطولة، وتمت الموافقة نظرا لأنها كانت رائدة المنتخبات في ذلك الوقت وبطلة آخر دورتين أولمبيتين، وقدمت تسهيلات للمنتخبات المشاركة، وتكفل الاتحاد الدولي بدفع مصاريف الفرق وتنقلاتها الصعبة في ذلك الوقت. قبل عامين من انطلاق منافسات أول كأس عالم، اشترطت التعليمات وجوب وجود جائزة ثمينة تقدم للمنتخب الفائز بالبطولة العالمية، مما دفعهم إلى إنشاء كأس النصر (كأس جول ريميه). وانطلقت البطولة لأول مرة عام 1930 ولا زالت مستمرة كل 4 سنوات حتى اليوم.

### تاريخ البطولات

#### كأس العالم 1930

منتخب الأوروغواي، أول منتخب فاز بلقب كأس العالم.

في عام 1930، أُقيمت أول بطولة عالمية لكرة القدم تحت مُسمى (كأس العالم)، وهي كأس العالم 1930 والتي استضافتها الأوروغواي في الفترة من 13 - 30 يوليو. تُعتبر البطولة الأولى الوحيدة من ضمن جميع بطولاتها التي لم يكن بها تصفيات مؤهلة. دُعيت جميع المنتخبات المنتسبة للاتحاد الدولي لكرة القدم للمشاركة بالبطولة، ككل، شاركت 13 دولة في البطولة الأولى، ويرجع قلة المنتخبات المشاركة إلى اختيار الأوروغواي كمكان لاحتضان البطولة، فالمدة الزمنية للرحلة وتكاليف السفر عبر المحيط الأطلسي تجعل المشاركة صعبة بالنسبة للمنتخبات الأوروبية.
حدثت أول مباراتين لكأس العالم مباشرة، وقد فاز فيها منتخب فرنسا ومنتخب الولايات المتحدة، الذين فازا على المكسيك 4 - 1، وبلجيكا 3 - 0، على التوالي. الهدف الأول في تاريخ كأس العالم أحرزه الفرنسي لوسيان لوران. وفي المباراة النهائية، تغلب منتخب الأورغواي على الأرجنتين بنتيجة 4 - 2 أمام حشد كبير بلغ 93 ألف مشجع، في مونتيفديو، وأصبحت أوروجواي أول دولة تفوز بالكأس. ويعتبر الأرجنتيني فرانشيسكو فارايو هو آخر لاعب توفي من الذين خاضوا نهائي كأس العالم 1930، عندما توفي في 30 أغسطس 2010.

#### كأس العالم 1934
في بطولة كأس العالم 1934 اُختيرت إيطاليا لاستضافة البطولة، بعدما رشحها الاتحاد الدولي لكرة القدم إثر انعقاد مؤتمر برلين في أكتوبر 1932. ومن ثم اُخْتِيرَت إيطاليا لاستضافة البطولة في الاجتماع الذي أقيم في ستوكهولم عاصمة السويد في 9 أكتوبر 1932. وتُعتبر أول دورة تُلعب بها تصفيات مؤهلة، بعدما قررت 32 دولة المشاركة في البطولة وبالتالي كان لزاما إقامة تصفيات لتتأهل بعدها 16 دولة. أقيم نهائي كأس العالم 1934 والذي أقيم على ملعب الحزب الوطني الفاشي تقدمت تشيكوسلوفاكيا بالنتيجة، لكن منتخب إيطاليا استطاع تسجيل هدف التعادل في الدقائق الأخيرة ثم أضاف الهدف الثاني في الوقت الإضافي ليتوج باللقب.

#### كأس العالم 1938

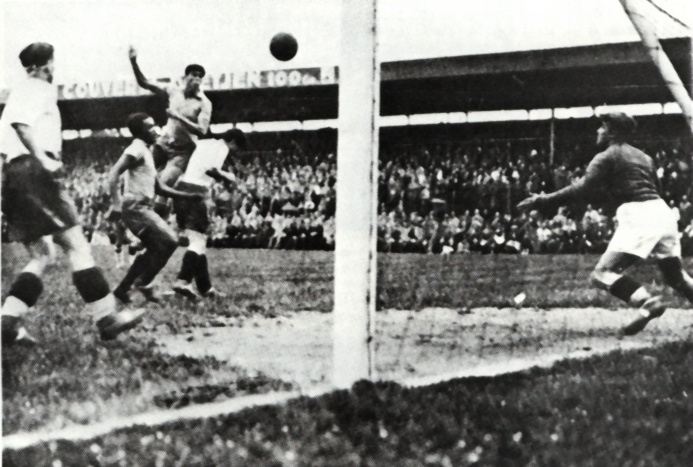
لقطة من مباراة البرازيل وبولندا التي انتهت 6-5 لصالح البرازيل

في بطولة كأس العالم 1938 اُختيرت فرنسا لاستضافة البطولة التي جرت أحداثها من الـ 4 من يونيو إلى الـ 19 من يونيو من عام 1938، وسبب هذا القرار الصادر من الاتحاد الدولي لكرة القدم باستضافة النسخة الثالثة من البطولة، غضباً في القارة اللاتينية، حيث أُعتقد بأن الاستضافة تقوم على التناوب بين القارتين. ونتيجة لهذا القرار، لم تشارك الأورغواي، والأرجنتين في منافسات البطولة. في الوقت نفسه، لم يشارك منتخب إسبانيا في النهائيات، بسبب استمرار اشتعال نيران الحرب الأهلية فيها. وكانت هذه البطولة هي المرة الأولى التي يتأهل بها المستضيف وحامل اللقب بشكل تلقائي. فمنذ عام 1938 كان حامل اللقب يتأهل بصورة مباشرة إلى النهائيات التالية، إلى أن أُلْغِيَ ذاك النظام مع بطولة كأس العالم 2006.
أقيم نهائي كأس العالم 1938 على الاستاد الأولمبي في باريس، حيث شهد اللقاء أهداف كثرة، فانتهى اللقاء بفوز منتخب إيطاليا لكرة القدم بنتيجة 4-2 على منتخب المجر لكرة القدم، وتصبح بذلك إيطاليا أول فريق يحافظ على لقبه في نهائيات كأس العالم، وأول منتخب يحقق كأس العالم لمرتين متتاليتين. ثم توقفت البطولة بسبب الحرب العالمية الثانية لمدة 12 عاماً، وعادت إليها الروح في عام 1950. وبهذا، كانت إيطاليا حاملة للقب العالمي لمدة 16 عام (من 1934 إلى 1950)، وهي أطول مدة لمنتخب حمل لقب بطل العالم. خلال هذه الفترة قام نائب رئيس الاتحاد الدولي لكرة القدم ورئيس الاتحاد الإيطالي لكرة القدم الدكتور أوتورينو باراسي بإخفاء الكأس العالمية في صندوق حذاء، ووضعها تحت سريره طيلة فترة الحرب العالمية الثانية، وبتلك الصورة حماها من الوقوع تحت أيدي قوات الاحتلال.

#### كأس العالم 1950

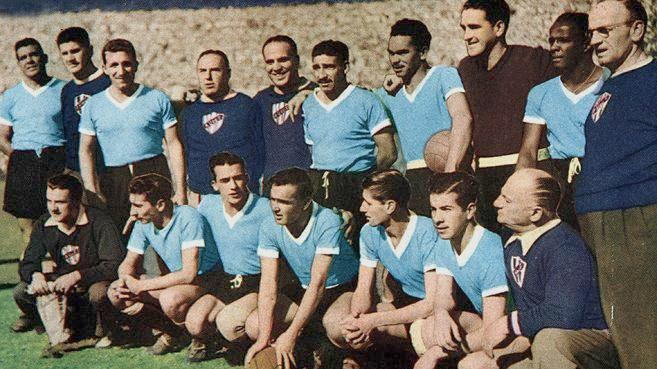
منتخب الأوروغواي، الفائز بلقب كأس العالم 1950.

تعتبر كأس العالم 1950 هي الأولى منذ عام 1938، بعد توقف دام 12 عاماً بسبب ظروف الحرب العالمية الثانية فكانت آخر بطولة هي التي أقيمت عام 1938 في فرنسا. وبعد انتهاء الحرب قرر الاتحاد الدولي لكرة القدم تعويض بطولتي 1942 و1946 وقامت بالبحث عن دولة لاستضافة تلك البطولة ولكنها فشلت في الوصول لأي دولة أوروبية تستضيف الحدث بعد تلك الحرب حيث خشى الاتحاد الدولي من عدم الحصول على موارد كافية لتنفيذ تلك البطولة، حتى أن تقدمت البرازيل بطلب استضافة كأس العالم على أرضها بشرط أن تقام عام 1950 (كان مقرراً أن تقام عام 1949)، وكان عرض البرازيل مشابهاً كثيرًا لعرضها لاستضافة البطولة عام 1942 بالإضافة إلى ألمانيا.
أقيم نهائي كأس العالم 1950 على ملعب ماراكانا، وبحضور 200 ألف متفرج، كان ولا زال رقماً قياسياً كأكثر النهائيات حضوراً. واستطاع منتخب الأوروغواي التغلب على صاحب الأرض والجمهور منتخب البرازيل، ويفوز باللقب الثاني له في بطولات كأس العالم.

#### كأس العالم 1954

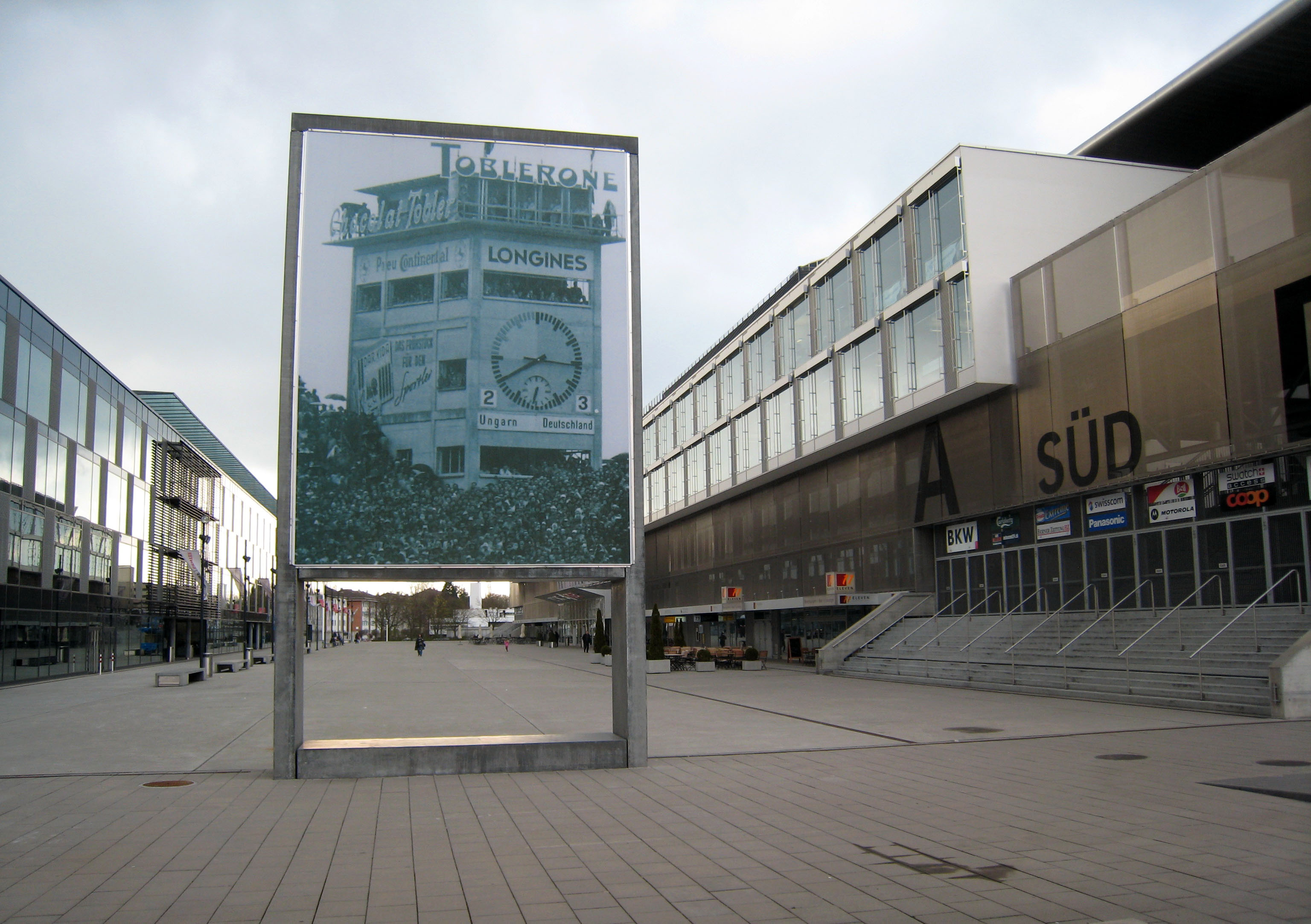
صورة في العاصمة السويسرية بيرن والتي ذكرت باللوحة المكان التي التقى فيها المنتخبان الألماني الغربي والهنغاري.

أقيمت كأس العالم 1954 في سويسرا، وكان الإعلان عن البلد المستضيف تم في نفس اليوم الذي أعلن فيه عن اختيار البرازيل لاستضافة كأس العالم 1950، حيث كانت سويسرا هي الدولة الوحيدة التي أعلنت عن استعدادها لاحتضان البطولة. شهدت البطولة أعلى معدل تسجيل للأهداف في تاريخ نهائيات كأس العالم عندما بلغ المعدل 5.38 هدف لكل مباراة.
أقيم نهائي كأس العالم 1954 على ملعب وانكدورف بمدينة بيرن السويسرية، حضر النهائي ما يقارب 64 ألف متفرج. جمعت المباراة النهائية منتخبين ألمانيا الغربية وهنغاريا، في لقاء توقع فيه الجميع أن الفوز سيكون من نصيب المنتخب الهنغاري نظراً لمستواه الممتاز حينها، لكن منتخب ألمانيا الغربية حقق المفاجأة، وفاز بنتيجة 3-2، محققاً اللقب الأول له في بطولات كأس العالم. وعقب فوز ألمانيا الغربية باللقب، أطلق الألمان عبر إحدى وسائل الإعلام على تلك المباراة لقب المعجزة في بيرن (بالألمانية: Das Wunder von Bern) بالإشارة إلى العاصمة السويسرية بيرن التي فاز بها المنتخب الألماني الغربي.

#### كأس العالم 1958

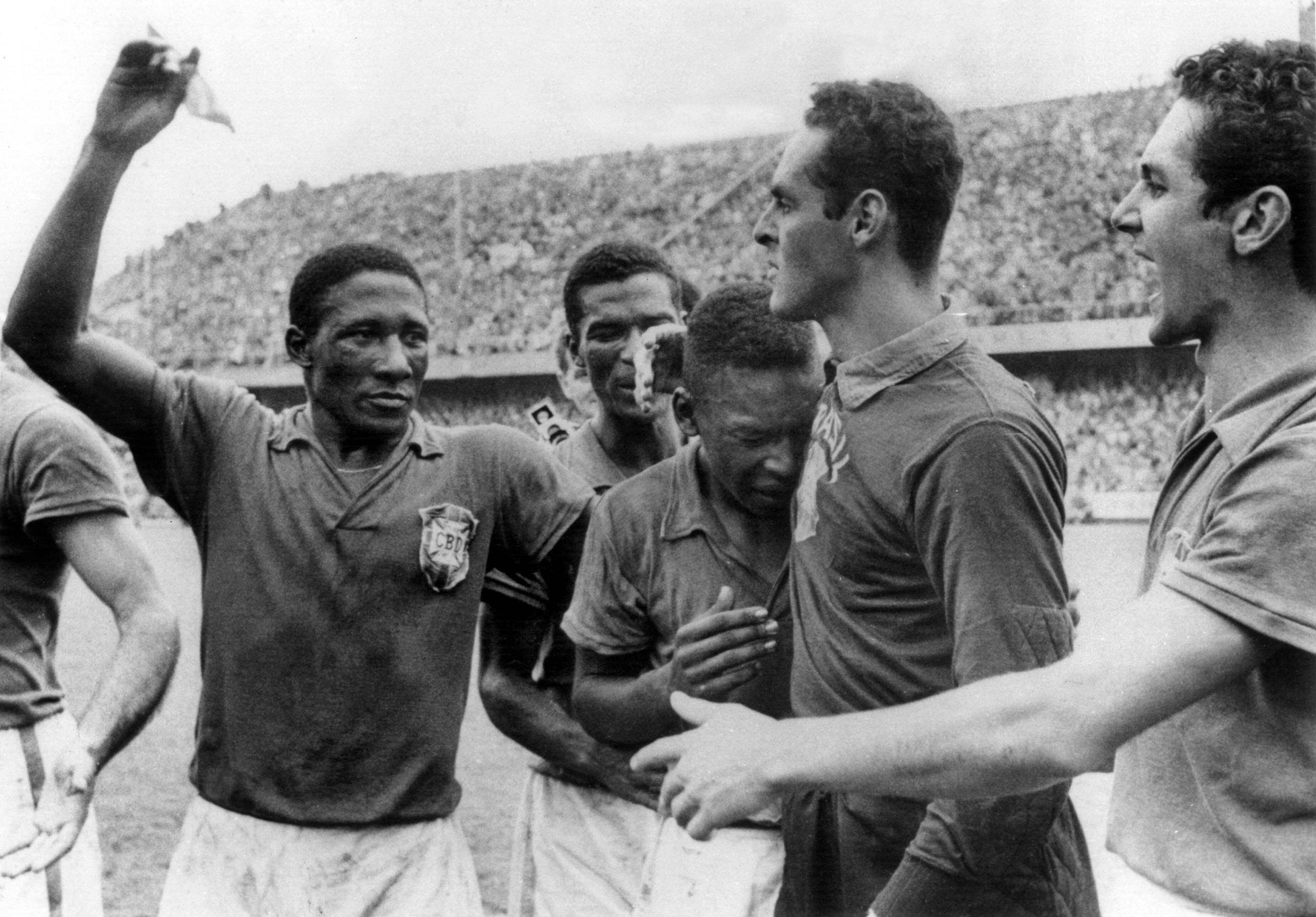
جيلمار، وبيليه، وجيلما سانتوس في المباراة النهائية.

أقيمت بطولة كأس العالم 1958 في السويد، وتعتبر هذه هي المرة الوحيدة التي يقام فيها كأس العالم على أراضي أوروبية ويفوز بها منتخب من خارج القارة العجوز. وتم الإعلان عن استضافة السويد لمنافسات البطولة في 23 يونيو من عام 1950، بمدينة ريو دي جانيرو البرازيلية في بداية بطولة كأس العالم 1950. حظيت البطولة للمرة الأولى في بطولات كأس العالم بتغطية تلفزيونية عالمية، على الرغم من ذلك لم تتمكن دول شرق أوروبا من متابعتها بسبب عدم جاهزيتها لاستقبال البث المباشر. الفريد في تلك النسخة أن منتخبات ويلز وأيرلندا الشمالية وإنجلترا واسكتلندا قد شاركت بالبطولة، وهي المرة الأولى والوحيدة التي تشهد مشاركة جميع ممثلي الكرة البريطانية. أيضاً، تأثر إنجلترا بفقدان بعض لاعبيه في كارثة ميونخ الجوية في فبراير من ذلك العام.
احتضن ملعب راسوندا الوقع في بلدية سولنا السويدية، والذي يسع الملعب لجلوس 35 ألف متفرج، نهائي كأس العالم 1958 والذي أقيم في 29 يونيو 1958، بين صاحب الضيافة منتخب السويد بقيادة نيلس ليدهولم وغونار غرين ومنتخب البرازيل بقيادة فافا مع غارينشيا وماريو زاغالو وبيليه. واستطاع منتخب البرازيل قلب تأخره بهدف نظيف إلى فوز عريض قوامه 5-2، في لقاء شهد بداية اللاعب العالمي الملقب بالجوهرة السوداء بيليه في عمر لا يتجاوز السابعة عشرة، لتحصل البرازيل على اللقب العالمي الأول لها في بطولات كأس العالم.

#### كأس العالم 1962

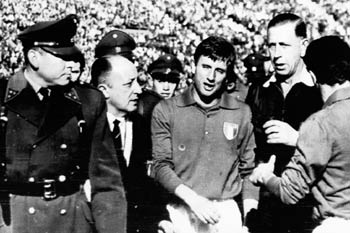
الشرطة تقوم بإخراج لاعب المنتخب الإيطالي جورجو فيريني بعدما طرد في لقاء عرف باسم معركة سانتياغو.

أقيم كأس العالم 1962 في تشيلي بعدما أجبر الاتحاد الدولي لكرة القدم على اختيار دولة لاتينية، بسبب إقامة البطلتين السابقتين أعوام 1954 و1958 في دول أوروبية، خوفاً من مقاطعة منتخبات أمريكا الجنوبية مثلما حدث في كأس العالم 1938. فاستطاعت تشيلي التغلب على الأرجنتين والفوز باستضافة البطولة، بعدما كانت الأرجنتين مرشحة وبقوة لاستضافة.
معركة سانتياغو هي مباراة لكرة القدم بين المضيف تشيلي وإيطاليا في 2 يونيو 1962 في العاصمة التشيلية سانتياغو. وتعتبر من أكثر المباريات عنفاً في تاريخ كأس العالم. فشهدت طرد لاعبين من المنتخب الإيطالي، مع تغاضي الحكم آنذاك الإنجليزي عن طرد لاعبين من منتخب تشيلي، الأمر الذي أدى إلى فوضى عارمة بين الفريقين وصلت إلى الشجار والبصق، مما دفع الشرطة للتدخل أكثر من ثلاث مرات. وانتهى بفوز المنتخب التشيلي بنتيجة 2-0.
استطاع المنتخب البرازيلي التأهل للمباراة النهائية على الرغم من إصابة بيليه، فتقمص غارينشيا دور زميله وقاد البرازيل للمباراة النهائية. أقيم نهائي كأس العالم 1962 على ملعب تشيلي الوطني في العاصمة سانتياغو بين منتخب البرازيل ومنتخب التشيكوسلوفاكيا، واستطاع منتخب البرازيل الفوز باللقب للمرة الثانية في تاريخه بعدما فاز بثلاثة أهداف مقابل هدف.

#### كأس العالم 1966

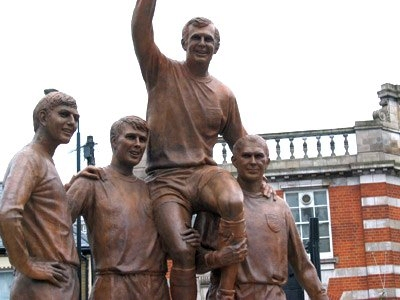
تمثال للاعبي منتخب إنجلترا، ويظهر بوبي مور وجيوف هورست وراي ويلسون ومارتن بيترس.

أقيمت بطولة كأس العالم 1966 في إنجلترا، والتي استطاعت خطف شرف تنظيم منافسة كأس العالم، فتم إعلان إنجلترا كمستضيف في 22 أغسطس من عام 1960 في العاصمة الإيطالية روما. شهدت هذه البطولة مقاطعة جميع منتخبات قارة أفريقيا وآسيا للتصفيات المؤهلة (فيما عدا منتخب كوريا الشمالية) بسبب ما رأوه ظلماً من الاتحاد الدولي لكرة القدم في توزيع المقاعد حيث خصصت مقعدا واحدا فقط لأفريقيا وآسيا مجتمعتين (أي نصف مقعد لكل منهما)، بينما أعطت أوروبا 9 مقاعد وأمريكا الجنوبية 4 مقاعد.
شهدت بطولة كأس العالم 1966، الإعلان عن أول تميمة لكأس العالم، والتي أطلق عليه الأسد ويلي. أيضاً وقبل البطولة بأشهر، وتحديداً في 20 مارس 1966، سرق كأس جول ريميه من قبل لص خلال المعرض العام في قاعة منستير المركزية، ثم عُثِر عليه بعد أسبوع من سرقته ملفوفا في صحيفة، أسفل سياج حديقة في أحد ضواحي نوروود جنوب لندن، وعثر عليه كلب مسمى ببيكلز.
أقيم نهائي كأس العالم 1966، على ملعب ويمبلي في العاصمة الإنجليزية لندن، وبحضور 96,924 متفرج، في أكبر محفل رياضي في تاريخ بريطانيا، في لقاء جمع بين المنتخبين الإنجليزي والألماني الغربي بتاريخ 30 يوليو عام 1966. واستطاع المنتخب الإنجليزي الفوز على منتخب ألمانيا الغربية بنتيجة 4-2 في الوقت الإضافي، بعد انتهاء الوقت الأصلي بالتعادل 2-2. حيث سجل جيوف هورست هدف الفوز في الأشواط الإضافية، يذكر أن التقنية الحديثة استخدمت لتأكيد صحة الهدف، لكن التحليل أظهر عدم صحة الهدف، حيث لم تتجاوز الكرة كامل محيطها.

#### كأس العالم 1970

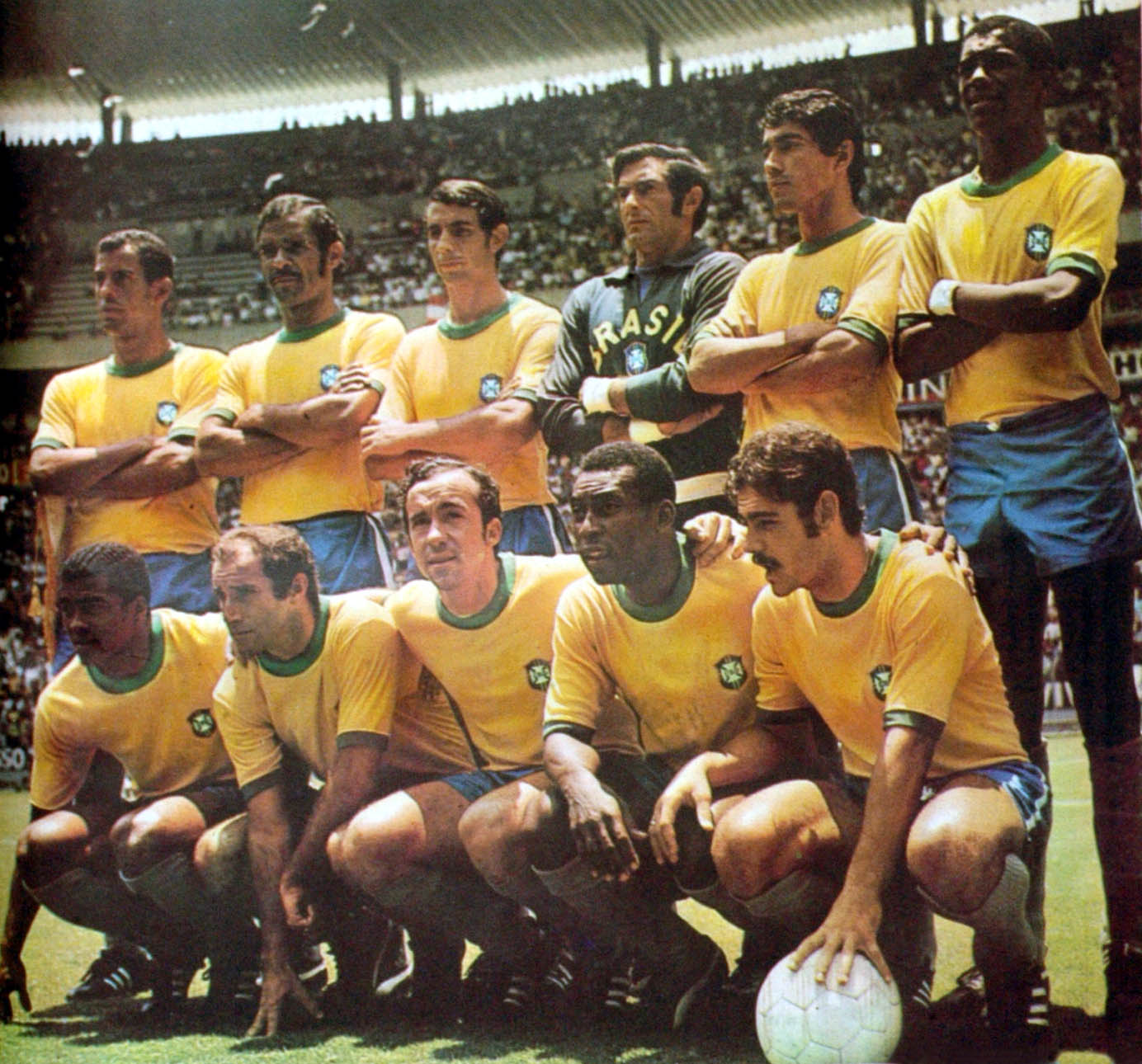
منتخب البرازيل الفائز بلقب كأس العالم 1970.

استضافت المكسيك بطولة كأس العالم 1970 في نسختها التاسعة من منافسات كأس العالم في الفترة ما بين 31 مايو إلى 30 يونيو، وفازت المكسيك بشرف استضافة البطولة بعدما تغلبت على الأرجنتين في التصويت الذي أقيم في العاصمة اليابانية طوكيو. وتصبح بذلك أول بطولة تقام خارج قارتي أوروبا وأمريكا الجنوبية، والأولى التي تقام في قارة أمريكا الشمالية.
شهدت البطولة تغييرات في بطاقات التأهل نتجت عنها مشاركة 16 منتخباً من كل القارات، طال التغيير ليشمل بعض القواعد والقوانين. حيث تم أيضاً السماح بإجراء تبديلين لكل منتخب للمرة الأولى في تاريخ البطولة، كما منح الحكام حق رفع البطاقتين الصفراء والحمراء. بعد أن كانت من قبل شفهيًا، ولم يتم استخدام البطاقة الحمراء في تلك البطولة. ومع التقدم في مجال الاتصالات الفضائية، جذبت كأس العالم 1970 رقم قياسي جديد لجمهور المتابع لمنافسات البطولة. فكانت المرة الأولى التي يشاهد فيها الجمهور المباريات على الهواء مباشرة، وعبر الشاشات الملونة عن طريق البث التلفزيوني الملون.
أقيم نهائي كأس العالم 1970 على ملعب أزتيكا، أمام 107,412 متفرج، والتي جمعت منتخب البرازيل ومنتخب إيطاليا. واستطاعت البرازيل الفوز باللقب بتغلبها على المنتخب الإيطالي بنتيجة 4-1. وبهذا الفوز أصبحت البرازيل أول بلد يفوز بالكأس لثلاث مرات ويمتلك كأس جول ريميه، بعدما حصل على البطولتين عامي 1958 و1962.

#### كأس العالم 1974

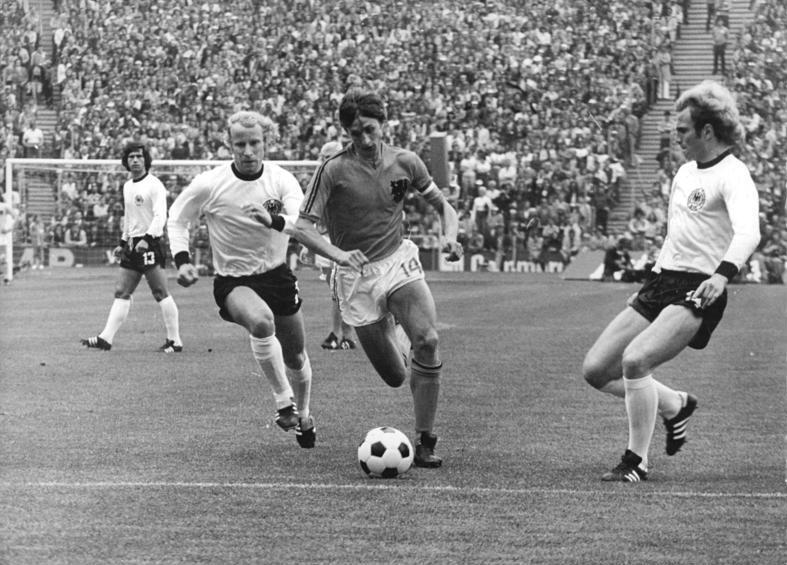
صورة من المباراة النهائية بين ألمانيا الغربية وهولندا.

كأس العالم 1974 هي البطولة العاشرة في تاريخ كأس العالم، واستضافتها ألمانيا الغربية في الفترة ما بين 13 يونيو إلى 7 يوليو، حيث فازت بشرف استضافة البطولة، بعد أن عقدت ألمانيا الغربية اتفاقاً مع إسبانيا، بأن تساندها في استضافة منافسات كأس العالم 1974، في المقابل، تقوم ألمانيا بدعم إسبانيا لاستضافة منافسات كأس العالم 1982.
شهدت البطولة تقديم كأس جديدة للبطولة، بعد امتلاك منتخب البرازيل لكرة القدم لكأس جول ريميه في عام 1970، فاختار الاتحاد الدولي لكرة القدم الفنان الإيطالي سيلفيو غازانيغا لشرف صناعة الكأس الجديدة، والذي أطلق عليه كأس الفيفا. دخل لاعب منتخب التشيلي كارلوس كازالي التاريخ عندما أصبح أول لاعب يُطرَد بالبطاقة الحمراء في مباراة منتخب بلاده مع منتخب ألمانيا الغربية، على الرغم من إقرار البطاقات الحمراء في كأس العالم 1970، إلا أنها لم يكن هناك حاجة لاستخدامها في تلك النسخة. في تلك البطولة.
أقيم نهائي كأس العالم 1974 على الملعب الأولمبي بمدينة ميونخ عاصمة ألمانيا الغربية، أمام ما يقارب 75,200 ألف متفرج. بين فريقين يتميزان بطريقة لعب فريدة عرفت باسم الكرة الشاملة. واستطاع منتخب ألمانيا الغربية التغلب على منافسه المنتخب الهولندي بنتيجة 2-1. وانتهى اللقاء بفوز منتخب ألمانيا الغربية بلقب كأس العالم للمرة الثانية في تاريخهم بعد كأس العالم 1954.

#### كأس العالم 1978

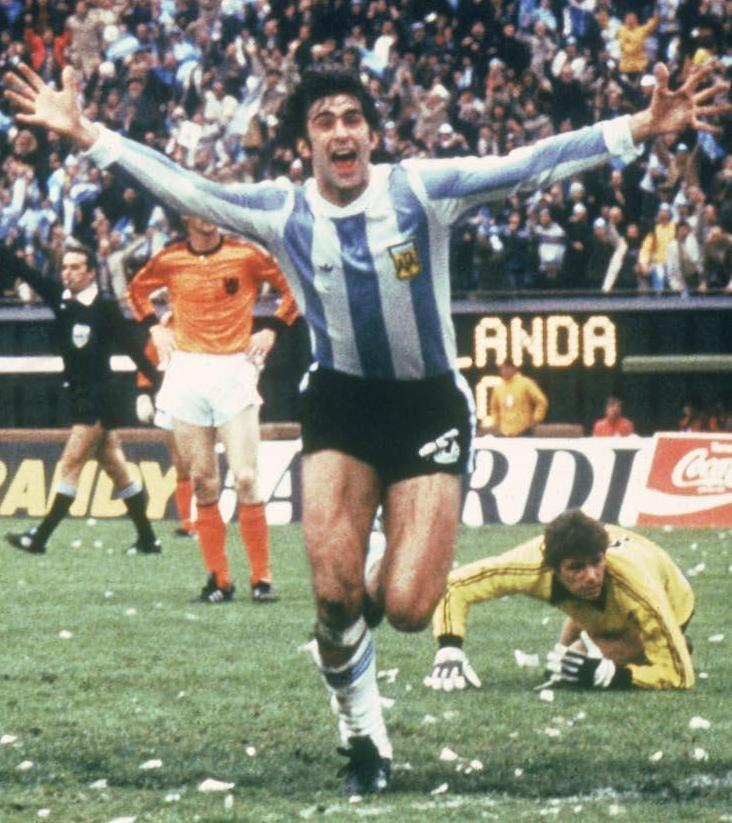
ماريو كيمبس في المباراة النهائية

أقيمت بطولة كأس العالم 1978 في الأرجنتين، لم يلق اختيار الأرجنتين لاستضافة كأس العالم قبولاً، فكان هناك اعتراضات عديدة بسبب حدوث انقلاب عسكري في البلاد. في هذه البطولة، ظهر أول رعاية لكأس العالم. حيث كانت برعاية كوكا كولا. أيضاً، أقر الاتحاد الدولي لكرة القدم لأول مرة نظام ركلات الترجيح في حال انتهاء الوقت الأصلي والإضافي بتعادل الفريقين، لم تنتهى مشاكل التحكيم في تلك البطولة، ففي مباراة منتخب البرازيل مع منتخب السويد حين كانت النتيجة تشير للتعادل بهدف لمثله، تحصل المنتخب البرازيلي لركلة حرة في آخر التوقيت، نفذها زيكو لتدخل شباك الحارس السويدي روني هيلستروم، إلا أن الحكم الويلزي كلايف توماس أطلق صافرته بينما كانت الكرة في الهواء قبل دخولها للمرمى، رافضًا احتساب الهدف مؤكدًا أن القانون هو القانون.
أقيم نهائي كأس العالم 1978 على ملعب أنتونيو فيسبوكيو ليبرتي بمدينة بوينس آيرس و أمام 71,712 متفرج، بين صاحب الأرض والجمهور الأرجنتين و وصيف النسخة الماضية منتخب هولندا، و استطاع الأرجنتين الفوز بنتيجة 3-1 بالأوقات الإضافية، بعد انتهاء الوقت الأصلي بالتعادل 1-1، بفضل هدفي ماريو كيمبس. و تفوز الأرجنتين بلقب كأس العالم للمرة الأولى في تاريخها.

#### كأس العالم 1982

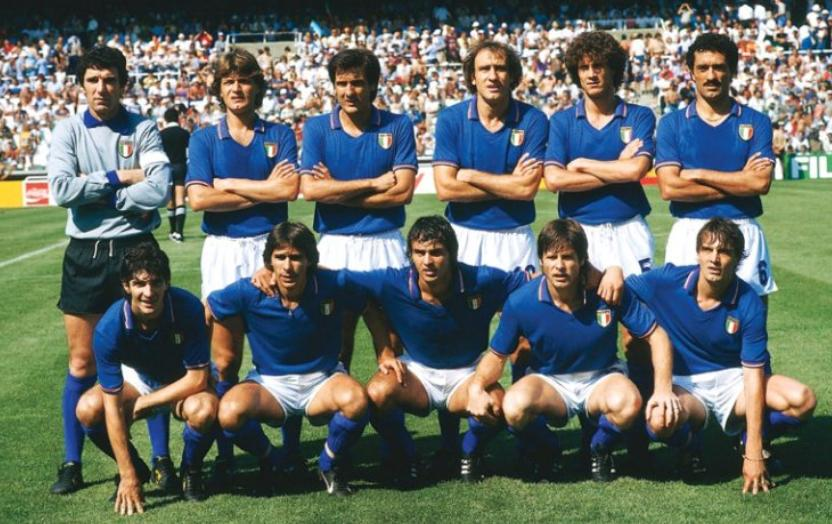
المنتخب الإيطالي الفائز بلقب كأس العالم 1982.

أقيمت بطولة كأس العالم 1982 في الفترة من 13 يونيو وحتى 11 يوليو، فتم اختيار إسبانيا لاحتضان البطولة بعد انسحاب ألمانيا التي استضافت منافسات بطولة كأس العالم 1974. شهدت البطولة مشاركة أول فريق عربي آسيوي وهو منتخب الكويت وشهد مشاركة منتخب الجزائر لأول مرة في تاريخها، وعادت إنجلترا لبطولات العالم بعد غياب دام 12 عاماً وتحديداً من البطولة التي حققوها في كأس العالم 1966.
تميزت هذه البطولة بالعديد من المباريات المثيرة والممتعة، واعتبرت البطولة من أكثر البطولات إثارة بعد كأس العالم 1970، وكانت هذه هي البطولة الأولى التي تضم 24 فريقاً بدلاً من 16 فريقاً في البطولات الماضية، بعدما أقر الاتحاد الدولي لكرة القدم زيادة المنتخبات المشاركة قبل كأس العالم 1978. شهد دور المجموعات مفاجئات عديدة، كان أولها فوز المنتخب الجزائري على منتخب ألمانيا الغربية بنتيجة 2-1 بتوقيع كل من رابح ماجر ولخضر بلومي، وكانت الجزائر قريبة من التأهل للدور المقبل خاصة بعد فوزها على التشيلي بنتيجة 3-2، في المقابل وفي لقاء آخر من نفس المجموعة بين منتخبي ألمانيا الغربية والنمسا، عندما الألمان هدف التقدم وظل الفريقين يتناقلون الكرة، واتفقوا على إنهاء نتيجة المباراة على ما هي عليه ليتأهل كل من المنتخبين إلى الدور الثاني من البطولة على حساب الجزائر، في مباراة عرفت باسم فضيحة خيخون (بالألمانية: Non-aggression pact of Gijón). أجبرت تلك الأحداث الاتحاد الدولي لكرة القدم على إقامة آخر مباريات كل مجموعة في نفس التوقيت منعاً لتكرار التلاعب في النتائج.

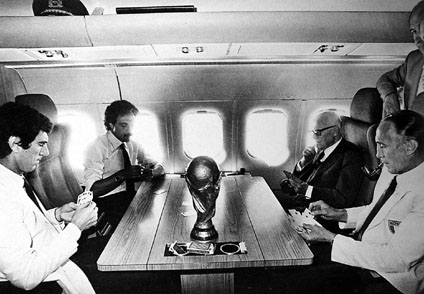
كأس العالم مع قائد المنتخب الإيطالي دينو زوف.

أقيم نهائي كأس العالم 1982 على ملعب سانتياغو بيرنابيو بالعاصمة الإسبانية مدريد بتاريخ 11 يوليو 1982 وبحضور 90.000 ألف متفرج، بين المنتخب الإيطالي والمنتخب الألماني. واستطاع المنتخب الإيطالي الفوز بالمباراة بنتيجة 3-1. فبعد انتهاء الشوط الأول بالتعادل السلبي، سجلت إيطاليا 3 أهداف متتالية خلال 24 دقيقة، عبر كل من باولو روسي وماركو تارديلي وأليساندرو ألتوبيلي. ثم قلصت ألمانيا الفارق في وقت مؤخر من اللقاء عن طريق بول برايتنر. وتفوز إيطاليا باللقب الأول لها منذ 5 عقود، والثالث في تاريخها بعد عامي 1934 و1938.

#### كأس العالم 1986
أقيمت بطولة كأس العالم 1986 في المكسيك في الفترة من 31 مايو وحتى 29 يونيو. في عام 1976 اُخْتِيرَت كولومبيا لاستضافة كأس العالم، السلطات الكولومبية أعلنت في نهاية المطاف في نوفمبر عام 1982 عن عدم استطاعتهم تحمل نفقات استضافة كأس العالم بسبب المخاوف الاقتصادية. ليتم اختيار المكسيك يوم 20 مايو 1983 لاستضافة الكأس، بعدما لاقى ملفها استحساناً كبيراً وتغلب على ملف كل من كندا والولايات المتحدة، ظهرت في هذه البطولة طريقة تشجيع جديدة بالمدرجات عرفت باسم «الأمواج المكسيكية» والتي أصبحت طريقة شهيرة في العالم أجمع بعد ذلك.
أقيم نهائي كأس العالم 1986 في العاصمة مكسيكو سيتي بتاريخ 29 يونيو 1986، وذلك على ملعب أزتيكا وحضر في الملعب 114.600 الف متفرج، بين المنتخب الألماني الغربي والمنتخب الأرجنتيني. تقدمت الأرجنتين أولاً بهدفين من توقيع خوسيه لويس براون وخورخي فالدانو، لكن الألمان تقدموا عليهم بهدفين من خلال رودي فولر وكارل-هاينتس رومنيغه. وبينما كانت المباراة تلفظ أنفاسها متجهة إلى الوقت الإضافي باغت خورخي بوروتشاغا المنتخب الألماني بتسجيله الهدف الثالث لمنتخب بلاده. وتفوز الأرجنتين بلقب كأس العالم للمرة الثانية في تاريخها.

#### كأس العالم 1990
بطولة كأس العالم 1990 أقيمت في إيطاليا في الفترة ما بين 8 يونيو وحتى 8 يوليو. تم اختيار إيطاليا لاستضافة المنافسات من بين 6 منتخبات أخرى هي الاتحاد السوفيتي وإنجلترا واليونان وألمانيا الغربية والنمسا ويوغسلافيا. اعتبر الجميع بطولة كأس العالم 1990 من أكثر البطولات مللاً فقد انخفض معدل إحراز الأهداف بصورة ملحوظة، حيث بلغ 2.21 وهو الأقل منذ بداية بطولة كأس العالم. ولوحظ كثرة استخدام البطاقات الحمراء، حيث تم استخدامها 16 مرة، فشهدت البطولة مباريات مملة وكثرة إضاعة الوقت، وهو ما ترتب عليه قيام الاتحاد الدولي لكرة القدم بتغير قوانين البطولة قبل مباراة النهائي لتجنب ذلك، بنصه على إجراء مباراة إعادة للنهائي في حالة انتهائه بالتعادل. أيضاً قام الاتحاد الدولي لكرة القدم بمنح الفائز 3 نقاط عضواً عن نقطتين، كما تم تغير قانون إعادة الكرة إلى حارس المرمى وذلك بمنع قيام الحارس بالإمساك بالكرة في حال تم إرجاعها من زميله في الفريق، وتم تطبيق تلك التغييرات بدءًا من كأس العالم 1994.
أقيم نهائي كأس العالم 1990 في العاصمة الإيطالية روما وسط حضور ما يقارب من 74 ألف متفرج، بتاريخ 8 يوليو 1990، بين منتخب ألمانيا الغربية ومنتخب الأرجنتين، في تكرار لنهائي كأس العالم 1986. وانتهى اللقاء بهدف نظيف لمنتخب منتخب ألمانيا الغربية من ركلة جزاء مشكوك بصحتها أحرزها اللاعب أندرياس بريمه في الدقيقة 85، ليحرز الماكينات لقبهم الثالث وينتقم لخسارته بنهائي كأس العالم 1986 من منتخب الأرجنتين.

#### كأس العالم 1994

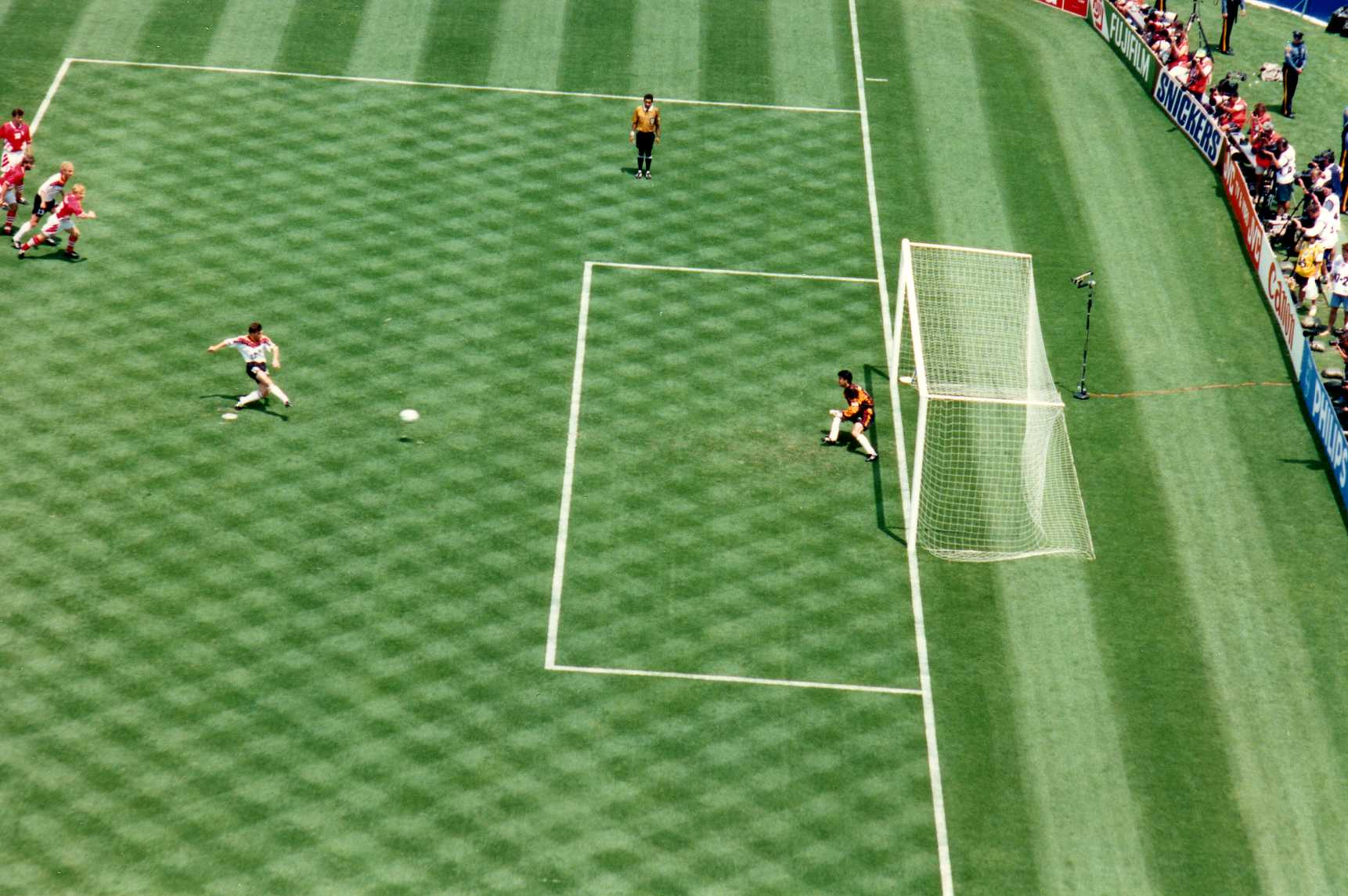
لوثار ماثيوس يقوم بتسديد ضربة جزاء لمنتخبة ألمانيا ضد منتخب بلجيكا.

أقيمت كأس العالم 1994 في الولايات المتحدة الأمريكية، فتم الإعلان عن البلد المستضيف في 4 يوليو 1988 بمدينة زيورخ السويسرية، شهدت البطولة مشاركة 24 منتخباً للمرة الأخيرة قبل أن يتم تغييره ليصبح 32 منتخباً بداية من كأس العالم 1998، ومع هذا تم تسجيل رقم قياسي في عدد الجماهير التي حضرت المنافسات والتي بلغت 3.6 مليون متفرج. علاوة على ذلك، تم تسجيل رقم قياسي جديد في معدل الحضور للمباراة الواحدة والذي بلغ ما يقارب 69 ألفاً لكل لقاء، محطماً بذلك الرقم السابق والذي بلغ 51 ألفاً في كأس العالم 1966.
أقيم نهائي كأس العالم 1994 بتاريخ 17 يوليو 1994، على ملعب ملعب روس بول في باسادينا بولاية كاليفورنيا والذي شهد حضور أكثر من 94.194 متفرج، وجمعت بين المنتخبين الكبيرين، المنتخب البرازيلي والمنتخب الإيطالي، في لقاء مكرر لنهائي كأس العالم 1970 الشهير. شهد لقاء تحديد أكثر المنتخبات فوزاً بلقب كأس العالم آنذاك، حيث أن كلا الفريقين يمتلك في جعبته 3 ألقاب. استطاع منتخب البرازيل الفوز باللقب بعدما تغلب على منتخب إيطاليا بالركلات الترجيحية بنتيجة 3 - 2، بعدما انتهى وقت المباراة الأصلي بالتعادل السلبي، وكذلك الوقت الإضافي. حيث انتهت المباراة بعد إضاعة روبيرتو باجيو ركلة ترجيح. وبهذا أصبحت البرازيل أكثر المنتخبات فوزاً بلقب كأس العالم لواقع 4 مرات.

#### كأس العالم 1998
كأس العالم 1998 أقيمت في فرنسا في الفترة من 10 يونيو إلى 12 يوليو 1998، واختيرت فرنسا لتنظيم البطولة في 2 يوليو 1992 في مدينة زيورخ السويسرية، وتعتبر هذه البطولة هي الأولى التي تشهد مشاركة اثنين وثلاثين فريقاً بدلاً من أربعة وعشرين في البطولة التي سبقتها عام 1994 بالولايات المتحدة الأمريكية. سجل في البطولة 171 هدفاً، وهو أكبر عدد إجمالي للأهداف سجل في بطولة واحدة.
أقيم نهائي كأس العالم 1998 على ملعب فرنسا والذي شهد حضور 75 ألف متفرج، بين فاز بالكأس البلد المنظم المنتخب الفرنسي والمنتخب البرازيلي. واستطاعت فرنسا الفوز بنتيجة عريضة قوامها 3-0، محققة بذلك أول بطولة كأس عالم في تاريخها، بعد مستوى مميز من اللاعب زين الدين زيدان.

#### كأس العالم 2002

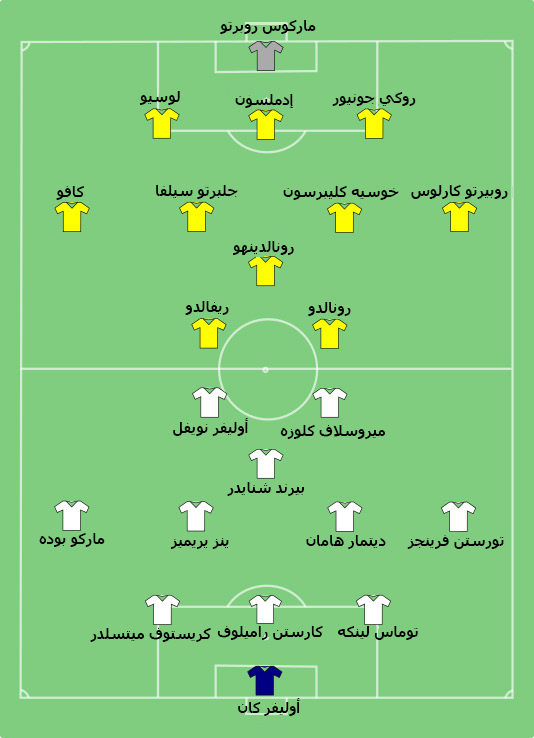
تشكيلة نهائي كأس العالم 2002.

أقيمت كأس العالم 2002 في نسختها السابعة عشر بتنظيم مشترك لكل من كوريا الجنوبية واليابان. وتعتبر هذه البطولة هي المرة الأولى التي يشترك بلدان في استضافتها، كما أنها المرة الأولى التي تقام في قارة آسيا. وهي البطولة الأخيرة التي يتأهل فيها حامل اللقب للنهائيات دون خوض التصفيات.
لعب نهائي كأس العالم 2002 بين ألمانيا والبرازيل على ملعب يوكوهاما الدولي في يوكوهاما، اليابان، فكانت هذه المباراة أول مواجهة بين الفريقين في تاريخ بطولات كأس العالم، واستطاع منتخب البرازيل الفوز بنتيجة 2-0 لتفوز باللقب الخامس، بهدفين سجلهما رونالدو. شهدت المباراة الظهور الثالث على التوالي لكابتن المنتخب البرازيلي آنذاك كافو في نهائي كأس عالم، وهو إنجاز لم يسبق لأحد تحقيقه في تاريخ بطولات كأس العالم.

#### كأس العالم 2006

صورة المنتخب الإيطالي عند تتويجه بالبطولة

أقيمت بطولة كأس العالم 2006 في 9 يونيو 2006 في ألمانيا بعد فوزها في التصويت الذي أجري في يوليو 2000 بزيورخ، سويسرا.
في 9 يوليو 2006 وبعد نهائي مثير في أحداثه ونتيجته، توج منتخب إيطاليا بطلا لمونديال 2006 للمرة الرابعة في تاريخها الكروي بعد تغلبه على نظيره الفرنسي بركلات الترجيح 5 - 3 إثر انتهاء الوقتين الأصلي والإضافي بالتعادل 1 - 1 على ملعب برلين الأولمبي، والذي شهد نهاية مؤسفة للنجم زين الدين زيدان حيث دفع برأسه في صدر المدافع الإيطالي ماركو ماتيراتسي في الوقت الإضافي، وتحديداً في الدقيقة 110 من عمر المباراة، ليخرج الحكم البطاقة الحمراء في وجه زيدان أمام صدمة وذهول الجميع في ملعب برلين الأولمبي.

#### كأس العالم 2010

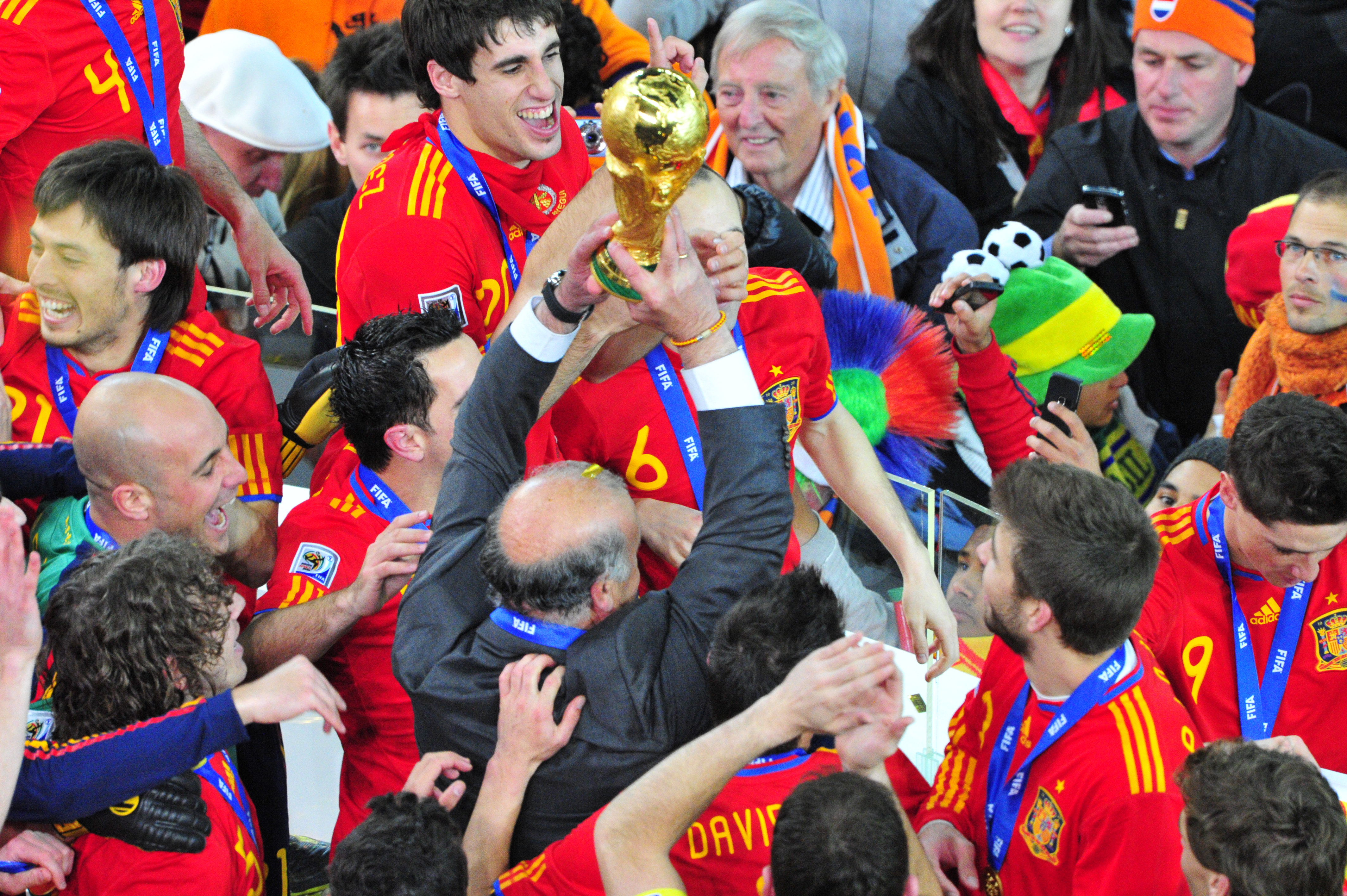
تتويج المنتخب الإسباني بلقب البطولة.

كانت بطولة كأس العالم 2010 هي أول بطولة تقام في القارة الإفريقية، وتحديداً في جنوب أفريقيا، حيث وقع الاختيار عليها بعد منافسة مع مصر والمغرب كي يصبح أحدهم أول بلد أفريقي يستضيف النهائيات. فكان اختيار قارة أفريقيا لتكون مستضيفة كأس العالم 2010، جزءاً من سياسة المداورة قصيرة الأجل، والتي ألغيت في عام 2007، وهي بمداورة استضافة الحدث بين القارات.
لعبت المباراة النهائية على ستاد البنك الوطني الأول، بقيادة الحكم الإنجليزي هاوارد ويب، وجمع النهائي بين هولندا وإسبانيا، وهذه المرة الأولى في التاريخ التي تصل بها إسبانيا للمباراة النهائية لكأس العالم، كما أن هولندا لم تبلغ المباراة النهائية منذ 32 سنة وتحديداً منذ أن لعبت في نهائي كأس العالم 1978. وكان نهائياً أوروبياً خالصاً للمرة الثانية على التوالي بعد نهائي كأس العالم 2006 بين إيطاليا وفرنسا.
حُظي النهائي بأكبر عدد من البطاقات في نهائيات كأس عالم، وكان عدد البطاقات المكتسبة أكثر من ضعف الرقم القياسي السابق، وهو 6 بطاقات في نهائي كأس العالم 1986 بين الأرجنتين وألمانيا. عدد البطاقات المكتسبة في المباراة 14 بطاقة صفراء منها 9 لمنتخب هولندا، و5 من نصيب منتخب إسبانيا ، وقد طُرد جون هيتينغا بعد تلقيه بطاقتين صفراتين. وكات البطاقة صفراء الموجهة لنايجل دي يونغ بعد ركله تشابي ألونسو في صدره في الشوط الأول، قد أثارت غضب الكثير، منهم روب هيوز والذي اعتقد بأنه كان يجب إعطاءه بطاقة حمراء. تغلبت إسبانيا، بطلة أوروبا على هولندا 1–0 بعد الوقت الإضافي، بهدف سجله اللاعب أندريس إنيستا في الدقيقة 116. وبذلك تمكنت إسبانيا من تحقيق لقبها العالمي الأول، وقد كانت هذه المرة الأولى التي تفوز دولة أوروبية بالمسابقة خارج القارة العجوز.

#### كأس العالم 2014
أقيمت بطولة كأس العالم 2014 وهي النسخة العشرين من بطولات كأس العالم، في البرازيل بعد أن أتاح الاتحاد الدولي لكرة القدم نظام تبادل استضافة البطولة بين القارات، والذي تم إلغاؤه في 2007، وهي البطولة الأولى التي تقام في قارة أمريكا الجنوبية منذ أن استضافت الأرجنتين النسخة الحادية عشر للبطولة عام 1978. وهي أيضاً أول مرة تنظم كأسين عالميتين متتاليتين خارج القارة الأوروبية بعد كأس العالم 2010 في جنوب أفريقيا. وفازت البرازيل بحق استضافة هذا الحدث يوم 30 أكتوبر 2007 بوصفها البلد الوحيد الباقي للدخول في المزايدة.

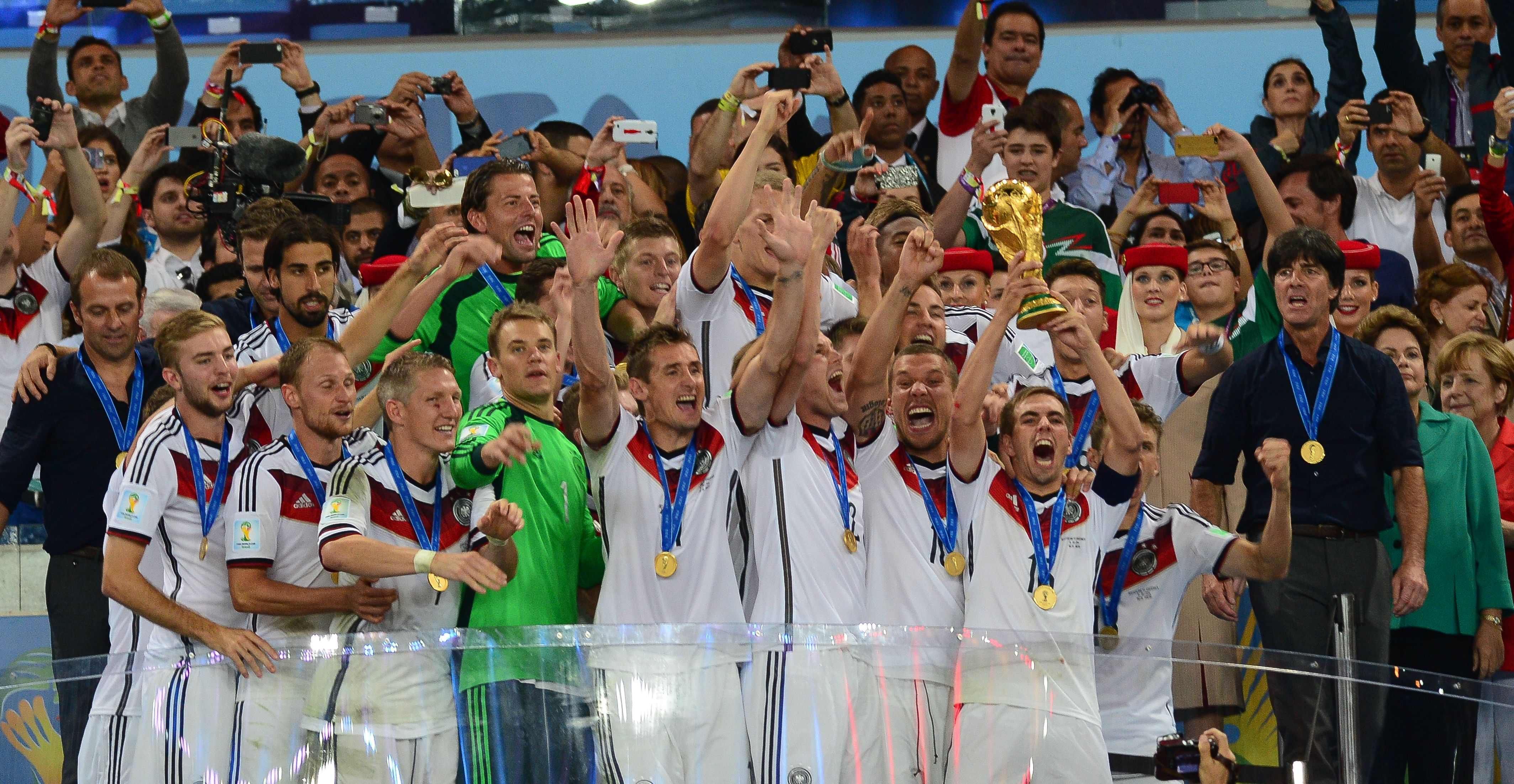
منتخب ألمانيا الفائز بلقب كأس العالم 2014.

سمح الاتحاد الدولي لكرة القدم باستخدام تقنية خط المرمى للمرة الأولى في تاريخ بطولات كأس العالم، لتصبح هذه البطولة ثالث بطولة برعاية الاتحاد الدولي لكرة القدم يتم فيها تطبيق هذه الخاصية بعد بطولتي كأس العالم للأندية 2012 وكأس القارات 2013. أيضاً، وافق الاتحاد الدولي لكرة القدم على استخدام الرذاذ المتلاشي من قبل الحكام للمرة الأولى في نهائيات كأس العالم. والذي يهدف لمساعدة الحكام في تحديد مكان وقوف حائط الدفاع قبل تسديد الركلات الحرة، حيث يقوم الحكم بتحديد ومن ثم رسم خط على طول المكان الذي يبعد عن مكان تسديد الكرة، أي المكان الذي يسمح عنده بتواجد أقرب مدافع، ويختفي الخط خلال دقيقة بعد ذلك.
جرى نهائي كأس العالم 2014 بين منتخب ألمانيا ومنتخب الأرجنتين على ملعب ماراكانا الشهير وبحضور 75 ألف متفرج، في تكرار لنهائيي كأس العالم 1986 وكأس العالم 1990. استطاع منتخب ألمانيا التغلب على منتخب الأرجنتين بنتيجة بهدف نظيف سجله ماريو غوتزه في الدقيقة 113 من الشوط الإضافي الثاني، ويصبح بذلك أول بديل يسجل في نهائي كأس العالم، مانحاً منتخب بلاده رابع لقب عالمي، ليعادل رقم المنتخب الإيطالي. أيضاً في تلك البطولة استطاع الألماني ميروسلاف كلوزه من كسر رقم البرازيلي رونالدو بعدما سجل هدف رقم 16 في نهائيات كأس العالم، ويصبح بذلك أكثر من سجل في تاريخ المسابقة.

#### كأس العالم 2018

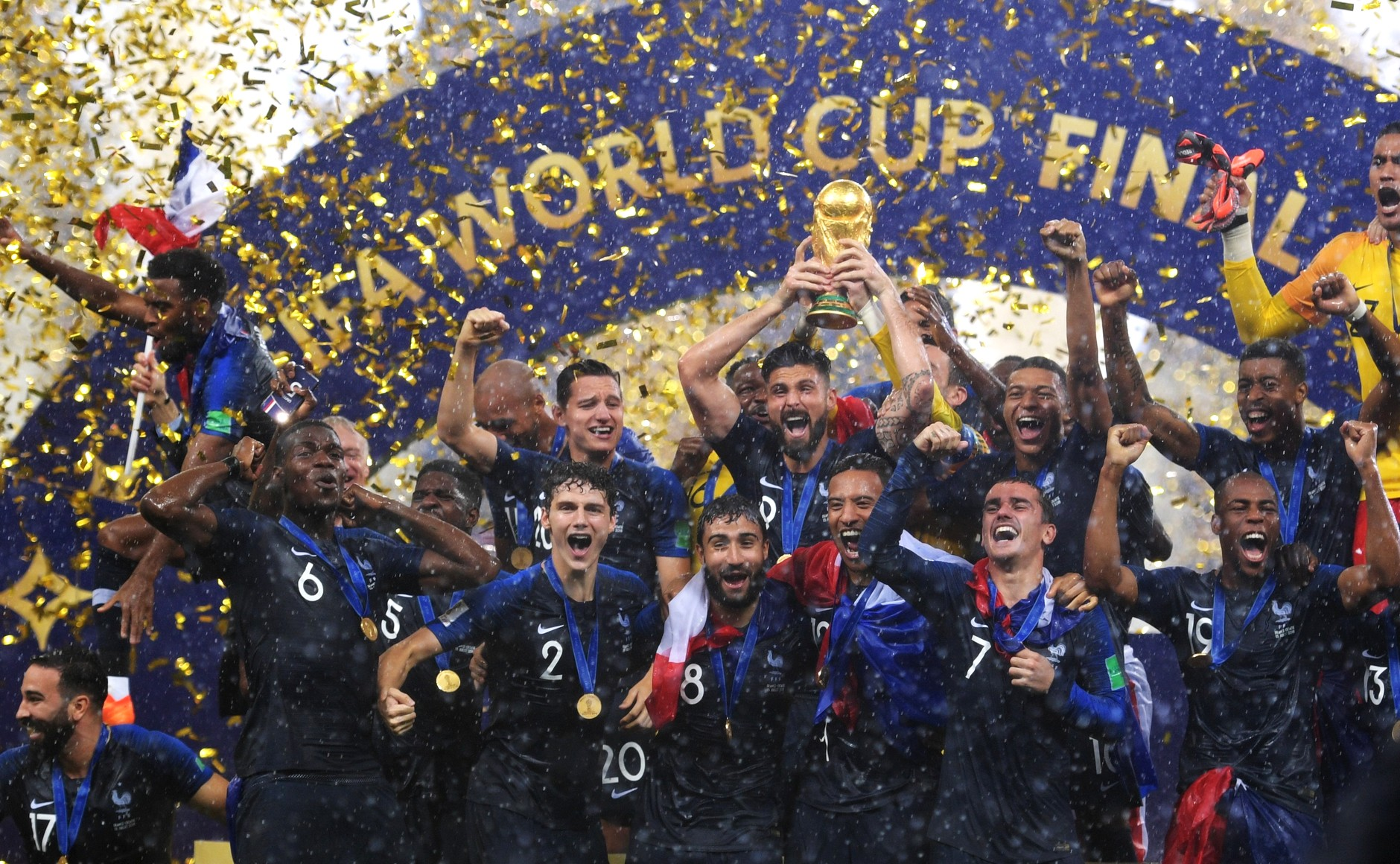
منتخب فرنسا الفائز بلقب كأس العالم 2018.

أقيمت بطولة كأس العالم 2018 وهي النسخة الحادية والعشرين من بطولات كأس العالم في روسيا حيث استطاعت روسيا الفوز بشرف استضافة البطولة بعد قرار الاتحاد الدولي لكرة القدم المُعْلن عنه في 2 ديسمبر 2010. حيث استطاعت روسيا التغلب على 3 ترشيحات بالمجمل. وتصبح بذلك النسخة الأولى من بطولات كأس العالم التي أقيمت في أوروبا الشرقية. شارك في البطولة 32 منتخباً وطنياً، بعدما تم الإبقاء على الشكل الحالي للبطولة. وقد شهدت البطولة مشاركة منتخب آيسلندا ومنتخب بنما لأول مرة في تاريخهما. وقد قرر الاتحاد الدولي لكرة القدم إقامة نهائي كأس العالم 2018 على ملعب لوجنيكي والذي يتسع لحضور 81,000 ألف متفرج بعد التجديد. شهد كأس العالم حدثاً تاريخياً جديداً، حيث تم استخدام تقنية الفار لأول مرة في تاريخ البطولة. أول حالة تحكيمية يلجأ فيها الحكم لاستخدام التقنية كانت من في مباراة فرنسا وأستراليا، حيث تأكد الحكم من وجود مخالفة من اللاعب الأسترالي جوش ريزدون ضد المهاجم الفرنسي أنطوان غريزمان. بينما أول هدف يتم إلغائه باستخدام تقنية الفار كان في مباراة إيران ضد إسبانيا، حيث سجل الإيراني سعيد عزت اللهي هدفاً في الدقيقة 60، لكن بعد الرجوع لتقنية الفيديو، تم إلغاء الهدف بداعي التسلل الذي كان على اللاعب الإيراني رامين رضائيان.
استطاع منتخب فرنسا الفوز باللقب للمرة الثانية في تاريخه بعدما تغلب على منتخب كرواتيا بنتيجة 4-2، في المباراة النهائية التي أقيمت على ملعب ملعب لوجنيكي وبحضور 78,011 ألف متفرج.

#### كأس العالم 2022
أقيمت بطولة كأس العالم 2022 وهي النسخة الثانية والعشرون من بطولات كأس العالم في قطر. وهي أول بطولة تقام في دولة عربية وإسلامية، وثاني بطولة في قارة آسيا بعد بطولة عام 2002، يُشارك في البطولة 32 منتخباً وطنياً.
استطاع منتخب الأرجنتين لكرة القدم الفوز باللقب للمرة الثالثة في تاريخه، بعدما تغلب على نظيره الفرنسي بركلات الترجيح في مباراة النهائي.

## نظام البطولة

### عدد المنتخبات المشاركة
لقد كانت البطولات الأولى من كأس العالم الأكثر صعوبة بسبب الحرب ومشكلات النقل بين القارات، والقليل من منتخبات أمريكا الجنوبية استطاعت أن تسافر إلى أوروبا في 1934 و1938، حيث كان منتخب البرازيل لكرة القدم هو الوحيد من أمريكا الجنوبية الذي لعب في البطولتين، وألغيت بطولتي 1942 و1946 بسبب الحرب العالمية الثانية. وقد كانت بطولة كأس العالم 1950 الأولى التي تشارك فيها الدول البريطانية، حيث أن الفرق البريطانية انسحبت من الاتحاد الدولي لكرة القدم في عام 1920 لأنهم رفضوا اللعب مع الدول التي حاربتهم في الحرب العالمية الأولى، وشهدت البطولة عودة منتخب الأوروغواي لكرة القدم بطل كأس العالم 1930، وقد فازت باللقب مرة أخرى.

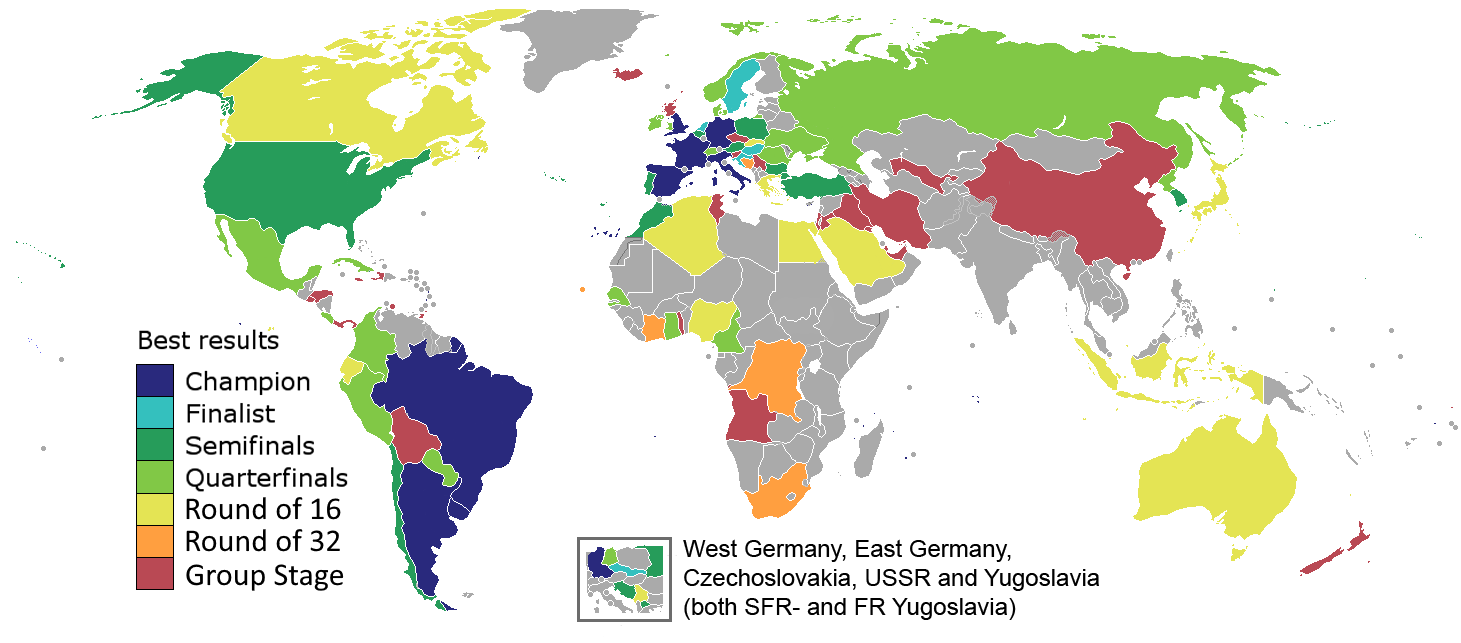
خريطة تبين الدول حسب أفضل النتائج

وفي بطولات كأس العالم ما بين 1934 و1978 تنافست 16 دولة للفوز بكأس العالم، باستثناء 1938 و1950 حين انسحبت بعض الفرق بعد تأهلها، وقد لعبت تلك البطولات ب15 و13 فريق، وكانت معظم الفرق المشاركة من أوروبا وأمريكا الجنوبية، مع مشاركة قليلة من أمريكا الشمالية وآسيا وأفريقيا وأوقيانوسيا. وكانت هذه الفرق محط عبور لفرق أمريكا الجنوبية وأوروبا، وحتى عام 1978 تأهلت القليل من الفرق إلى ما بعد الدور الأول مثل منتخب الولايات المتحدة لكرة القدم في عام 1930 تأهل إلى الدور النصف نهائي، ومنتخب كوبا لكرة القدم تأهل إلى الدور الربع نهائي في عام 1938، ومنتخب كوريا الشمالية لكرة القدم تأهل إلى الدور الربع نهائي في عام 1966، ومنتخب المكسيك لكرة القدم تأهل إلى الدور ربع النهائي في عام 1970.
وفي عام 1982، تم زيادة عدد الفرق المشاركة في كأس العالم إلى 24 فريق، وفي عام 1998 تم زيادتهم إلى 32 فريق، مما جعل العديد من الفرق من آسيا وأفريقيا وأمريكا الشمالية تتأهل إلى النهائيات، ولم تتم زيادة مقاعد أوقيانوسيا، وفي تلك السنين استطاعت الدول من تلك المناطق أن تحقق النجاح، حيث تخطى العديد منهم الدور الأول، مثل منتخب المكسيك لكرة القدم الذي وصل إلى الدور ربع النهائي في عام 1986 ووصل إلى الأدوار المتقدمة في أعوام 1994 و1998 و2002 و2006، ومنتخب المغرب لكرة القدم الذي وصل إلى الدور الثاني في عام 1986، ومنتخب الكاميرون لكرة القدم وصل إلى الدور الربع نهائي في عام 1990 وأيضا في نفس البطولة وصل منتخب كوستاريكا لكرة القدم إلى الدور الثاني، ومنتخب نيجيريا لكرة القدم وصل إلى الدور الثاني في بطولتي 1994 و1998، ومنتخب السعودية لكرة القدم وصل إلى الدور الثاني في عام 1994، ومنتخب الولايات المتحدة لكرة القدم وصل إلى الدور الثاني في عام 1994 والدور الربع نهائي في عام 2002، ومنتخب تركيا لكرة القدم المركز الثالث في عام 2002 ومنتخب كوريا الجنوبية لكرة القدم حصل على المركز الرابع في كأس العالم 2002، ومنتخب السنغال لكرة القدم وصل إلى الدور الربع نهائي في عام 2002، ومنتخب اليابان لكرة القدم وصل إلى الدور الثاني في عام 2002، ومنتخب أستراليا لكرة القدم ومنتخب غانا لكرة القدم وصلا إلى الدور الثاني في عام 2006 والدور الربع نهائي في عام 2010 وبالرغم من ذلك فإن منتخبات أوروبا وأمريكا الجنوبية تظل هي الأقوى في تلك البطولات، فمثلا جميع المنتخبات التي وصلت إلى الدور الربع نهائي في كأس العالم 2006 كانت من أمريكا الجنوبية وأوروبا.
وفي تصفيات كأس العالم 2006 شاركت 198 دولة فيها، ولم تسنح الفرصة لثلاثة دول لكي تشارك في التصفيات وهي تيمور الشرقية وبوتان وجزر القمر (جزر القمر وتيمور الشرقية لم يكونوا أعضاء في الاتحاد الدولي لكرة القدم في أثناء إقامة قرعة التصفيات). وتوجد هنالك بطولة كأس العالم للسيدات، وقد أقيمت أول بطولة في عام 1991 في الصين. بينما في تصفيات كأس العالم 2010، شاركت 204 دولة في التصفيات.
وفي 10 يناير 2017 في زيورخ قرر مجلس الفيفا بالإجماع رفع عدد المنتخبات المشاركة في البطولة إلى 48 منتخباً، بدءاً من دورة عام 2026.

### التصفيات

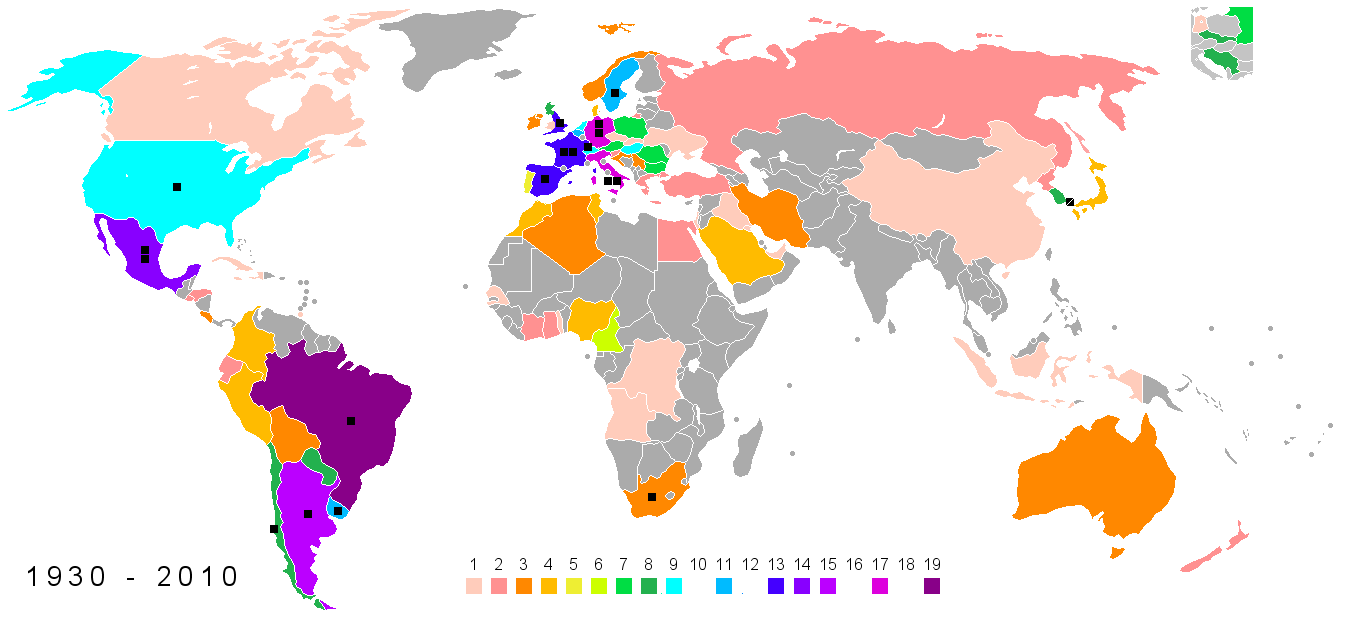
خريطة تبين الدول حسب الظهور

أقيمت أول بطولة كأس عالم في الأوروغواي بدون تصفيات تمهيدية وهي أول وآخر بطولة تقام بدون تلك التصفيات. وعلى ذلك لم يزد عدد الدول المشاركة في البطولة عن 13 دولة قسمت إلى أربع مجموعات. في النسخة الثانية كأس العالم 1934، أقيمت تصفيات كأس العالم بصورة منتظمة، حيث أقيمت التصفيات في قارات العالم الستة (أوروبا، آسيا، أفريقيا، أمريكا الجنوبية، أمريكا الشمالية، أوقيانوسيا)، وفي كأس بطولة يحدد الفيفا عدد المنتخبات التي تتأهل من كل قارة، وبشكل عام يكون هذا التحديد بحسب قوة الفرق التي في القارة. وعادة ما تبدأ تصفيات كأس العالم قبل البطولة بسنتين أو ثلاث، ومنذ عام 1938 يتأهل الفريق المضيف بصورة مباشرة، وكان بطل المسابقة السابقة يتأهل إلى البطولة مباشرة، لكن تم إلغاء هذا النظام في عام 2006.
شهدت بطولة كأس العالم 2018 مشاركة 32 منتخب من جميع قارات العالم الست، حيث تم تخصيص مقعد واحد للبلد المستضيف روسيا، ولم يُمنح حامل اللقب منتخب ألمانيا مقعداَ مباشراَ مثلما كان الحال في البطولات السابقة. المقاعد ال31 المتبقية تم تحديدها من خلال مباريات التصفيات المؤهلة لكأس العالم 2018. ويضم الاتحاد الدولي لكرة القدم (الفيفا) حوالي 209 عضواً، حيث باستطاعة كل عضو أو كان المشاركة بمنتخبه الرئيسي. ومن الجدير بالذكر أنه قد تم استبعاد منتخب اندونيسيا ومنتخب زيمبابوي قبل بداية التصفيات بسبب مشكلات خارج إطار لعبة كرة القدم. وتنافست المنتخبات (209 منتخب) في مشوار التصفيات الذي شَمِل 851 مباراة، أغلب تلك المباريات كانت ضمن إطار تصفيات القارات الست، بالإضافة للعب عدد محدد من مباريات بعد الانتهاء من التصفيات ضمن المباريات الفاصلة بين الاتحادات القارية والتي تعرف باسم الملحق القاري. وتستغرق التصفيات ما يقارب عامين وثمانية أشهر من أجل التأهل لخوض منافسات بطولة كأس العالم. في هذه النسخة، حدد الاتحاد الدولي لكرة القدم عدد المقاعد المؤهلة لكل قارة، فحصدت قارة أوروبا النصيب الأكبر من تلك المقاعد (13 مقعداً)، تلتها قارة إفريقيا) ب 5 مقاعد، ثم كل من قارة آسيا وقارة أمريكا الجنوبية ب 4 مقاعد ونصف مقعد، ثم قارة أمريكا الشمالية ومنطقة الكاريبي ب 3 مقاعد ونصف، وأخيراً قارة أوقيانوسيا بنصف مقعد فقط. ويصبح بذلك عدد المقاعد 31 مقعداً مؤهلاً لبطولة كأس العالم.
- أوروبا (الاتحاد الأوروبي) - 13 مقعداً: تقسم المنتخبات المشاركة إلى 9 مجموعات من 6 فرق، أبطال تلك المجموعات التسعة يتأهلون مباشرة إلى كأس العالم. بينما تشارك أفضل ثمانية منتخبات تحتل المركز الثاني في جولة المقبلة. حيث ستتوزع المنتخبات على 4 مواجهات بنظام الموجهات المباشرة، المنتخبات الأربعة الفائزة ستتأهل إلى كأس العالم. بينما تأهلت روسيا مباشرة بكونها الدولة المستضيفة.
- آسيا (الاتحاد الآسيوي) - 4 مقاعد ونصف: لَعِب 40 فريقا في المرحلة الثانية التي تتألف من ثماني مجموعات وتضم كل مجموعة خمسة فرق، ويتأهل متصدرو المجموعات الثماني وأفضل أربعة فرق تحتل المركز الثاني للمرحلة الثالثة حيث يتم تقسيم المنتخبات إلى مجموعتين تتألف كل مجموعة من ستة فرق. بحيث يتأهل بطل المجموعة ووصيفها مباشرة إلى كأس العالم، بينما يلعب ثالث المجموعة مع ثالث المجموعة الأخرى في مباراتين، الفائز منها يواجه رابع الترتيب في قارة أمريكا الشمالية والوسطى والكاريبي.
- أمريكا الجنوبية (اتحاد أمريكا الجنوبية) - 4 مقاعد مضمونة ونصف: تلعب المنتخبات العشرة في مجموعة واحدة بحيث تتأهل المنتخبات الأربعة الأوائل مباشرة إلى كأس العالم، بينما ينافس المركز الخامس على التأهل عندما يواجه المتأهل من ملحق قارة أوقيانوسيا.
- أفريقيا (الاتحاد الإفريقي) - 5 مقاعد: تَأَهل 27 منتخباً مع 13 منتخباً للمشاركة في منافسات المرحلة الثانية من خلال خوض مباريات بنظام خروج المغلوب، وخاض 20 منتخبا فائزا الدور الثالث حيث تم تقسيمهم إلى خمس مجموعات تتألف كل مجموعة من أربعة فرق ويتأهل متصدر كل مجموعة لنهائيات كأس العالم.
- أمريكا الشمالية والوسطى والكاريبي (اتحاد أمريكا الشمالية): 3 مقاعد ونصف: وتنقسم المنتخبات إلى 3 مجموعات تضم كل واحدة أربعة منتخبات، بحيث يتأهل بطل ووصيف المجموعة إلى الدور الذي يليه، بحيث تشارك جميعها في مجموعة واحدة، يتأهل أصحاب المراكز الثلاثة الأولى مباشرة لكأس العالم بينما يلعب صاحب المركز الرابع مباراة الملحق مع المتأهل من تصفيات قارة آسيا.
- أوقيانوسيا (اتحاد أوقيانوسيا) - نصف مقعد: حيث يلعب بطل تصفيات قارة أوقيانوسيا مع خامس الترتيب في تصفيات قارة أمريكا الجنوبية.[207]

### دور المجموعات
قديماً وتحديداً من كأس العالم 1934، كانت التصفيات التأهيلية تقام قبل بداية البطولة بأيام، فآخر مباراة في التصفيات المؤهلة لكأس العالم 1934 أقيمت بين الولايات المتحدة والمكسيك قبل 3 أيام من بداية البطولة في العاصمة الإيطالية روما حيث حقق المنتخب الأول الانتصار وتأهل للمشاركة في البطولة. ومن ثم تقسم الفرق المتأهلة على المجموعات طبقاً لاتحادات القارية الست.
نظرًا لمشاركة 16 منتخباً في بطولات كأس العالم وتحديداً من بطولة كأس العالم 1930 ولغاية كأس العالم 1978، كان دور المجموعات يتكون من 4 مجموعات، كل مجموعة تحتوي على 4 فرق يتأهل أول وثاني المجموعة للدور المقبل. لكن الحال تغير منذ بطولة كأس العالم 1982 عندما قرر الاتحاد الدولي لكرة القدم زيادة عدد المنتخبات إلى 24 منتخباً، فأصبح دور المجموعات يتكون من 6 مجموعات، كل مجموعة تحتوى على 4 فرق أول وثاني المجموعة من الدور الأول، بالإضافة إلى أفضل 4 فرق احتلت المركز الثالث. استمر هذا النظام لغاية بطولة كأس العالم 1998 عندما قرر الاتحاد الدولي لكرة القدم مرة أخرى زيادة عدد المنتخبات لتصبح 32 منتخباً، مما جعل دور المجموعات يتكون من 8 مجموعات، كل مجموعة تحتوى على 4 فرق يتأهل أول وثاني المجموعة للدور المقبل.
بطولات كأس العالم الحالية تضم 32 منتخباً من قارات العالم الست. تتنافس هذه المنتخبات لمدة شهر كامل في أرض الدولة المضيفة لنيل شرف الفوز بلقب البطولة. المرحلة الأولى من المنافسات تبدأ بدور المجموعات. ويتكون دور المجموعات من 8 مجموعات، ويلعب كل أربعة منتخبات في مجموعة، يتأهل بطلها ووصيفه إلى الدور المقبل. ويتم تقسيم المنتخبات المشاركة على أربعة مستويات بالاعتماد على تصنيف الفيفا العالمي للمنتخبات وطبقا لمعايير رياضية وجغرافية.
ومنذ عام 1998 تم إقرار بعض القواعد في تقسيم المنتخبات، ومنها ما نص على عدم وقوع أكثر من فريقين أوروبيين في مجموعة واحدة كما تنص على عدم وقوع أكثر من فريق واحد من كل اتحاد قاري آخر في مجموعة واحدة، لتجنيب منتخبات القارة الواحدة من المواجهة المبكرة في مجموعة واحدة. وبسبب عدم تساوي المنتخبات في الأوعية الأربعة.
يخوض كل منتخب 3 مباريات في دور المجموعات ضد الفرق الأخرى في نفس المجموعة. وتلعب الجولة الأخيرة في المجموعة بتوقيت واحد للحفاظ على العدل بين جميع الفرق الأربعة. أكثر فريقين حصداً للنقاط يتأهلان للدور المقبل. ومنذ عام 1994 تستخدم النقاط لترتيب الفرق ضمن المجموعة، فيتم منح ثلاث نقاط للفوز، واحدة للتعادل ولا شيء للخسارة، بعدما كان في السابق يحصل الفائز على نقطتين فقط. وفي حالة تساوي النقاط يتم تطبيق قوانين الفيفا التالية:
| ترتيب الفرق المشاركة في مرحلة المجموعات يكون على النحو التالي: 1. النقاط التي تم الحصول عليها. 2. فارق الأهداف المسجلة والمتلقاة لكل فريق. 3. أكثر الفرق تسجيلا للأهداف. | في حال استمرار التعادل بين فريقين أو أكثر، يكون الترتيب على النحو التالي: 1. النقاط التي حصل عليها الفريق في المباريات بين الفرق المعنية. 2. فارق الأهداف الناتجة عن مباريات المجموعة بين الفرق المعنية. 3. أكبر عدد من الأهداف المسجلة في جميع مباريات المجموعة بين الفرق المعنية. 4. سحب القرعة من قبل اللجنة المنظمة للفيفا. |

### الأدوار التأهيلية
مرت الأدوار التأهيلية بتغييرات عديدة، ففي بطولة كأس العالم الأولى، كأس العالم 1930، كانت الأدوار التأهيلية تلعب بنظام خروج المغلوب، واستمر الحال على ما هو عليه آنذاك لغاية كأس العالم 1950 عندما لعبت الأدوار التأهيلية، كمجموعة واحدة من 4 فرق احتلت المركز الأول في مجموعتها، وهذا النظام لم يحدث إلاّ في هذه البطولة، ولذلك فلم تكن هناك في الواقع مباراة نهائية، ولا مباراة مركز ثالث. تغير النظام مرة أخرى في كأس العالم 1954 فتم الرجوع لنظام خروج المغلوب دور خروج المغلوب بعدما تترشح 8 فرق التي احتلت المركز الأول والثاني في دور المجموعات، واستمر هذا النظام لغاية كأس العالم 1970.
وفي كأس العالم 1974 وكأس العالم 1978 أقر الاتحاد الدولي لكرة القدم نظاماً جديداً يقتضي بوجود مجموعتين من 4 فرق، وهي الفرق التي احتلت أول وثاني المجموعة من الدور الأول، ويتأهل أول كل مجموعة للمباراة النهائية، لكن هذا الأمر تغير في كأس العالم 1982 عندما تم الاعتماد على تأهل أول وثاني المجموعة في الأدوار التأهيلية لتعلب الفرق الأربعة نظام خروج المغلوب فيما بينها. بعدها تم إلغاء نظام المجموعات والاكتفاء بنظام خروج المعلوب في بطولات كأس العالم 1986 وكأس العالم 1990 وكأس العالم 1994.
وفي بطولة كأس العالم 1998 ونظراً لزيادة عدد المنتخبات ل 32 منتخباً، تم إقرار نظام خروج المغلوب من 16 فريق وهم أول وثاني المجموعة من الدور الأول ليخوضوا مباريات خروج المغلوب فيما بينهم. ففي الدور الثاني تقابل الفرق المتأهلة من دور المجموعات في مباريات، يتوجب خلالها فوز واحد من الفريقين، وفي حال التعادل يتم اللجوء إلى الوقت الإضافي، وإلى ركلات الجزاء الترجيحية، إذا توجب الأمر لتحديد الفائز. ففي دور الستة عشر، يلعب الفائز من كل مجموعة ضد الوصيف في مجموعة أخرى، ويستمر الأمر هكذا لغاية وصول فريقين للمباراة النهائية، ليتنافسا بعد ذاك على لقب البطولة.
| 1930 | أوروغواي                          | 13 | 18 | 4 مجموعات من 3 أو 4 فرق | دور خروج المغلوب من 4 فرق (الفائزون من مرحلة المجموعات)                                                      | دور خروج المغلوب من 4 فرق (الفائزون من مرحلة المجموعات)                                                      |             |             |             |
| 1934 | إيطاليا                           | 16 | 17 | خروج المغلوب            | خروج المغلوب                                                                                                 | خروج المغلوب                                                                                                 |             |             |             |
| 1938 | فرنسا                             | 16 | 18 | خروج المغلوب            | خروج المغلوب                                                                                                 | خروج المغلوب                                                                                                 |             |             |             |
| 1950 | البرازيل                          | 16 | 22 | 4 مجموعات من 4 فرق      | مجموعة من 4 فرق (الفائزون من مرحلة المجموعات)                                                                | مجموعة من 4 فرق (الفائزون من مرحلة المجموعات)                                                                |             |             |             |
| 1954 | سويسرا                            | 16 | 26 | 4 مجموعات من 4 فرق      | دور خروج المغلوب من 8 فرق (أول وثاني المجموعة من الدور الأول)                                                | دور خروج المغلوب من 8 فرق (أول وثاني المجموعة من الدور الأول)                                                |             |             |             |
| 1958 | السويد                            | 16 | 35 | 4 مجموعات من 4 فرق      | دور خروج المغلوب من 8 فرق (أول وثاني المجموعة من الدور الأول)                                                | دور خروج المغلوب من 8 فرق (أول وثاني المجموعة من الدور الأول)                                                |             |             |             |
| 1962 | تشيلي                             | 16 | 32 | 4 مجموعات من 4 فرق      | دور خروج المغلوب من 8 فرق (أول وثاني المجموعة من الدور الأول)                                                | دور خروج المغلوب من 8 فرق (أول وثاني المجموعة من الدور الأول)                                                |             |             |             |
| 1966 | إنجلترا                           | 16 | 32 | 4 مجموعات من 4 فرق      | دور خروج المغلوب من 8 فرق (أول وثاني المجموعة من الدور الأول)                                                | دور خروج المغلوب من 8 فرق (أول وثاني المجموعة من الدور الأول)                                                |             |             |             |
| 1970 | المكسيك                           | 16 | 32 | 4 مجموعات من 4 فرق      | دور خروج المغلوب من 8 فرق (أول وثاني المجموعة من الدور الأول)                                                | دور خروج المغلوب من 8 فرق (أول وثاني المجموعة من الدور الأول)                                                |             |             |             |
| 1974 | ألمانيا الغربية                   | 16 | 38 | 4 مجموعات من 4 فرق      | مجموعتين من 4 فرق (أول وثاني المجموعة من الدور الأول)                                                        | النهائي (الفائزون من الدور الثاني)                                                                           |             |             |             |
| 1978 | الأرجنتين                         | 16 | 38 | 4 مجموعات من 4 فرق      | مجموعتين من 4 فرق (أول وثاني المجموعة من الدور الأول)                                                        | النهائي (الفائزون من الدور الثاني)                                                                           |             |             |             |
| 1982 | إسبانيا                           | 24 | 52 | 6 مجموعات من 4 فرق      | 4 مجموعات من 3 فرق (أول وثاني المجموعة من الدور الأول)                                                       | دور خروج المغلوب من 4 فرق (الفائزون من الدور الثاني)                                                         |             |             |             |
| 1986 | المكسيك                           | 24 | 52 | 6 مجموعات من 4 فرق      | دور خروج المغلوب من 16 فريق (أول وثاني المجموعة من الدور الأول، بالإضافة إلى أفضل 4 فرق احتلت المركز الثالث) | دور خروج المغلوب من 16 فريق (أول وثاني المجموعة من الدور الأول، بالإضافة إلى أفضل 4 فرق احتلت المركز الثالث) |             |             |             |
| 1990 | إيطاليا                           | 24 | 52 | 6 مجموعات من 4 فرق      | دور خروج المغلوب من 16 فريق (أول وثاني المجموعة من الدور الأول، بالإضافة إلى أفضل 4 فرق احتلت المركز الثالث) | دور خروج المغلوب من 16 فريق (أول وثاني المجموعة من الدور الأول، بالإضافة إلى أفضل 4 فرق احتلت المركز الثالث) |             |             |             |
| 1994 | الولايات المتحدة                  | 24 | 52 | 6 مجموعات من 4 فرق      | دور خروج المغلوب من 16 فريق (أول وثاني المجموعة من الدور الأول، بالإضافة إلى أفضل 4 فرق احتلت المركز الثالث) | دور خروج المغلوب من 16 فريق (أول وثاني المجموعة من الدور الأول، بالإضافة إلى أفضل 4 فرق احتلت المركز الثالث) |             |             |             |
| 1998 | فرنسا                             | 32 | 64 | 8 مجموعات من 4 فرق      | دور خروج المغلوب من 16 فريق (أول وثاني المجموعة من الدور الأول)                                              | دور خروج المغلوب من 16 فريق (أول وثاني المجموعة من الدور الأول)                                              |             |             |             |
| 2002 | كوريا الجنوبية · اليابان          | 32 | 64 | 8 مجموعات من 4 فرق      | دور خروج المغلوب من 16 فريق (أول وثاني المجموعة من الدور الأول)                                              | دور خروج المغلوب من 16 فريق (أول وثاني المجموعة من الدور الأول)                                              |             |             |             |
| 2006 | ألمانيا                           | 32 | 64 | 8 مجموعات من 4 فرق      | دور خروج المغلوب من 16 فريق (أول وثاني المجموعة من الدور الأول)                                              | دور خروج المغلوب من 16 فريق (أول وثاني المجموعة من الدور الأول)                                              |             |             |             |
| 2010 | جنوب أفريقيا                      | 32 | 64 | 8 مجموعات من 4 فرق      | دور خروج المغلوب من 16 فريق (أول وثاني المجموعة من الدور الأول)                                              | دور خروج المغلوب من 16 فريق (أول وثاني المجموعة من الدور الأول)                                              |             |             |             |
| 2014 | البرازيل                          | 32 | 64 | 8 مجموعات من 4 فرق      | دور خروج المغلوب من 16 فريق (أول وثاني المجموعة من الدور الأول)                                              | دور خروج المغلوب من 16 فريق (أول وثاني المجموعة من الدور الأول)                                              |             |             |             |
| 2018 | روسيا                             | 32 | 64 | 8 مجموعات من 4 فرق      | دور خروج المغلوب من 16 فريق (أول وثاني المجموعة من الدور الأول)                                              | دور خروج المغلوب من 16 فريق (أول وثاني المجموعة من الدور الأول)                                              |             |             |             |
| 2022 | قطر                               | 32 | 64 | 8 مجموعات من 4 فرق      | دور خروج المغلوب من 16 فريق (أول وثاني المجموعة من الدور الأول)                                              | دور خروج المغلوب من 16 فريق (أول وثاني المجموعة من الدور الأول)                                              |             |             |             |
| 2026 | كندا · المكسيك · الولايات المتحدة | 48 | 80 | 16 مجموعات من 3 فرق     | لم يحدد بعد                                                                                                  | لم يحدد بعد                                                                                                  | لم يحدد بعد | لم يحدد بعد | لم يحدد بعد |

1. ↑  لم تقم مباراة للمركز الثالث
2. 1 2  في عام بطولة عام 1934 وعام 1938، في حالة التعادل في دور خروج المغلوب يتم إعادة المباراة، لكن في عام 1974 تم الإحتكام بركلات الترجيح.
3. ↑  انسحب النمسا بعد تأهلها ليصبح عدد المنتخبات 15
4. 1 2  الهند و اسكتلندا و تركيا انسحبوا من البطولة، و لهذا هناك مجموعة من منتخبين و مجموعة من ثلاثة منتخبات
5. ↑  كان في كل مجموعة منتحبين مصنفين و منتخبين غير مصنفين، المنتخبات المصنفة واجهت المنتخبات غير المصنفة.
6. 1 2  حتى عام 1958، وفي حالة التعادل بالنقاط بدور المجموعات، يتم لعب مباراة فاصلة. و ذلك لم يحدث إلا في عام 1954 و 1958. ومنذ عام 1962 يتم الأخذ بفارق الأهداف في حالة التعادل بالنقاط
7. 1 2  مباراة المركز الثالث كانت تقام بين وصيف كل مجموعة

## اختيار المستضيف
تنظيم بطولة كأس العالم كانت تمنح أثناء انعقاد المؤتمر العام للاتحاد الدولي لكرة القدم. اختيار الدولة المستضيفة تثير الجدل دوماً حيث كان اختيار المكان الذي ستلعب فيه النهائيات أمرا صعبا، حيث تبلغ الرحلة من أمريكا الجنوبية إلى أوروبا أكثر من ثلاثة أسابيع، علاوة على ذلك أنها كانت محصورة بين دول قارة أوروبا من ناحية ودول قارتي أمريكا الشمالية والجنوبية من ناحية أخرى. على سبيل المثال فإن منح شرف استضافة البطولة الأولى إلى الأوروغواي ساهم في مشاركة 4 منتخبات أوروبية فقط. البطولتان التاليتان أقيمتا في أوروبا. البطولة الثالثة التي منحت استضافتها إلى فرنسا سنة 1938 كانت مثار جدل حيث أن الاتحادات الأمريكية كانت تطالب بالمداورة بينها وبين نظرائها الأوروبية مما جعل الأرجنتين والأوروغواي تقرران مقاطعة البطولة.

خريطة تبين الدول المستضيفة لمنافسات كأس العالم.

بعد الحرب العالمية الثانية وتحديداً بعد كأس العالم 1958، ولتجنب حدوث مشكلات أخرى، قرر الاتحاد الدولي لكرة القدم المداورة بين دول أوروبا وأمريكا، والذي استمر حتى كأس العالم 1998، حتى قامت اليابان وكوريا الجنوبية بتقديم طلب مشترك لاستضافة النهائيات في عام 2002، وبذلك أصبحت تلك البطولة أول بطولة تقام في قارة آسيا، وكأس العالم 2010 في جنوب أفريقيا هو البطولة الأولى التي تقام في أفريقيا. نظام الاختيار تغير إلى نظام تصويت سري عبر اللجنة التنفيذية التابعة للاتحاد الدولي لكرة القدم. يتم اتخاذ قرار منح الاستضافة قبل بداية البطولة بسبع سنوات على الرغم أن بطولة 2022 تم اختياره بالتزامن مع اختيار مستضيف بطولة 2018.
الدول التي نالت شرف الاستضافة مرتين هي المكسيك، فرنسا، إيطاليا، وألمانيا، والبرازيل. ملعب أزتيكا الذي يقع في مدينة مكسيكو الوحيد الذي استضاف المباراة النهائية مرتين. ملعب ماراكانا في مدينة ريو دي جانيرو أصبح الملعب الثاني الذي يستضيف المباراة النهائية مرتين بعد نهاية بطولة كأس العالم 2014، حيث كانت الأولى في كأس العالم 1950 على الرغم أن نظام البطولة في ذلك الوقت لم يكن فيه مباراة نهائية بل ختامية.
وفي تصويت بطولتي 2010 و2014 كان التصويت بين دول اتحاد قارة واحدة، وتم إقامة بطولة كأس العالم 2014 في أمريكا الجنوبية، وهي المرة الأولى التي تقام في أمريكا الجنوبية منذ كأس العالم 1978. في عام 2004 صوت اتحاد أمريكا الجنوبية لمنح البرازيل الثقة في استضافة كأس العالم، ولكن في عام 2006 قررت كولومبيا الدخول في المنافسة لاستضافة كأس العالم 2014. وقد منحت اللجنة التنفيذية التابعة للاتحاد الدولي روسيا شرف استضافة كأس العالم 2018. وهذه المرة الأولى تستضيف روسيا النهائيات. وتنافست روسيا على الاستضافة مع انكلترا وملف مشترك لإسبانيا والبرتغال وآخر لهولندا وجارتها بلجيكا. كما منحت اللجنة التنفيذية التابعة للاتحاد الدولي لكرة القدم قطر شرف استضافة كأس العالم 2022، وهذه المرة الأولى التي تستضيف بها دولة عربية ومن الشرق الأوسط حق استضافة كأس العالم.

## الرموز

### كأس البطولة
كأس بطولة كأس العالم هو كأس ذهبي يكافئ به الفائز ببطولة كأس العالم. قدم حتى الآن كأسان مختلفان للفائزين بالبطولة منذ بدايتها عام 1930 وهما: كأس جول ريميه من عام 1930 إلى عام 1970، وكأس بطولة كأس العالم من عام 1974 حتى الآن. أول كأس قدمت هي (كأس النصر) لكن لاحقا أعيد تسميته على اسم رئيس الاتحاد الدولي لكرة القدم الفرنسي جول ريميه باعتباره الأب الروحي للبطولة وصاحب فكرتها تكريما له. فازت البرازيل بالكأس في 1970 إلى الأبد مما دفع الاتحاد الدولي لكرة القدم إلى إنشاء كأس بديل. ولكن في عام 1983 سرقت كأس جول ريميه ولم تستعاد قط. الكأس الحالي يسمى كأس الفيفا لبطولة كأس العالم (بالإنجليزية: FIFA World Cup Trophy) وقدم في عام 1974. وهو مصنوع من 18 قيراط ذهب مع قاعدة من المرمر يصور شخصيتان من البشر يحملان الكرة الأرضية والفائز به حاليا هو المنتخب الارجنتيني في 2022.

#### كأس النصر

صورة كأس جول ريميه أول نسخة من كأس العالم

تعتبر كأس جول ريميه أول كأس يستخدم في كأس العالم. في الأصل كان يسمي بكأس النصر، ولكن سمي بعد ذلك بكأس العالم (بالفرنسية: Coupe du Monde)، وتم تبديل اسمه رسمياً في عام 1946، تكريماً لدور رئيس الاتحاد الدولي لكرة القدم الفرنسي جول ريميه الذي سعى بجهود مضنية لإحياء لبطولة مرة أخرى والعمل على انطلاقها أثناء عام 1929. صمم الكأس بواسطة أبيل لافلور الذي صنعه من الذهب الخالص ذو قاعدة من الرخام الأبيض،  وقد تم تصميم الكأس على تمثال مجنح ب الإله نايك المعروف بإله النصر عند اليونان، تحمل على رأسها قدر ذهبي كرمز لتتويج الفريق المنتصر بالبطولة.
أثناء الحرب العالمية الثانية وحينما كان الكأس بحوزة المنتخب الإيطالي الفائز بالنسخة الثالثة في عام 1938. قام أوترينو براسي نائب رئيس الاتحاد الدولي لكرة القدم ورئيس اتحاد إيطاليا لكرة القدم بنقل الكأس سراً من بنك في روما وخبأه في علبة أحذية تحت سريره لمنع القوات المتحاربة من الاستيلاء عليه، وبعد ذلك تم إخراج الكأس عام 1950 ليذهب إلى سويسرا التي كانت تستضيف البطولة وقتها. في 20 مارس 1966، قبل كأس العالم 1966 بأربعة شهور في إنجلترا سرقت كأس جول ريميه من قبل لص خلال المعرض العام في قاعة منستير المركزية، ثم عُثِر عليه بعد أسبوع من سرقته ملفوفا في صحيفة، أسفل سياج حديقة في أحد ضواحي نوروود جنوب لندن، وعثر عليه كلب مسمى ببيكلز.
وفي عام 1970 فاز المنتخب البرازيلي بالبطولة للمرة الثالثة، مما سمح لهم طبقاً للقوانين الذي نص عليها جول ريميه في 1930، بالاحتفاظ بالكأس الحقيقي للأبد. وضعت الكأس في مقر اتحاد البرازيل لكرة القدم الذي يقع في ريو دي جانيرو داخل كابينة أمام زجاج المضاد للرصاص. ولكن في 19 ديسمبر 1983، سُرِقَ الكأس من الكابينة للمرة الثانية بعد سرقته عام 1966 من قبل أربعة رجال كان محكوما عليهم غيابيا. ولم يتم استعادة هذه الكأس لغاية الآن.

#### كأس الفيفا
كلفت الفيفا بصنع بديل للكأس في بطولة 1974. استلمت الفيفا 53 عرضا تقديما من نحاتون من سبع دول. وقامت اللجنة باختيار الفنان الإيطالي سيلفيو غازانيغا لشرف صناعة الكأس الجديدة، بلغ ارتفاع هذا الكأس المقترحة 36.5 سم (14.4 بوصة).. ويتكون من 5 كجم (11 رطل) من الذهب عيار 18 بنسبة 75 ٪ مع قاعدة قطرها 13 سم (5.1 بوصة) مكتوب عليها كأس العالم لكرة القدم والتي تحتوي على طبقتين من المرمر، أكد مارتن بوليكوف أن الكأس مجوف ولكنه متين لأنه إذا كان مصمتا سيكون وزنه من 70-80 كجم وسيكون ثقيلا جدا للحمل.
تم صناعة الكأس في بيرتوني بميلانو. في مدينة باديرنو دونيانو، ووصل وزنه الكلي إلى 6.175 كجم (£ 13,6) ويصور اثنين من الشخصيات البشرية يمسك الأرض. وصف جازانيجا فكرة تصميم الكأس بأنها " خطوط الربيع الخارجة من قاعدة وترتفع على شكل لولبي، وتمتد يدها إلى الخارج لكي تلمس العالم. وصورت الفكرة على شكل اثنين من الرياضيين في لحظة النصر، بلغت تكلفة إنشاء هذه الكأس وقتها 50 ألف دولار، وأصبحت قيمته الحالية ما تعادل 10 ملايين دولار.
يتم نقش اسم الفريق الفائز بالبطولة في خلفية الكأس تبدو غير مرئية إذا حمل الكأس من الأمام. ينقش اسم العبارة والسنة بلغة الفائز،  مثال: 1994 Brasil (بالبرتغالية) و 1974 Deutschland (بالألمانية)، حتى بطولة 2010 بلغت عدد الأسماء المحفورة على القاعدة 10 فائزين. لا يعرف أحد حتى الآن ما هو مستقبل الكأس بعد أن تمتلئ كل من منطقة الأسماء في قاعدته، وهذا غالبا لن يحدث حتى بعد نهائيات بطولة 2038، تنص لوائح الفيفا الآن أن الكأس الحالية (على عكس ما سبق) لا يمكن امتلاكها مدى الحياة، يحتفظ الفائز بالبطولة بالكأس الأصلية لمدة 4 سنوات ثم يحصل بعدها على نسخة طبق الأصل منه مطليه بالذهب ويحتفظ بها مدى الحياة.

### التمائم

زابيفاكا تميمة بطولة كأس العالم 2018

التميمة أو التعويذة (بالإنجليزية: mascot) عبارة عن مجسم أو دمية لشخص أو لحيوان أو لكائن يستخدم كشعار للبطولات الرياضية، تستخدم التمائم في البطولات الرياضية عموماً لأغراض ترويجية وتسويقية، بالإضافة لكونها تطفي جواً من المرح والبهجة بين الجماهير. وتستخدم كذلك في مقاطع رسوم متحركة أو في العروض التلفزيونية. وتستخدم التمائم أيضا للقيام بجولات خيرية.
مصطلح التعويذة (بالإنجليزية: mascot) يرجع الي النطق الفرنسي لكلمة (بالفرنسية: mascotte). في كأس العالم 1966 تم اختيار التميمة من قبل إتخد المسؤولون الإنجليز وأعضاء الاتحاد الدولي لكرة القدم قراراً بوضع تميمة خاصة بالكأس وترمز لرمز إنجليزي خالص، ففكروا بوضع تميمة الأسد ويلي وتعتبر هذه التميمة أول تميمة لكأس العالم وهي واحدة من التمائم الأولى التي تترافق مع المنافسة الرياضية الكبرى. والتصاميم التميمة تظهر رموز يمثل ميزة للبلد المضيف (حلي، النباتات، الحيوانات، إلخ.).
آخر تميمية استخدمت هي زابيفاكا (الروسية: Забива́ка) (بالإنجليزية: Zabivaka) هو تميمة بطولة كأس العالم 2018 في روسيا. وهو عبارة عن حيوان الذئب ذو الصوف البني والأبيض لابساً قميص مع عبارة «روسيا 2018» مع وضع وإزالة النظارات الرياضية البرتقالية، وهي نظارات التزحلق على الثلج حسب الثلج الذي يعم أرض موسكو. وقد استخدم مزيجاً من ألوان الأبيض والأزرق والأحمر في لباس التميمة للدلالة على الألوان الوطنية للمنتخب الروسي. صممت التميمية من قبل الطالبة الروسية إيكاترينا بوشاروفا، وتم اختيار التميمة عن طريق التصويت على الإنترنت، وبمشاركة أكثر من مليون مصوت.

### الكرة الرسمية

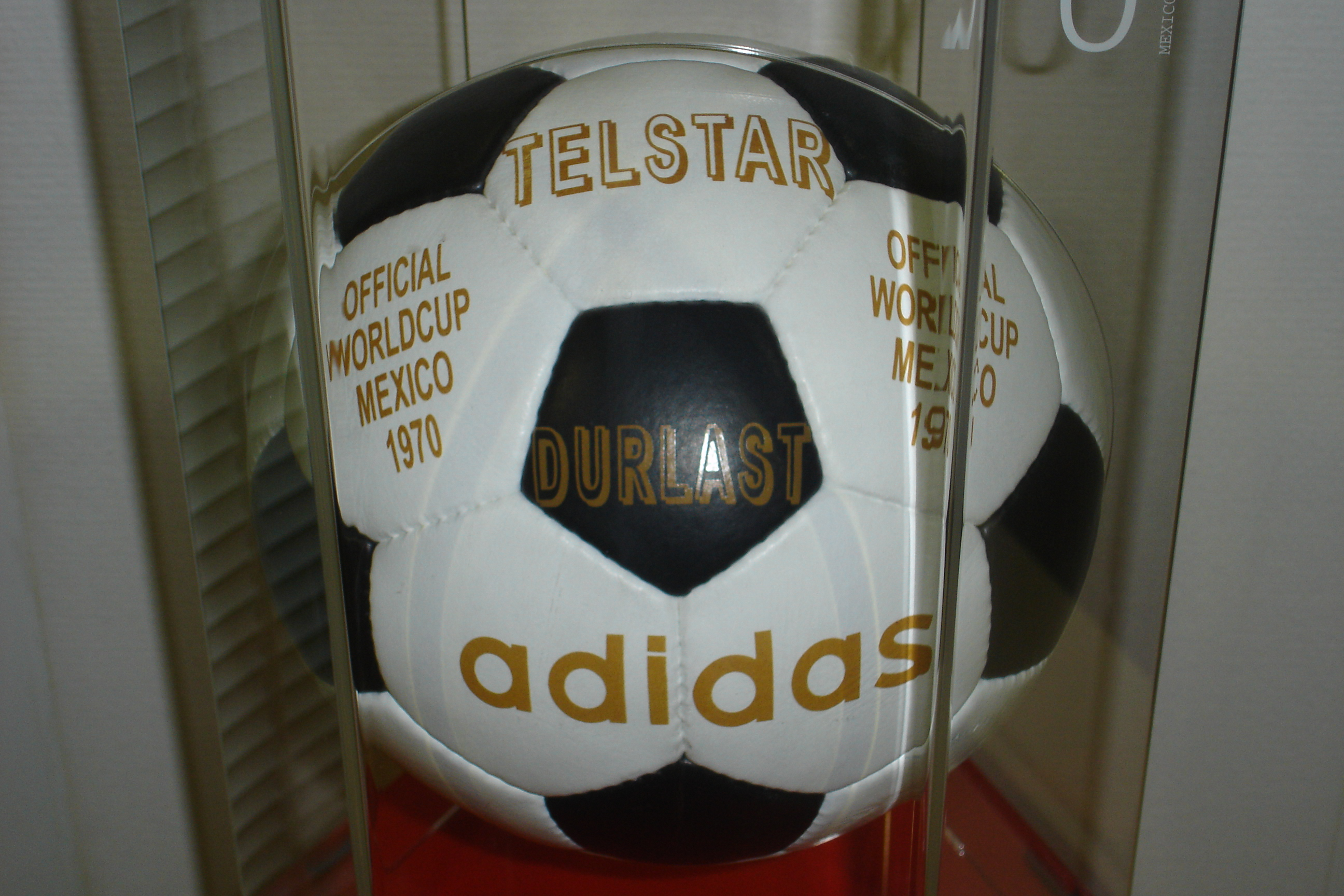
كرة أديداس تيليستار، الكرة الرسمية لكأس العالم 1970، وهي أول كرة صنعتها شركة أديداس لبطولات كأس العالم.

كرات كأس العالم لكرة القدم هي الكرة الرسمية المستخدمة في مباريات كأس العالم لكرة القدم، حيث يتم تخصيص كرة محددة وبتصميم معين لكل بطولة على حدى وأصبحت حالياً بروتكول رسمي لأي بطولة، قرر الاتحاد الدولي لكرة القدم استخدام كرة قدم موحدة ومعتمدة لبطولات كأس العالم عقب الخلاف الشهير الذي حدث في النهائي الأول لكأس العالم وبالتحديد في نهائي كأس العالم 1930، عندما لعب النهائي بكرتين نتيجة خلاف بين الفريقين، الكرة الأولى من الأرجنتين واسمها «تايننتو» وكان المنتخب الأرجنتيني متقدماً 2-1، وفي الشوط الثاني قدم المستضيف الأوروغواي كرة أخرى كانت أكبر حجما وأثقل، وتنتهي المباراة بفوز منتخب الأوروغواي بنتيجة 4-2. بعدها قرر الاتحاد الدولي لكرة القدم استخدام كرة واحدة رسمية بمعايير محددة بدءاً من بطولة كأس العالم 1934، فأصبحت الكرة تستخدم في جميع مباريات البطولة.
وفي عام 1962، تم اختيار أديداس كمصنع رئيسي لقائمة كرات كأس العالم، وأصبحت كرات البطولة من تصميم أديداس من بطولة كأس العالم 1970 لغاية يومنا هذا، عندما أعلنت عن كرة أديداس تيليستار، والتي استخدمت في بطولتي كأس العالم 1970 وكأس العالم 1974. فتم استخدام كرة تانغو في بطولتي كأس العالم 1978، وكأس العالم 1982. إلى أن جاءت بطولة كأس العالم 1986 وأعلنت الشركة الألمانية عن أول كرة كأس العالم اصطناعية بالكامل وأول كرة يتم خياطتها باليد، أطلق عليها اسم أزاتيكا. وفي بطولة كأس العالم 1990 تم كشف الستار عن كرة إيترسكو يونيكو، ثم عن كرة كويسترا في كأس العالم 1994.
وفي بطولة كأس العالم 1998، أعلنت أديداس عن كرة تريكلور، وهي أول كرة متعددة الألوان في بطولة كأس العالم. لم تتوقف ابتكارات شركة أديداس عند هذا الحد، بل قامت بصنع أول كرة قدم ذو تصميم الثلاثي في بطولة كأس العالم 2002، أطلق عليها اسم فيفرنوفا. ثم طرحت كرة تيمغايست ببطولة كأس العالم 2006. وفي بطولة كأس العالم 2010 أعلنت أديداس عن كرة أديداس جابولاني، التي انتقدها الكثير من لاعبي كأس العالم، وخصوصاً حراس المرمى، إذ اشتكوا من صعوبة توقُّع مسار حركتها للتمكُّن من صدها.
وفي النسخة الأخيرة من كأس العالم - كأس العالم 2018 - تم الإعلان عن كرة أديداس تلستار 18 (بالإنجليزية: Adidas Telstar 18)، وهي الكرة الرسمية لبطولة كأس العالم 2018 المقامة في روسيا، صُممت الكرة من قبل شركة أديداس الرياضية في ألمانيا، وهي الشريك الرسمي للاتحاد الدولي لكرة القدم والمورد الرسمي لكرات كأس العالم منذ بطولة كأس العالم 1970. حيث تم استخدام المنتج الأول لشركة أديداس في كأس العالم 1970 وهي كرة أديداس تيليستار، ومنذ ذلك الوقت تقوم شركة أديداس الرياضية بتصميم الكرات المخصصة لكأس العالم. وتم اختيار هذا الاسم بسبب ما تستحضره أديداس تيليستار من ذكريات لا تنسى، خاصة من نهائيات كأس العالم 1970، التي شهدت تألق مجموعة من أعظم الأساطير أمثال البرازيلي بيليه والألماني غيرد مولر والإيطالي جاشينتو فاكيتي والأوروغوياني بيدرو روكا والإنجليزي بوبي مور.

### الشعار

شعار الفيفا لأبطال العالم والذي يعلق على قمصان الفرق الفائزة بكاس العالم لكرة القدم

في سبتمبر من عام 2008، قررت الفيفا إنشاء شعار خاص يسمى شارة أبطال الفيفا (بالإنجليزية: FIFA Champions Badge) يوضع علي قمصان الفرق الفائزة بكأس العالم أثناء المباريات الرسمية للفيفا فقط، كان المنتخب الإيطالي أول فريق يحصل على هذا الشعار. يحق للمنتخب الفائز بكأس العالم أن يضع نجمة ذهبية للدلالة على عدد مرات فوزه بلقب البطولة. ظهرت تلك النجوم لأول مرة على قميص منتخب البرازيل في بطولة 1974. بينما قامت منتخب إيطاليا ومنتخب ألمانيا بوضع النجمة بدلًا من كأس العالم 1990. وبعد فوز منتخب فرنسا ببطولة كأس العالم 1998، أصبحت المنتخبات الفائزة باللقب أمثال إنجلترا والأرجنتين والأوروغواي من غير نجمة ذهبية. فبعد تلك البطولة، تم وضع النجوم وأصبحت جميع المنتخبات الفائزة باللقب تطرز قمصانها بالنجمة الذهبية. منتخب الأوروغواي هو الوحيد الذي يضع نجوماً أكثر من عدد بطولاته، فعلى الرغم من فوزه ببطولتين كأس عالم أعوام 1930 و1950، إلا أنه يضع 4 نجوم ذهبية، ويرجع ذلك لفوزه بالميدالية الذهبية لرياضة كرة القدم في الألعاب الأولمبية الصيفية أعوام 1924 و1928. يقوم كل منتخب باختيار اللون المناسب للنجمة التي تطرز قميصه، فتضع منتخبات فرنسا وإيطاليا وألمانيا والأرجنتين وإسبانيا والأوروغواي بوضع النجمة الذهبية، بينما يقوم منتخب البرازيل بوضع النجمة الخضراء ليتماشى من ألوان قميصه، ويقوم منتخب إنجلترا بتغيير لون النجمة بالاعتماد على لون القميص.

## التحكيم وتطور القوانين

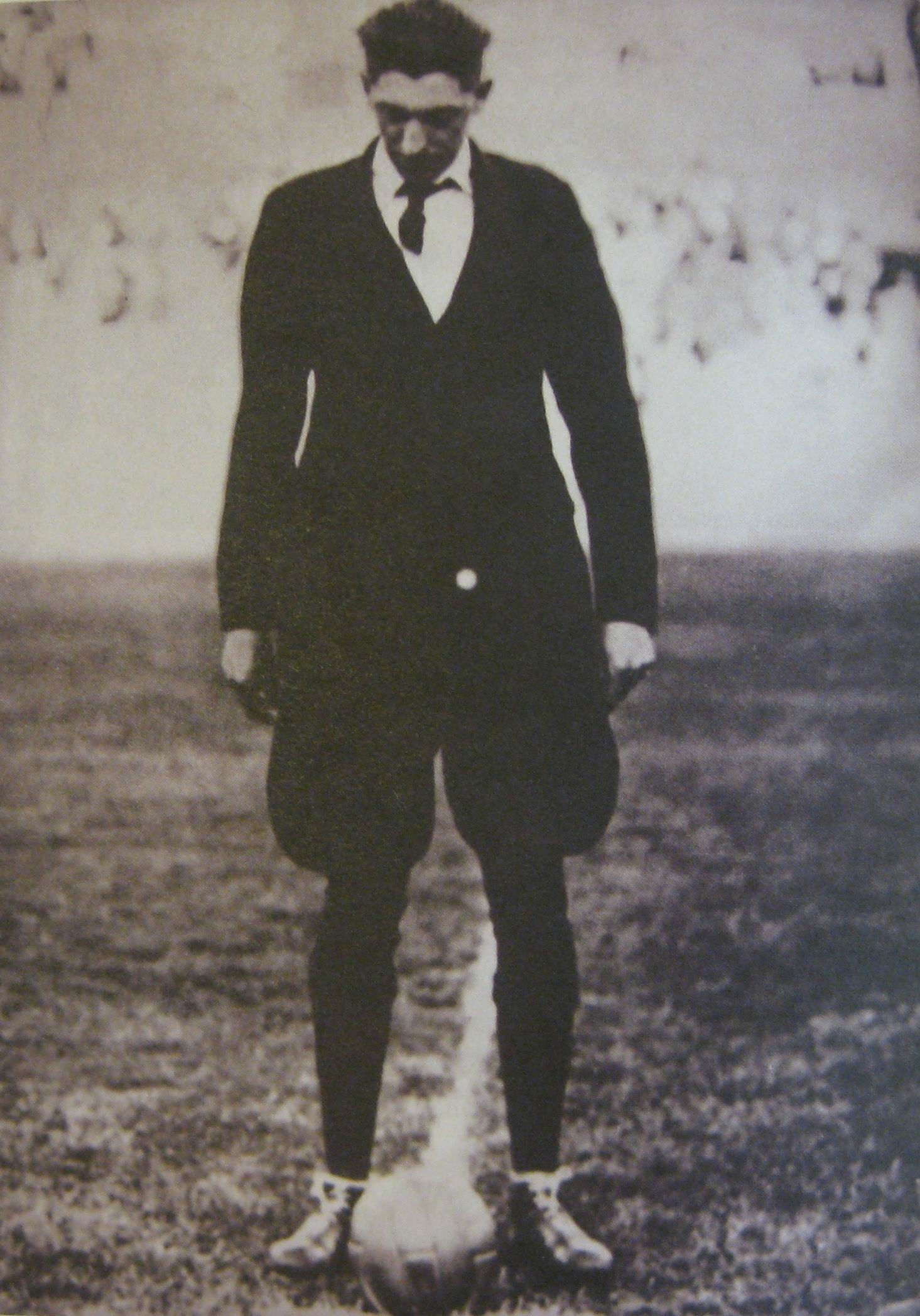
الحكم البلجيكي جون لانجينيس أول حكم لنهائي كأس العالم، عندما حكم نهائي كأس العالم 1930 بين منتخبي الأرجنتين والأوروغواي.

في بدايات كأس العالم كان التحكيم صعباً جداً، وعادة ما يلقى انتقادات من المنافسين، بسبب عدم وجود قوانين واضحة وبسبب تفسير المختلف للقوانين من قبل الحكام. ففي بطولة كأس العالم 1930 كان للحكم الحق في استبعاد لاعبين فقط، ففي مباراة تشيلي والأرجنتين، صرح الحكم البلجيكي جون لانجينيس:«أود أن استبعد 22 لاعباً»، بسبب العنف التي شهدتها المباراة. حدث تغييرات عديدة في تاريخ كأس العالم، ففي عام كأس العالم 1938 تم وضع أرقام اللاعبين على القمصان، وسمح باستبدال اللاعب المصاب.
كانت البطاقات الحمراء والصفراء تعطى شفهياً، ففي بطولة كأس العالم 1966، خسر الأرجنتين من المنتخب الإنجليزي بنتيجة 1-0، في مباراة شهدت جدلاً تحكيمياً عندما سجل الإنجليزي جيوف هورست هدفاً لبلاده من وضعية التسلل، بعدها طرد الحكم قائد الأرجنتين أنطونيو راتين بعدما تلفظ بألفاظ باللغة الإسبانية، في حين الحكم الألماني الذي كان يقود اللقاء كان لا يتكلم بالإنجليزية، فقرر الحكم طرده بسبب تعابير وجهه التي استنتج من خلالها على سوء تصرف اللاعب. بينما صرح أنطونيو راتين أنه طلب من الحكم الإتيان بمترجم ليترجم لنا ما تقوله. وبسبب تلك الحادثة، أقر الاتحاد الدولي لكرة القدم استخدام البطاقتين الصفراء والحمراء. بعد أن كانت في السابق شفهيًا.

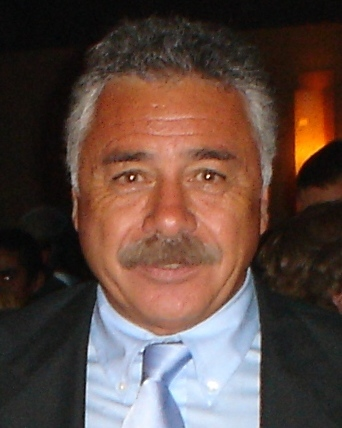
التشيلي كارلوس كازالي أول لاعب يُطرَد بالبطاقة الحمراء بتاريخ كأس العالم.

من جهة أخرى، كانت ولا زالت بعض القرارات في بطولات كأس العالم محل جدل ونقاش إلى يومنا هذا، ففي كأس العالم 1966 سجل لاعب المنتخب المنتخب الإنجليزي جيوف هورست هدفاً من وضعية التسلل على الأرجنتين وانتهى اللقاء بهدف نظيف، أيضا في نفس البطولة وتحديداً في نهائي كأس العالم 1966، بين المنتخبين الإنجليزي والألماني الغربي، وفي بداية الشوط الإضافي الأول سجل جيوف هورست هدفاً إنجليزياً في مرمى حارس المنتخب الألماني، ولكن مساعد الحكم الأذربيجاني توفيق بهراموف أخبر حكم المباراة آنذاك السويسري غوتفرايد دينست أن الكرة قد تجاوزت الخط، وأعلن الحكم عن صحة الهدف الذي سجله جيوف هورست مما أغضب اللاعبين الألمان واحتجوا على القرار. يذكر أن التقنية الحديثة استخدمت لتأكيد صحة الهدف، لكن التحليل أظهر عدم صحة الهدف، حيث لم تتجاوز الكرة كامل محيطها.
كما شهدت بطولة كأس العالم 1970 تطورات عديدة، حيث تم أيضاً السماح بإجراء تبديلين لكل منتخب للمرة الأولى في تاريخ البطولة، فحصلت أول عملية تبديل في 31 مايو 1970 في كأس العالم 1970، عندما خرج اللاعب السوفييتي فيكتور سيريبر ليدخل بدلاً منه زميله اناتولى يوزاتش في مباراة منتخب بلادهما ضد المستضيف المكسيك. كما منح الحكام حق رفع البطاقتين الصفراء والحمراء. بعد أن كانت من قبل شفهيًا، ولم يتم استخدام البطاقة الحمراء في تلك البطولة، بل تم استخدامها لأول مرة في كأس العالم 1974، فدخل لاعب منتخب التشيلي كارلوس كازالي التاريخ، بعدما أشهر الحكم التركي دوغان باباكان البطاقة الحمراء في وجهه، ليصبح أول لاعب يُطرَد بالبطاقة الحمراء في مباراة منتخب بلاده مع منتخب ألمانيا الغربية. بينما دخل لاعب منتخب الاتحاد السوفيتي يفغيني لوفشيف، عندما أصبح أول لاعب يتحصل على البطاقة الصفراء في مباراة منتخب بلاده مع منتخب المكسيك بقيادة الحكم الألماني كورت تشيتشينسر، في بطولة كأس العالم 1970. واستمر مسلسل الأخطاء التحكيمية، ففي مباراة قبل النهائي من بطولة كأس العالم 1986 عندما سجل مارادونا هدف التقدم بمنتخب بلاده بيده في مرمى الحارس الإنجليزي بيتر شيلتون وسط اعتراضات إنجليزية لم يلقى الحكم التونسي علي بن ناصر لها بالاً محتسباً الهدف.

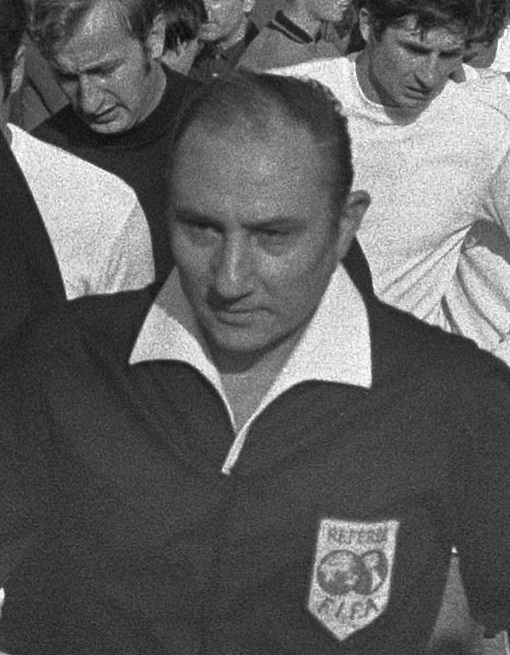
الحكم التركي دوغان باباكان أول من أشهر البطاقة الحمراء في تاريخ كأس العالم بوجه اللاعب التشيلي كارلوس كازالي في المباراة الإفتتاحية ضد المنتخب الألماني في كأس العالم 1974.

بطولة كأس العالم 1990 حصل فيها العديد من التغييرات فبعد بطولة كأس العالم 1990 والتي اعتبرها الكثير من أكثر البطولات مللاً بسبب انخفاض معدل إحراز الأهداف بصورة ملحوظة، حيث بلغ 2.21 وهو الأقل منذ بداية بطولة كأس العالم. علاوة على ذلك كثرة استخدام البطاقات الحمراء، قام الاتحاد الدولي لكرة القدم بمنح الفائز 3 نقاط عضواً عن نقطتين، كما تم تغيير قانون إعادة الكرة إلى حارس المرمى وذلك بمنع قيام الحارس بالإمساك بالكرة في حال تم إرجاعها من زميله في الفريق، وتم تطبيق تلك التغييرات بدءًا من كأس العالم 1994.
وفي كأس العالم 2002 حدد الاتحاد الدولي لكرة القدم عدد لاعبي المنتخبات بواقع 23 لاعباً منهم 3 حراس مرمى، ويحق لكل منتخب أن يقوم بتبديل أي لاعب أصيب إصابة بالغة بشرط أن بكون أخر موعد للتبديل هو 24 ساعة قبل أول مباراة للمنتخب في البطولة. أيضاً في كأس العالم 2006، تلقى جوسيب سيمونيتش لاعب المنتخب الكرواتي 3 بطاقات صفراء في مباراة واحدة (في الدقيقة 61', 90', 93+') من الحكم غراهام بول في مباراة منتخب كرواتيا ضد منتخب أستراليا قبل أن يُطرد في الدقيقة 90، لكن الفيفا غير التقرير ليشمل فقط بطاقتين في الدقيقة 61 و93.
شهد كأس العالم 2014 العديد من التغييرات المهمة، أولها إجبار الاتحاد الدولي لكرة القدم المنتخبات على مصافحة لاعبي الفريقين على بعضهم البعض وعلى الحكام، مع الاهتمام باللعب النظيف، ثم السماح باستخدام تقنية خطّ المرمى بعد نجاحها في كأس القارات 2013، وتصبح بذلك أول بطولة كأس عالم يتم فيها استخدام تقنية خط المرمى. والهدف من ذلك هو استخدام الخاصية من اجل البت في أي غموض، ما يسهل على الحكم الأساسي والحكام الأربعة المساعدين في اتخاذ القرارات دون خوف من الحاق الظلم بأي طرف كما حدث في بطولات سابقة. أيضاً أقر الاتحاد الدولي لكرة القدم استخدام الرذاذ المتلاشي من قبل الحكام للمرة الأولى في نهائيات كأس العالم. والذي يهدف لمساعدة الحكام في تحديد مكان وقوف حائط الدفاع قبل تسديد الركلات الحرة، حيث يقوم الحكم بتحديد ومن ثم رسم خط على طول المكان الذي يبعد عن مكان تسديد الكرة، أي المكان الذي يسمح عنده بتواجد أقرب مدافع، ويختفي الخط خلال دقيقة بعد ذلك. وفي 16 مارس 2018، وافقت اللجنة التنفيذية للفيفا على استخدام الحكام المساعدين لتقنية الفيديو (VAR) لأول مرة في تاريخ بطولات كأس العالم. شهد كأس العالم 2018 حدثاً تاريخياً جديداً، حيث تم استخدام تقنية الفار لأول مرة في تاريخ البطولة. أول حالة تحكيمية يلجأ فيها الحكم لاستخدام التقنية كانت من في مباراة فرنسا وأستراليا، حيث تأكد الحكم من وجود مخالفة من اللاعب الأسترالي جوش ريزدون ضد المهاجم الفرنسي أنطوان غريزمان. بينما أول هدف يتم إلغائه باستخدام تقنية الفار كان في مباراة إيران ضد إسبانيا، حيث سجل الإيراني سعيد عزت اللهي هدفاً في الدقيقة 60، لكن بعد الرجوع لتقنية الفيديو، تم إلغاء الهدف بداعي التسلل الذي كان على اللاعب الإيراني رامين رضائيان. كذلك شهدت مباراة كوريا الجنوبية ومنتخب ألمانيا أول حالة تأكيد هدف، بعدما رفع الحكم المساعد رايته معلناً تسلل اللاعب الكوري الجنوبي كيم يونج-جوون، لكن تم إلغاء القرار الحكم المساعد بعد الرجوع لتقنية الفار لتؤكد صحة الهدف.
تعرضت تقنية الفار الحديثة إلى الكثير من الانتقادات، خاصة في مباريات المجموعة ب. ففي مباراة إسبانيا والبرتغال، وضحت الإعادة التلفزيونة عن عدم صحة هدف دييغو كوستا بعدما عرقل البرتغالي بيبي، بيد إن الحكم لم يلجأ تقنية الفار. وفي مباراة إيران ضد البرتغال رفض حكم مباراة الباراغوياني إنريكي كاسيريس استخدام تقنية الفيديو أمام مطالبة لاعبي ومدرب منتخب إيران بركلة جزاء كان سيؤدي احتسابها وتسجيل هدف منها لإقصاء البرتغال وتصدر إيران المجموعة. وفي المباراة الأخرى بين إسبانيا والمغرب، كانت الاعتراضات أكثر صراحة، بعد أن قرر حكم الساحة الأوزبكي رافشان إيرماتوف استخدام تقنية الفار للتأكد من صحة هدف التعادل لمنتخب إسبانيا والذي سُجل في الدقيقة 91 من المباراة، بعد أن رفع الحكم المساعد رايته معلناً عن تسلل، لكن الحكم قرر أن الهدف صحيح. هاجم العديد من اللاعبين والمدربين التقنية، فصرح لاعب المنتخب المغربي نور الدين أمرابط وهو يوجه كلمات للجماهير قائلاً إن تقنية الفيديو عبارة عن «هراء»، فيما اعتبر مدرب منتخب إيران البرتغالي كارلوس كيروش قائلاً إن تقنية الفيديو «لا تمتلك أسس واضحة لاستخدامها».

## الملاعب
في النسخة الأولى من بطولات كأس العالم، لعب نهائي كأس العالم 1930 أمام أكثر من 80 ألف متفرج بملعب سنتيناريو في العاصمة الأوروغوايانية مونتيفيديو. على الرغم أن الملعب لم يكن جاهزاً خلال منافسات البطولة، فلعب المباريات على ملعب بوكيتوس وملعب غران بارك سنترال. بعدها بأربع سنوات، استضافت إيطاليا منافسات كأس العالم 1934، وتم اختيار ملعب ملعب الحزب الوطني الفاشي في العاصمة الإيطالية روما ليستضيف نهائي كأس العالم 1934، والذي يمتلك قدرة استيعابية تصل إلى 70 ألف متفرج.
في بطولة كأس العالم 1938 والتي أقيمت في فرنسا، اختارت الحكومة الفرنسية ملعب اولمبيك دي كولومبوس للعب المباراة النهائية، وهو ملعب متعدد الاستخدام بني في عام 1922 لاستضافة ألعاب أولمبية صيفية 1924 بسعة 45 ألف متفرج، قامت الحكومة الفرنسية بتطوير الملعب ووصل إجمالي سعته إلى 60 ألف متفرج، وبالتالي استضاف نهائي كأس العالم 1930. أما في بطولة كأس العالم 1950 والذي أقيم في البرازيل، بني ملعب ماراكانا في مدينة ريو دي جانيرو خصيصاً لنهائيات لتلك المنافسة، وكان وقتها يستوعب نحو 199.854 متفرج، وبذلك أصبح نهائي كأس العالم 1950 الذي أقيم بين البرازيل والأوروغواي، أكبر النهائي الذي شهد حضور جماهيري في تاريخ كأس العالم.
في بطولة كأس العالم 1954 التي استضافتها سويسرا، تم تقسيم المنتخبات المشاركة على 4 منتخبات، ولعبت المباريات على 5 ملاعب مختلفة، بينما لعب نهائي كأس العالم 1954 في عاصمة سويسرا الإدارية مدينة بيرن، على ملعب وانكدورف الذي يتسع ل 60 ألف متفرج. أقيمت في السويد بطولة كأس العالم 1958، وأعلنت السويد عن بناء ملاعب جديدة في مدينتي مالمو وغوتنبرغ، وقامت أيضاً بإعادة ترميم ملعب راسوندا الذي يقع في مدينة سولنا لاستضافة نهائي كأس العالم 1958، بعدما أصبح قادراً على استيعاب 50 ألف متفرج. في كأس العالم 1962 والذي أقيم في تشيلي، أقيم نهائي كأس العالم 1962 على ملعب تشيلي الوطني في العاصمة سانتياغو، وبحضور أكثر من 70 ألف متفرج.
تم اختيار إنجلترا لاستضافة فعاليات كأس العالم 1966، فتم تخصيص 8 ملاعب لمنافسات البطولة منها ملعب فيلا بارك وملعب ايريسوم بارك وغوديسون بارك وملعب روكر بارك وملعب أولد ترافورد وملعب هيلسيبره وملعب وايت سيتي، بينما تم اختيار ملعب ويمبلي القديم الذي شيد لاستضافة نهائي كأس العالم 1966 حيث يتسع وقتها لأكثر من 90 ألف متفرج. في نسخة كأس العالم 1970، اختير ملعب أزتيكا الذي يقع في مكسيكو عاصمة المكسيك، والذي يسع لجلوس 105 آلاف متفرج لخوض نهائي كأس العالم 1970. بينما في بطولة كأس العالم 1974 التي أقيمت في ألمانيا، تم اختيار 10 ملاعب لاستضافة منافسات البطولة، ووقع الاختيار على ملعب ميونخ الأولمبي من تلك الملاعب العشرة، والذي كان مقراً رئيسياً للألعاب الأولمبية الصيفية عام 1972، لاحتضان نهائي كأس العالم 1974.
في بطولة كأس العالم 1978 التي أقيمت في الأرجنتين تم اختيار 6 ملاعب لاستضافة المنافسات، وهم ملعب خوزيه ماريا مينيلا وملعب مالفيناس أرخنتيناس وملعب جيغانتي دي أروييتو وملعب ماريو ألبيرتو كيمبس وملعب خوسيه آمالفيتاني وملعب أنتونيو فيسبوكيو ليبرتي. وتم اختيار ملعب أنتونيو فيسبوكيو ليبرتي في مدينة بوينس آيرس لاحتضان مباراة نهائي كأس العالم 1978.
في بطولة كأس العالم 1982 التي أقيمت في إسبانيا، لعب منافسات البطولة على 17 ملعباً في 14 مدينة مختلفة، لكن شرف استضافة نهائي كأس العالم 1982 كان من نصيب ملعب سانتياغو بيرنابيو وبحضور 90 ألف متفرج. أقيمت بطولة كأس العالم 1986 في المكسيك مرة أخرى بعد بطولة كأس العالم 1970 ولم يختلف الحال كثيراً عما مكان في بطولة كأس العالم 1970، حيث استضاف ملعب أزتيكا والذي يسع لجلوس 105 آلاف متفرج لخوض نهائي كأس العالم 1986، وبهذا أصبح ملعب أزتيكا أول ملعب يستضيف نهائي كأس عالم مرتين. احتضت إيطاليا بطولة كأس العالم 1990، وكان شرف احتضان المباراة النهائية من نصيب ملعب أولمبيكو في العاصمة الإيطالية روما وبحضور 73 ألف متفرج.
استضافت الولايات المتحدة الأمريكية نهائيات كأس العالم 1994، وأقيمت المباراة النهائية في باسادينا بولاية كاليفورنيا على ملعب روس بول، في مباراة جمعت بين المنتخب البرازيلي والمنتخب الإيطالي، وبحضور أكثر من 94.194 متفرج. آخر بطولة كأس عالم أقيمت في القرن العشرين هي بطولة كأس العالم 1998 في فرنسا، وأقيم نهائي كأس العالم 1998 على ملعب فرنسا، في مباراة شهدت حضور 75 ألف متفرج، شاهدوا تتويج المنتخب الفرنسي باللقب الأول له. أقيمت بطولة كأس العالم 2002 لأول مرة في قارة آسيا وتحديداً في كوريا الجنوبية واليابان. لعب المباراة الافتتاحية على ملعب سيول في سيول عاصمة كوريا الجنوبية، ولهذا أقيم نهائي كأس العالم 2002 في اليابان وتحديداً بملعب يوكوهاما الدولي بمدينة يوكوهاما وبحضور 69 ألف متفرج.
رجعت البطولة مرة أخرى لقارة أوروبا عندما استضاف ألمانيا بطولة كأس العالم 2006، فتم تجهيز 12 ملعباً في 12 مدينة مختلفة، لكن شرف استضافة نهائي كأس العالم 2006 كان من نصيب الملعب الأولمبي في برلين، وأمام 69 ألف متفرج. أقيمت بطولة كأس العالم 2010 في جنوب أفريقيا، وهي المرة الأولى التي تستضيف بها القارة السمراء بطولة كأس العالم، وأقيمت المباراة النهائية على ستاد البنك الوطني الأول في مدينة جوهانسبرغ بحضور ما يقارب 85 ألف متفرج. في كأس العالم 2014 في البرازيل، ولُعِبَ نهائي كأس العالم 2014 بحضور 75 ألف متفرج على ملعب ماراكانا الشهير في مدينة ريو دي جانيرو، مثلما حدث في بطولة كأس العالم 1950، ويصبح بذلك ملعب ماراكانا ثاني ملعب يستضيف نهائيي كأس العالم بعد ملعب أزتيكا في العاصمة المكسيكية مكسيكو. أقيمت البطولة الأخيرة وهي بطولة كأس العالم 2018 في روسيا، وقد لُعِبَتْ المباراة النهائية على ملعب لوجنيكي وبحضور 78,011 ألف متفرج. في المباراة التي شهدت فوز منتخب فرنسا باللقب للمرة الثانية في تاريخه بعدما تغلب على منتخب كرواتيا بنتيجة 4-2.

## الجماهير

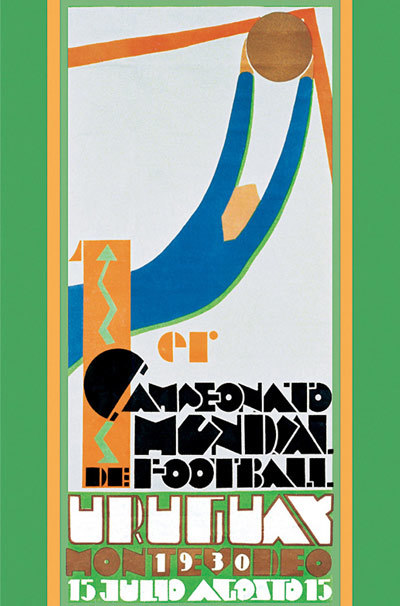
أوروغواي كأس العالم 1930

يعتبر كأس العالم أكبر تجمع جماهيري على مستوى كرة القدم، لكن أوائل بطولات كأس العالم لم يكن لها نصيب من الحضور الجماهيري مما هو عليه الآن. فمدة السفر الطويلة والتي قد تصل إلى أشهر بالبحر مثلما حدث في كأس العالم 1930 والتي أقيمت في الأوروغواي، وغلاء التكاليف منعت الجماهير من حضور تلك الدورة والدورات التي تلتها. السياحة الرياضية التي بدأت في عام 1934، أتاحت الفرصة لبعض المناصرين من حضور مباريات منتخب بلادها.
شغب كرة القدم أو كما يعرف كذلك بـ الهوليغانز (بالإنجليزية: Football hooliganism) هو مصطلح يُسْتِخدَم لوصف سلوك غير منضبط أو عنيف أو مدمر يرتكبه الجمهور في أحداث رياضة كرة القدم. تاريخياً، لا أحد يعرف متى نشأت ظاهرة الشغب، أو إلى متى ترجع هذه الظاهرة في الزمن، لكن أول حالات الشغب المعروفة في رياضة كرة القدم الحديثة، حدث خلال ثمانينيات القرن التاسع عشر بإنجلترا، في فترة كان أنصار الفريق يتعمدون تخويف المشجعين والحكام واللاعبين كذلك. ففي عام 1885، فاز نادي بريستون نورث إيند على نادي أستون فيلا بنتيجة ثقيلة قوامها 5-0 في مباراة ودية. بعد المباراة تعرض أعضاء الفريقين لهجوم بالعصي واللكم والركل والبصق بالإضافة إلى الرشق بالحجارة. في السنة التي تلتها، تعرض مشجعو نادي بريستون نورث إيند لمشجعي نادي كوينز بارك في محطة للسكك الحديدية، حسث حدث مضايقات خارج نطاق المباراة.
ازادت أحداث الشغب في بداية انتشار رياضة كرة القدم، فلا تكاد تخلو نسخة من أي بطولة من أحداث الشغب. فكأس العالم على سبيل شهد العديد من حالات العنف في الأعوام الأخيرة، داخل وخارج ملعب اللقاء. فمنذ الثمانينات القرن الماضي، وتحديداً في كأس العالم 1982، والذي شهد أول حركة جماهيرية كبيرة بتاريخ كأس العالم، صاحبها ظهور مثيري الشغب الإنجليز المعروفين باسم الهوليغان، الذين دائماً ما يكونون سبباً في إحداث شغب في كل بطولة كأس عالم. ففي كأس العالم 1998، تعرض الشرطي الفرنسي دانيال نيفل لهجوم من قبل مثيري الشغب الألمان في مدينة مرسيليا. كذلك بدأت رابطة باراس برافاس الأرجنتينة في حضور مباريات المنتخب الأرجنتيني لكرة القدم في كأس العالم. وقد تسبب ذلك في معارك ضد مؤيدي البلدان الأخرى (أحيانًا كانوا مثيري الشغب أو ألتراس). وفي كأس العالم 1998، تعرض شرطي فرنسي للضرب من قبل مشجع ألماني، مما أدى لإصابتة بتلف في الدماغ بعد مباراة بين منتخب ألمانيا ومنتخب يوغوسلافيا. تم إلقاء القبض على مشجع ألماني في عام 1998 واتُهم بتهة الشروع بالقتل. كذلك، بعد فوز منتخب فرنسا بلقب كأس العالم 2018، شهدت فرنسا أعمال شغب، وأدت إلى اعتقال 292 شخصًا في كل أنحاء فرنسا.

## الدخل

### الرعاة

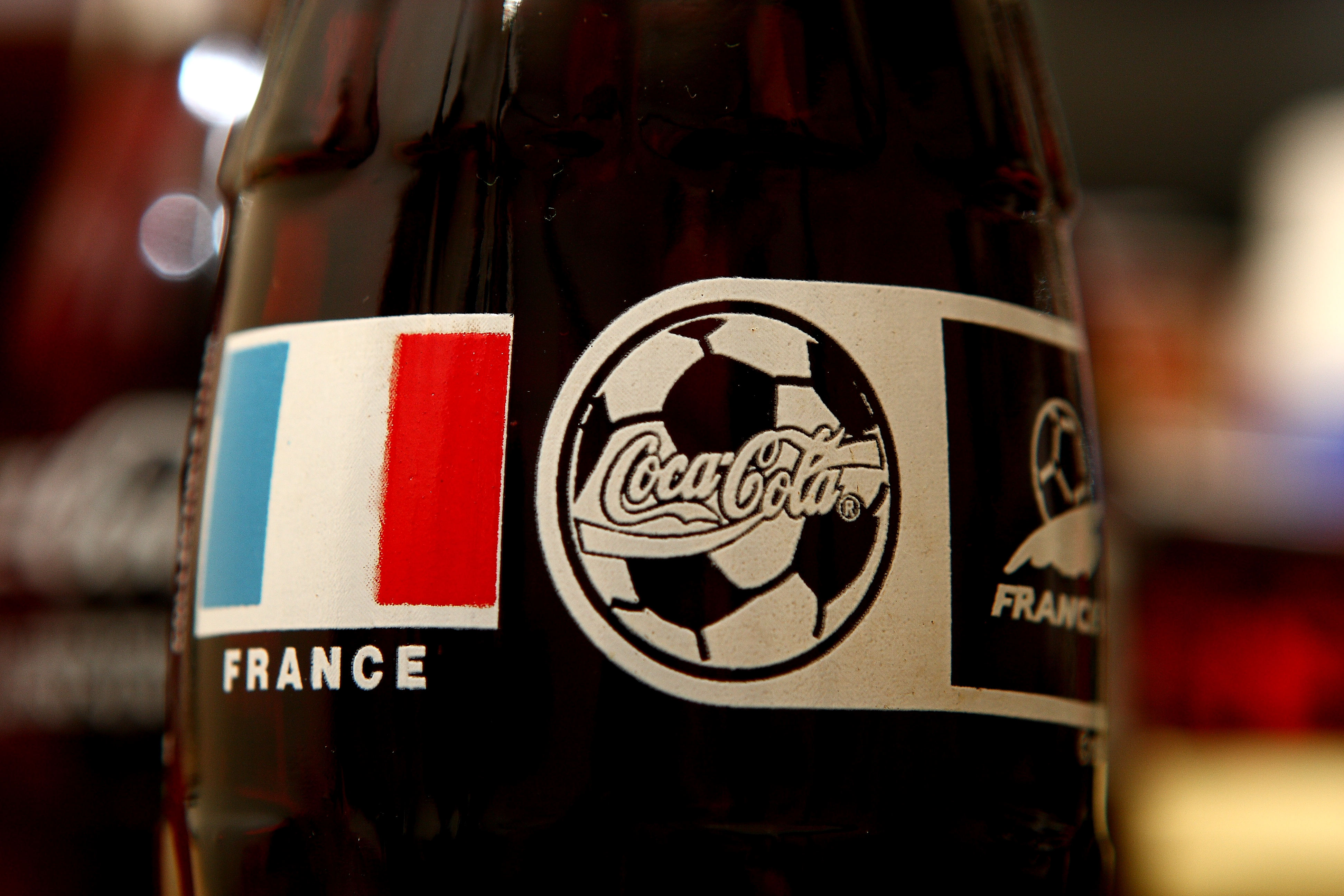
شركة كوكا كولا تستخدم صورة لكأس العالم 1998 على زجاجات منتجاتها.

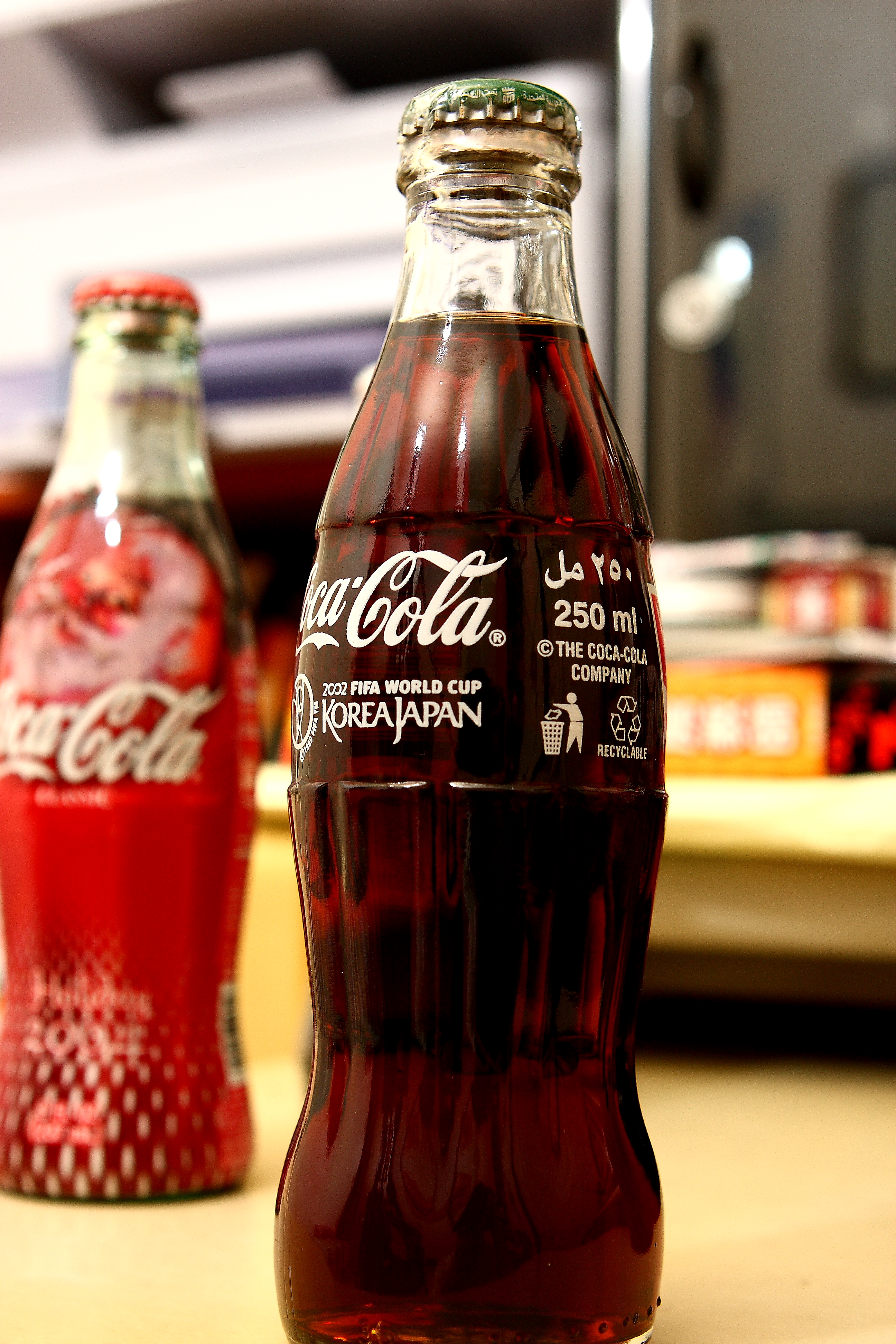
شركة كوكا كولا تستخدم صورة لكأس العالم 2002 على زجاجات منتجاتها.

كان الزيادة الحاصلة في عدد الجماهير التي تحضر منافسات كأس العالم وزيادة أعداد المتابعين على شاشات التلفاز سبباً في جذب العديد من الرعاة، لرعاية منافسات كأس العالم. ففي كأس العالم 1982 بلغ مجموع الإيرادات المتعلقة برعاية 2 مليار $ دولار أمريكي، والتي وصلت إلى 16 مليار $ دولار أمريكي في وقتنا هذا. فالراعي الرسمي للبطولة يدفع ما يقارب 40 مليون $ دولار أمريكي، بينما راعي المنتخب فإنه يدفع 10 مليون $ دولار أمريكي.
منذ كأس العالم 2006 أصبح بناء الملاعب يمول مباشرة من العائد المالي لرعاة كأس العالم، لكن الاتحاد الدولي لكرة القدم لا يسمح بإعادة تسمية الملاعب على إحدى الشركات الراعية، بل يجبر الدول المستضيفة على إبقاء الاسم على ما هو عليه. تعتبر شركة كوكا كولا وشركة فيليبس وشركة فوجي فيلم من رعاة كأس العالم التاريخيين. فشركة كوكا كولا هي الراعي الرسمي لكافة بطولات كأس العالم منذ بطولة كأس العالم 1978، وستبقى الراعي الرسمي بعدما وقعت عقداً مع الفيفا لغاية كأس العالم 2022.

### التذاكر
في السابق كانت التذاكر مصدر مهم من مصادر الإيرادات في بطولات كأس العالم. بينما الآن لا تمثل سوى جزء صغير من إيرادات كأس العالم. ففي المرحلة النهائية يتم اعتماد أسعار التذكرة من الاتحاد الدولي لكرة القدم، لكن في السوق السوداء فإن قيمة التذكرة تتضاعف إلى أكثر من 20 بالمئة. في كأس العالم 2006 بدأ الاتحاد الدولي لكرة القدم بتطبيق تدابير أمنية جديدة، فت تجهيز التذاكر برقائقة إلكترونية، تسمح للجنة المنظمة بتعطيل التذكرة في حال السرقة أو الضياع.

### التغطية الإعلامية
| النسخة | حقوق البث التلفزيوني | العدد التراكمي للمشاهدين |
| ------ | -------------------- | ------------------------ |
| 1990   | 60 مليون يورو        | 26,7 مليار مشاهد         |
| 1994   | 70 مليون يورو        | 32,1 مليار مشاهد         |
| 1998   | 86 مليون يورو        | 33,4 مليار مشاهد         |
| 2002   | 830 مليون يورو       | 28,8 مليار مشاهد         |
| 2006   | 957 مليون يورو       | 35,6 مليار مشاهد         |

في بدايات بطولة كأس العالم وقبل ظهور التلفاز، كانت الصحف أول وسائل الإعلام التي تكفلت بنقل أحداث بطولة كأس العالم، تلتها القنوات الإذاعية حيث كانت تعيد بث مباريات كأس العالم في أوقات مختلفة. بينما أول بث تلفزيوني مباشر لمباريات كأس العالم كان في بطولة كأس العالم 1954 عبر تلفزيون يوروفيجن، وكان وقتها البث باللون الأبيض والأسود. بينما شهدت بطولة كأس العالم 1974 هي أول بطولة تم بثها عن طريق شاشات التلفزة الملونة. واستمر البث التلفزيوني منذ كأس العالم 1954 إلى يومنا هذا، ما عدا بطولة كأس العالم 1962 التي أقيمت في تشيلي لعدم توفر الإمكانيات.
تعتبر مسابقة كأس العالم منذ كأس العالم 1998، أكبر حدث عالمي يتم متابعه، يليه دورة الألعاب الأولمبية الصيفية. قدر الاتحاد الدولي لكرة القدم عدد التراكمي لمشاهدين كأس العالم حوالي 26,29 بليون مشاهد، خلال 73072 ساعة من البث لغاية كأس العالم 2006. حيث شاهد 715 مليون شخص المباراة النهائية لهذه البطولة (11٪ من سكان الأرض). ففي بطولة كأس العالم 2002 تم بث المنافسات في 213 بلداً مختلفاً. وفي قرعة كأس العالم 2006، شاهد 300 مليون مشاهد مراسيم إجراء القرعة.

## الجوائز
بعد نهاية كل بطولة، يتم توزيع الجوائز على اللاعبين والمنتخبات المشاركة، حالياً هناك 6 قائمة جوائز كأس العالم.
- الكرة الذهبية: لأفضل لاعب في البطولة (تعرف حاليا باسم كرة آديداس الذهبية).[351]
- الحذاء الذهبي: لهداف البطولة، ومنحت لأول مرة في عام 1930 (تعرف حاليا باسم حذاء آديداس الذهبي).[352]
- القفاز الذهبي: لأفضل حارس مرمى، منحت لأول مرة في عام 1994.[353]
- أفضل لاعب شاب: لأفضل لاعب شاب تحت 21 سنة، منحت لأول مرة في عام 1958، بينما النسخة الحالية منحت لأول مرة عام 2006 (تعرف حاليا باسم جائزة هيونداي لأفضل لاعب شاب).[354]
- اللعب النظيف: للفريق صاحب أقل عدد من البطاقات، منحت لأول مرة في عام 1970.[354]
- فريق البطولة: يتم اختيار أفضل 11 لاعب ممتع، من خلال استطلاع لرأي الجمهور، منحت لأول مرة في عام 1994.[354]

## الإحصائيات

### الدول
| بطل كأس العالم الوصيف الثالث الرابع ربع النهائي/الأدوار النهائية | ثمن النهائي/الدور الثاني دور المجموعات لم تتأهل المستضيف |

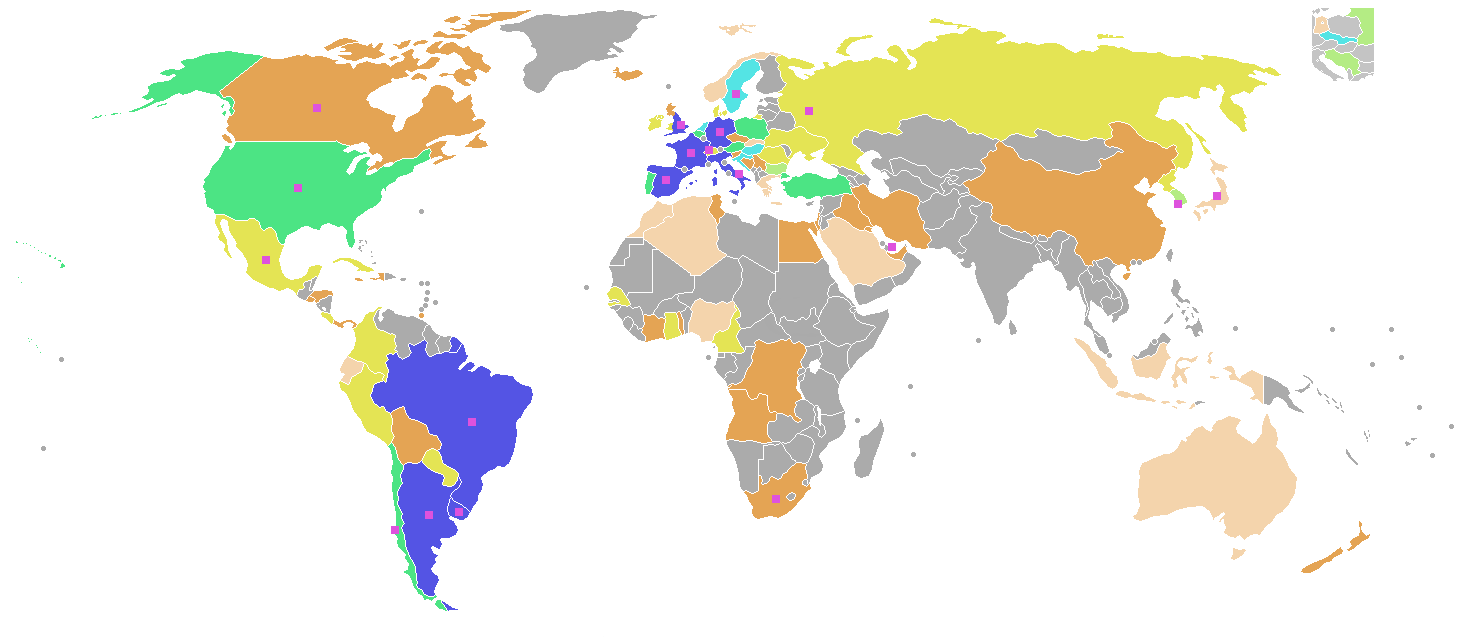
ملخص إنجازات المنتخبات في بطولة كأس العالم :
بطل كأس العالم
الوصيف
الثالث
الرابع
ربع النهائي/الأدوار النهائية
ثمن النهائي/الدور الثاني
دور المجموعات
لم تتأهل
المستضيف
الخريطة الجانبية تبين دول انحلت مثل:الاتحاد السوفياتي ويوغوسلافيا وتشيكوسلوفاكيا وألمانيا الشرقية.

تهيمن قارتا أوروبا وأمريكا الجنوبية على منافسات كأس العالم، فلم يخرج اللقب من تلك القارتين منذ إنشاء البطولة، بل لم يتمكن أي فريق من خارج تلك القارتين بالتأهل للمباراة النهائية. ثمان منتخبات استطاعت الفوز بلقب كأس العالم، 3 منهم في قارة أمريكا الجنوبية وهم البرازيل والأرجنتين والأوروغواي و5 من القارة الأوروبية وهم إيطاليا وألمانيا وإنجلترا وفرنسا وإسبانيا. فخلال 22 نسخة من نسخ كأس العالم حققت المنتخبات الأوروبية 12 لقبا، في المقابل حققت منتخبات أمريكا الجنوبية 10 ألقاب. تكرر الحال في استضافة منافسات فمنذ نشأتها إلى عام 1970، لم تقم البطولة خارج القارتين. لكن في عام 1970 أقيمت البطولة لأول مرة في قارة أمريكا الشمالية وتحديداً في المكسيك، تلتها أيضاً أعوام 1986 في المكسيك، و1994 في الولايات المتحدة الأمريكية. وبعد إقرار الفيفا لمبدأ المداورة في تنظيم كأس العالم، استضافات دول آسيا وهي كوريا الجنوبية واليابان منافسات كأس العالم 2002، واستضافت جنوب أفريقيا منافسات كأس العالم 2010، وتبقى بذلك قارة أوقيانوسيا الوحيدة التي لم تستضف فعاليات المنافسة.

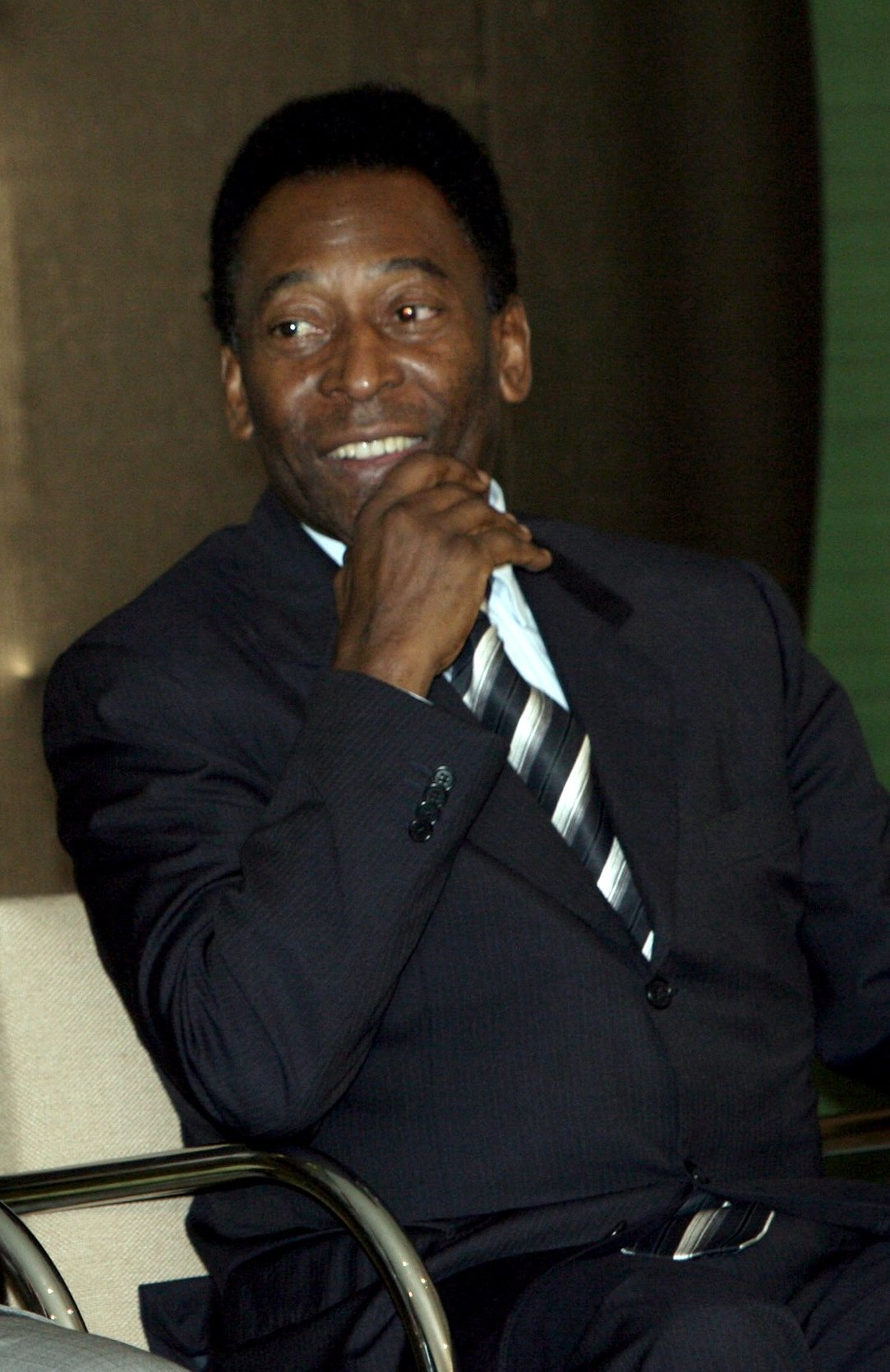
البرازيلي بيليه أكثر من فاز بلقب كأس العالم 3 مرات.

شهدت النسخ الإحدى والعشرين السابقة من بطولات كأس العالم فوز ثمانية منتخبات مختلفة باللقب. كما سجل للمنتخب البرازيلي حضوره في كل البطولات، فهو لم يغب أبداً عن أي بطولة كأس عالم حتى الآن وهو الأكثر تتويجا بالكأس حيث فاز بها خمس مرات أعوام: 1958، و1962، و1970، و1994 و2002. يليه المنتخب الإيطالي الذي أحرزها أربع مرات في أعوام: 1934، و1938، و1982 و2006، والمنتخب الألماني الذي أحرزها أربعة مرات في أعوام: 1954، 1974، و1990، و2014. ثم المنتخب الارجنتيني ثلاث مرات في أعوام: 1978 | 1986 | 2022|. فاز كلً من منتخب الأوروغواي لكرة القدم والمنتخب الفرنسي باللقب مرتين، حي فازت الأوروغواي بلقب عام 1930 و1950، وفازت كذلك فرنسا بلقب عام 1998 و2018. في الجهة المقابلة، فازت منتخبات إنجلترا وإسبانيا بلقب البطولة مرة واحدة. حيث فازت إنجلترا بلقب عام 1966، بينما فازت إسبانيا بلقب عام 2010.
استطاع منتخبين فقط إحراز لقب البطولة مرتين متتاليتين، حيث كان المنتخب الإيطالي أول منتخب يحرز البطولة مرتين متتاليتين في نسختي عام 1934 و1938، ثم البرازيل بطل أعوام: 1958، 1962. ثلاث منتخبات فقط استطاعت أن تحقق اللقب كأس العالم خارج قارتها وهم منتخب البرازيل (في أوروبا في عام 1958 وآسيا في عام 2002)، ومنتخب إسبانيا (في إفريقيا في عام 2010، ومنتخب ألمانيا (في أمريكا الجنوبية في عام 2014). ونظمت خمس دول كأس العالم مرتين: إيطاليا وفرنسا والمكسيك وألمانيا والبرازيل. جميعهم فازوا بلقب كأس العالم مرة واحدة على الأقل، فيما عدا المكسيك. في الجهة المقابلة، استطاعت 6 دول الفوز بلقب كأس العالم على أرضها وهي الأوروغواي في عام 1930، وإيطاليا في عام 1934، إنجلترا في عام 1966 وألمانيا عام 1974 والأرجنتين عام 1978 وفرنسا عام 1998.
تم اللجوء للضربات الترجيح في نهائيين فقط من أصل إحدى عشر نهائي خلال 20 نسخة من نسخ كأس العالم، كان أولها في عام 1994 حيث استطاع المنتخب البرازيلي التغلب على المنتخب الإيطالي، وكانت المرة الثانية في 2006 عندما فاز منتخب إيطاليا على منتخب فرنسا بنتيجة 5-3. أكثر المنتخبات تأهلاً لنهائي كأس العالم هو منتخب ألمانيا بواقع 8 مرات، يليه منتخب البرازيل بواقع 7 مرات، ويعتبر المنتخب الألماني الأكثر تأهلاً لنصف نهائي كأس العالم بواقع 13 مرة.
تمتلك البرازيل رقماً قياسياً فريداً، فهي أكثر المنتخبات فوزاً في تاريخ كأس العالم (73 فوز)، وأكثر المنتخبات تسجيلاً للأهداف (229 هدف). بينما تمتلك ألمانيا أيضاً رقماً قياسياً وهو أكبر عدد من الأهداف سجلت في بطولة واحدة من نصيب المنتخب الألماني في بطولة كأس العالم 1954، عندما سجلوا 25 هدفاً. أما من ناحية تلقى الأهداف، نجحت كل من فرنسا في 1998 وإيطاليا في 2006 وإسبانيا في كأس العالم 2010 في الفوز باللقب والدفاع عن مرماها حين استقبلتا هدفين فقط خلال منافسات البطولة، وهو رقم قياسي بتاريخ كأس العالم.
أكبر فوز في نهائيات كأس العالم هو فوز منتخب المجر بنتيجة 10-1 على منتخب السلفادور لكرة القدم في بطولة كأس العالم 1982، في المباراة الأولى من منافسات المجموعة الثالثة. وشهد اللقاء تسجيل أسرع هاتريك في تاريخ كأس العالم حيث سجلت الأهداف الثلاثة خلال 8 دقائق فقط (في الدقيقة 70، 73، 78)، وهو أول هاتريك يسجل من قبل لاعب بديل. أيضاً، يعتبر فوز منتخب يوغوسلافيا على منتخب زائير بنتيجة 9-0 في بطولة 1974، وفوز منتحب المجر على منتخب كوريا الجنوبية في بطولة 1954، أكبر حالات فوز في تاريخ كأس العالم.

### اللاعبون
أول هدف في تاريخ كأس العالم سجله الفرنسي لوسيان لوران، ضمن مباراة منتخب بلاده ضد منتخب الأوروغواي في افتتاح كأس العالم 1930، وسجل الهولندي روب رينسينبرينك الهدف رقم 1000 من ضربة جزاء في كأس العالم 1978 ضمن مباراة منتخب بلاده ضد المنتخب الاسكتلندي، بينما سجل السويدي ماركوس ألباك الهدف رقم 2000 في كأس العالم 2006 ضمن مباراة منتخب بلاده ضد المنتخب الإنجليزي.
أكثر اللاعبين تسجيلاً للأهداف في كأس العالم هو ميروسلاف كلوزه الذي سجل 16 هدفاً (منتخب ألمانيا لكرة القدم 2002-2014)، يليه البرازيلي رونالدو الذي سجل 15 هدفاً (البرازيل 1998 - 2006). في حين أن أكثر اللاعبين تسجيلا للأهداف في بطولة واحدة هو جاست فونتين، حيث سجل 13 هدفاً في كأس العالم 1958. يعتبر اللاعب الروسي أوليغ سالينكو الأكثر تسجيلاً للأهداف في مباراة واحدة، حيث سجل 5 أهداف ضد منتخب الكاميرون في كأس العالم 1994. وعلى صعيد المباريات النهائية لكأس العالم، استطاع الفرنسي كيليان مبابي تسجيل 4 أهداف وكل من الإنجليزي جيوف هورست والفرنسي زين الدين زيدان من تسجيل 3 أهداف، فسجل كيليان مبابي هدف في نهائي كأس العالم 2018 وثلاثة أهداف في نهائي كأس العالم 2022، بينما سجل جيوف هورست ثلاثة أهداف في نهائي كأس العالم 1966، وسجل زين الدين زيدان هدفين في نهائي كأس العالم 1998 وهدف في نهائي كأس العالم 2006.
أكثر اللاعبين تسجيلاً لهاتريك في مباراة واحدة هو المجري ساندور كوشيتش في كأس العالم 1954، والفرنسي جاست فونتين في كأس العالم 1958، والألماني جيرد مولر في كأس العالم 1970، والأرجنتيني غابرييل باتيستوتا في كأس العالم 1994 وكأس العالم 1998. اللاعبون الذين سجلوا هدفاً على الأقل في كل مباراة في كأس العالم هم الأوروغوياني أليسيدس غيغيا في كأس العالم 1950 عندما سجل أربعة أهداف في أربع مباريات، والفرنسي جاست فونتين من منتخب فرنسا لكرة القدم في كأس العالم 1958، والبرازيلي جارزينيو في كأس العالم 1970 عندما سجل سبعة أهداف في ست مباريات.
أصغر اللاعبين تسجيلا للأهداف هو الإيرلندي الشمالي نورمان ويتسايد، حيث كان عمره 17 سنة و41 يوماً في مباراة منتخب بلاده ضد منتخب يوغوسلافيا في كأس العالم 1982. بينما يعتبر البرازيلي بيليه أصغر اللاعبين سناً تسجيلا للأهداف في نهائي كأس العالم، حيث كان عمره 17 سنة و249 يوماً في مباراة منتخب بلاده ضد منتخب السويد في نهائي كأس العالم 1958، يليه الفرنسي كيليان مبابي والذي سجل هدفاً في نهائي كأس العالم 2018 وكان عمره آنذاك 18 سنة و209 يوماً. أكبر اللاعبين سناً تسجيلا للأهداف، هو الكاميروني روجيه ميلا، الذي سجل هدفا في مباراة منتخب بلاده ضد منتخب روسيا في كأس العالم 1990، وكان عمره 42 سنة و39 يوما. بينما أكبر اللاعبين تسجيلا للأهداف في نهائي كأس العالم، هو السويدي نيلس ليدهولم، حيث سجل هدفا في مباراة منتخب بلاده ضد منتخب البرازيل في نهائي كأس العالم 1958، وكان عمره 35 سنة 263 يوما.
أسرع هدف في تاريخ كأس العالم أحرزه التركي هاكان شوكور بعد مرور 11 ثانية، في مباراة منتخب بلاده مع منتخب كوريا الجنوبية ضمن مباراة تحديد صاحب المركز الثالث في كأس العالم 2002. بينما أسرع هدف في نهائي كأس العالم سجله الهولندي يوهان نيسكينز بعد مرور 90 ثانية، في مباراة منتخب بلاده ضد منتخب ألمانيا لكرة القدم في نهائي كأس العالم 1974.
أكثر حراس المرمى الذين شاركوا في مباريات ولم يسجل في مرماهم أي هدف هما الإنجليزي بيتر شيلتون (1982 - 1990)، والفرنسي فابيان بارتيز (1998 - 2006)، بواقع 10 مباريات. بينما يمتلك الإيطالي فالتر زينغا الرقم القياسي في أكبر عدد من الدقائق التي لعبها حارس مرمى دون أن يسجّل في مرماه هدف، بواقع 517 دقيقة في كأس العالم 1990. أقل حراس المرمى الذين فازوا في البطولة ودخلت أهداف في مرماهم هم الفرنسي فابيان بارتيز في كأس العالم 1998، والإيطالي جانلويجي بوفون في كأس العالم 2006 بعدما أنقذ 40 هجمة على مرماه، والإسباني ايكر كاسياس في كأس العالم 2010، حيت لم يدخل مرماهم سوى هدفين فقط.
أسرع لاعب تم طرده في كأس العالم هو خوسيه باتيستا من منتخب أوروغواي لكرة القدم في كأس العالم 1986 بعد 56 ثانية فقط. بينما يتشارك كل من الفرنسي زين الدين زيدان والبرازيلي كافو في أنهما أكثر اللاعبين حصولاً على بطاقات في كأس العالم، حيث حصل زين الدين زيدان على (6 بطاقات، 1998 - 2006)، بينما حصل كافو (6 بطاقات، 1994 - 2006). أكثر اللاعبين حصولاً على بطاقات حمراء هما وزين الدين زيدان من منتخب فرنسا لكرة القدم، وريغوبرت سونغ من منتخب الكاميرون لكرة القدم، حيث حصلا على كرتين أحمرين. في جهة أخرى فإن الكاميروني ريغوبرت سونغ هو أصغر لاعب حصل على بطاقة حمراء في تاريخ كأس العالم حيث كان يبلغ من العمر 17 عاماً.
خلال الإحدى العشرين بطولة سابقة من بطولات كأس العالم، فاز باللقب 422 لاعباً. أكثر اللاعبين فوزاً بلقب كأس العالم هو البرازيلي بيليه والذي فاز بها 3 مرات أعوام (1958 و1962 و1970)، بينما هناك 20 لاعباً فازوا باللقب لمرتين. كذلك يعتبر البرازيلي بيليه أصغر اللاعبين تحقيقاً لكأس العالم عندما حقق كأس العالم 1958، وكان عمره 17 سنة و249 يوما. بينما يعتبر الإيطالي دينو زوف أكبر اللاعبين تحقيقاً لكأس العالم حيث كان عمره 40 سنة في كأس العالم 1982.
لم يسبق وأن فاز قائد المنتخب بلقبي كأس العالم. فالإيطالي جوسيبي مياتزا في عام 1938، والبرازيليين أمثال بليني في عام 1958، وماورو راموس في عام 1962 وكافو في عام 2002، بالإضافة إلى الأرجنتيني دانييل باساريلا في عام 1978، فازوا باللقب لمرتين، مرة بصفتهم قادة الفريق، ولكن في المرة الأخرى فازوا بصفتهم لاعبو المنتخب. يذكر أن الأرجنتيني دييغو مارادونا في عام 1986 و1990، بالإضافة إلى البرازيلي دونغا في 1994 و1998، كانوا قادة لمنتخباتهم في المباراة النهائية، لكن كلا اللاعبين خسرا إحدى النهائيات التي خاضوها، فخسر دييغو مارادونا نهائي 1990 ضد الألمان، بينما خسر دونغا نهائي 1998 أمام الفرنسيين. ولمن يكن كارل-هاينتس رومنيغه قائد المنتخب الألماني في 1982 و1986 في حال أفضل من سابقيه، فقد خسر النهائي الأول في نهائي 1982 أمام الطليان، وخسر كذلك نهائي 1986 أمام الأرجنتين. البرازيليان بيليه وفافا هما اللاعبان الوحيدان اللذان سجلا في مباراتين نهائيتين وفازا باللقب، حيث سجل فافا في نهائي 1958 ونهائي 1966، بينما سجل بيليه في نهائي 1958 ونهائي 1970. كذلك استطاع الألماني بول بريتنر من التسجيل في نهائي 1974 ونهائي 1982، واستطاع الفرنسي زين الدين زيدان كذلك من التسجيل في نهائي 1998 ونهائي 2006، لكنهم فازا فقط في مباراة نهائية واحدة وخسرا المباراة النهائية الثانية.
اللاعبون الوحيدون الذين شاركوا في 5 نهائيات هما الأرجنتيني ليونيل ميسي (2006–2022) والألماني لوثار ماثيوس (1982–1998) والمكسيكي أنتونيو كارباخال (1950–1966)، والبرتغالي كريستيانو رونالدو (2006–2022) ويعتبر الأرجنتيني ليونيل ميسي أكثر اللاعبين خوضاً للمباريات بواقع 26 لقاءً. من جهة أخرى يعتبر البرازيلي كافو اللاعب الوحيد الذي خاض 3 نهائيات، ففاز باللقب في 1994، وحل وصيفاً في 1998، وفاز باللقب مرة أخرى 2002. يعتبر اللاعب لويس مونتي الوحيد الذي خاض نهائيي كأس عالم لبلدين مختلفين. فخسر أول نهائي مع منتخب الأرجنتين في عام نهائي 1930، وفاز بالنهائي الثاني مع منتخب إيطاليا في نهائي 1934. أول اخوين شاركا في النهائيات، هما الفرنسيان لوسيان لوران وجان لوران عندما خاضا المباراة الافتتاحية في النسخة الأولى عام 1930 ضد منتخب المكسيك. من جهة أخرى، استطاع الأخوان الألمانيان فريتز فالتر واوتمار فالتر الفوز بكأس العالم 1954، والأخوان الإنجليزيان بوبي تشارلتون وجاك تشارلتون الفوز بكأس العالم 1966. يذكر أن الألماني ميروسلاف كلوزه هو اللاعب الوحيد الذي حصل على أربع ميداليات متتالية في نهائيات كأس العالم. حيث فاز بالمركز الأول في كأس العالم 2014، وحل وصيفاً في كأس العالم 2002، وحصل ثالثاً مرتين في كأس العالم 2006 وكأس العالم 2010.

### المدربون
خلال العشرين نسخة ماضية من بطولات كأس العالم، فاز 19 مدربًا مختلفًا باللقب. ويعتبر الإيطالي فيتوريو بوتسو الأكثر نجاحاً بتاريخ البطولة، فهو الوحيد الذي فاز بلقبين متاليين في 1934 و1938 مع منتخب إيطاليا. بينما يعتبر البرازيلي ماريو زاغالو هو الأنجح على الإطلاق بعد فوزه بلقب البطولة 4 مرات، مرتين كلاعب مع منتخب البرازيل في عامي 1958 و1962 وكمدرب لهم في عام 1970، وكمساعد مدرب في 1994. ولا يشارك أحدٌ ماريو زاغالو الرقم إلا الألماني فرانز بيكنباور الذي حقق لقب البطولة مرتين، الأولى كلاعب في عام 1974 والثانية كمدرب في 1990، وكذلك الفرنسي ديدييه ديشامب الذي حقق لقب البطولة مرتين، الأولى كلاعب في عام 1998 والثانية كمدرب في 2018. يعتبر الألماني هيلموت شون أكثر المدربين مشاركة في كأس العالم، حيث قاد منتخب ألمانيا لكرة القدم بين عامي 1966 و1978، وهو أيضاً أكثر المدربين فوزاً بواقع 16 انتصاراً. أما بالنسبة للانتصارات المتتالية فهو من نصيب البرازيلي لويس فيليب سكولاري، حيث فاز في 11 مباراة متتالية مع منتخبي البرازيل في 2002 والبرتغال 2006.
أيضاً هنالك 4 مدربين فازوا باللقب مرة، وحققوا المركز الثاني وهم؛ الألماني هيلموت شون (فاز باللقب في 1974، وحل وصيفاً في 1966) والألماني الآخر فرانز بيكنباور (فاز باللقب في 1990، وحل وصيفاً في 1986)، والأرجنتيني كارلوس بيلاردو (فاز باللقب في 1986، وحل وصيفاً في 1990) وآخرهم البرازيلي ماريو زاغالو (فاز باللقب في 1970، وحل وصيفاً في 1998). أما أكثر المدربين مشاركة فهو البرازيلي كارلوس ألبرتو بيريرا الذي درب ستة منتخبات هم منتخب الكويت في عام 1982، منتخب الإمارات في عام 1990، وفاز باللقب مع منتخب البرازيل في عام 1994، منتخب السعودية في عام 1998، ومنتخب البرازيل في عام 2006 ومنتخب جنوب إفريقيا في عام 2010. يليه بورا ميليتونوفتش والذي درب خمسة منتخبات هم: منتخب المكسيك في عام 1986 ومنتخب كوستاريكا في عام 1990 ومنتخب أمريكا في عام 1994 ومنتخب نيجيريا في عام 1998، ومنتخب الصين في عام 2002. بينما أصغر مدرب شارك في كأس العالم هو الأرجنتيني خوان خوسيه تراموتولا مدرب منتخب الأرجنتين في كأس العالم 1930، حيث كان عمره 27 سنة و267 يوم. بينما أكبرهم هو الألماني أوتو ريهاجل مدرب منتخب اليونان في كأس العالم 2002، حيث كان عمره 71 سنة و317 يوم.

## السجل

### المراكز الأربعة
| 1930 | الأوروغواي                                                                         | · الأوروغواي      | 4–2                   | · الأرجنتين       | · الولايات المتحدة | لم تلعب     | · يوغوسلافيا       |
| 1934 | إيطاليا                                                                            | إيطاليا           | 2–1 (ب.و.إ.)          | · تشيكوسلوفاكيا   | · ألمانيا          | 3–2         | · النمسا           |
| 1938 | فرنسا                                                                              | إيطاليا           | 4–2                   | · المجر           | · البرازيل         | 4–2         | · السويد           |
| 1950 | البرازيل                                                                           | · الأوروغواي      | 2–1                   | · البرازيل        | · السويد           | 3–1         | · إسبانيا          |
| 1954 | سويسرا                                                                             | · ألمانيا الغربية | 3–2                   | المجر             | · النمسا           | 3–1         | · الأوروغواي       |
| 1958 | السويد                                                                             | · البرازيل        | 5–2                   | · السويد          | · فرنسا            | 6–3         | · ألمانيا الغربية  |
| 1962 | تشيلي                                                                              | · البرازيل        | 3–1                   | · تشيكوسلوفاكيا   | · تشيلي            | 1–0         | · يوغوسلافيا       |
| 1966 | إنجلترا                                                                            | · إنجلترا         | 4–2 (ب.و.إ.)          | · ألمانيا الغربية | · البرتغال         | 2–1         | · الاتحاد السوفيتي |
| 1970 | المكسيك                                                                            | · البرازيل        | 4–1                   | · إيطاليا         | · ألمانيا الغربية  | 1–0         | · الأوروغواي       |
| 1974 | ألمانيا                                                                            | · ألمانيا الغربية | 2–1                   | · هولندا          | · بولندا           | 1–0         | · البرازيل         |
| 1978 | الأرجنتين                                                                          | · الأرجنتين       | 3–1 (ب.و.إ.)          | · هولندا          | · البرازيل         | 2–1         | · إيطاليا          |
| 1982 | إسبانيا                                                                            | · إيطاليا         | 3–1                   | · ألمانيا الغربية | · بولندا           | 3–2         | · فرنسا            |
| 1986 | المكسيك                                                                            | · الأرجنتين       | 3–2                   | · ألمانيا الغربية | · فرنسا            | 4–2(ب.و.إ.) | · بلجيكا           |
| 1990 | إيطاليا                                                                            | · ألمانيا الغربية | 1–0                   | · الأرجنتين       | · إيطاليا          | 2–1         | · إنجلترا          |
| 1994 | الولايات المتحدة                                                                   | · البرازيل        | 0–0 (ب.و.إ.) (3–2 ج.) | · إيطاليا         | · السويد           | 4–0         | · بلغاريا          |
| 1998 | فرنسا                                                                              | · فرنسا           | 3–0                   | · البرازيل        | · كرواتيا          | 2–1         | · هولندا           |
| 2002 | كوريا الجنوبية · اليابان                                                           | · البرازيل        | 2–0                   | · ألمانيا         | · تركيا            | 3–2         | · كوريا الجنوبية   |
| 2006 | ألمانيا                                                                            | · إيطاليا         | 1–1 (ب.و.إ.)(5–3 ج.)  | · فرنسا           | · ألمانيا          | 3–1         | · البرتغال         |
| 2010 | جنوب أفريقيا                                                                       | · إسبانيا         | 1–0 (ب.و.إ.)          | · هولندا          | · ألمانيا          | 3–2         | · الأوروغواي       |
| 2014 | البرازيل                                                                           | · ألمانيا         | 1–0 (ب.و.إ.)          | · الأرجنتين       | · هولندا           | 3–0         | · البرازيل         |
| 2018 | روسيا                                                                              | · فرنسا           | 4–2                   | · كرواتيا         | · بلجيكا           | 2–0         | · إنجلترا          |
| 2022 | قطر                                                                                | · الأرجنتين       | 3–3 (ب.و.إ.) (4–2 ج.) | · فرنسا           | · كرواتيا          | 2–1         | · المغرب           |
| 2026 | كندا المكسيك الولايات المتحدة                                                      |                   |                       |                   |                    |             |                    |
| 2030 | البرتغال إسبانيا المغرب مستضفين المباريات الإفتتاحية الأوروغواي الأرجنتين باراغواي |                   |                       |                   |                    |             |                    |

### سجل الأبطال
- الترتيب حسب:  1) عدد مرات الحصول على الكأس أو المركز     2) عدد مرات الحصول على مراكز أخرى     3) الأسبقية في التاريخ

| المنتخب           | البطل                            | الوصيف                     | الثالث                      | الرابع               |
| ----------------- | -------------------------------- | -------------------------- | --------------------------- | -------------------- |
| البرازيل          | 5 (1958، 1962، 1970، 1994، 2002) | 2 (1950*، 1998)            | 2 (1938، 1978)              | 2 (1974، 2014*)      |
| ألمانيا^          | 4 (1954، 1974*، 1990، 2014)      | 4 (1966، 1982، 1986، 2002) | 4 (1934، 1970، 2006*، 2010) | 1 (1958)             |
| إيطاليا           | 4 (1934*، 1938، 1982، 2006)      | 2 (1970، 1994)             | 1 (1990*)                   | 1 (1978)             |
| الأرجنتين         | 3 (1978*، 1986، 2022)            | 3 (1930، 1990، 2014)       | —                           | —                    |
| فرنسا             | 2 (1998*، 2018)                  | 2 (2006، 2022)             | 2 (1958، 1986)              | 1 (1982)             |
| الأوروغواي        | 2 (1930*، 1950)                  | —                          | —                           | 3 (1954، 1970، 2010) |
| إنجلترا           | 1 (1966*)                        | —                          | —                           | 2 (1990، 2018)       |
| إسبانيا           | 1 (2010)                         | —                          | —                           | 1 (1950)             |
| هولندا            | —                                | 3 (1974، 1978، 2010)       | 1 (2014)                    | 1 (1998)             |
| تشيكوسلوفاكيا#    | —                                | 2 (1934، 1962)             | —                           | —                    |
| المجر             | —                                | 2 (1938، 1954)             | —                           | —                    |
| السويد            | —                                | 1 (1958*)                  | 2 (1950، 1994)              | 1 (1938)             |
| كرواتيا           | —                                | 1 (2018)                   | 2 (1998، 2022)              | —                    |
| بولندا            | —                                | —                          | 2 (1974، 1982)              | —                    |
| النمسا            | —                                | —                          | 1 (1954)                    | 1 (1934)             |
| البرتغال          | —                                | —                          | 1 (1966)                    | 1 (2006)             |
| بلجيكا            | —                                | —                          | 1 (2018)                    | 1 (1986)             |
| الولايات المتحدة  | —                                | —                          | 1 (1930)                    | —                    |
| تشيلي             | —                                | —                          | 1 (1962*)                   | —                    |
| تركيا             | —                                | —                          | 1 (2002)                    | —                    |
| يوغوسلافيا#       | —                                | —                          | —                           | 2 (1930، 1962)       |
| الاتحاد السوفيتي# | —                                | —                          | —                           | 1 (1966)             |
| بلغاريا           | —                                | —                          | —                           | 1 (1994)             |
| كوريا الجنوبية    | —                                | —                          | —                           | 1 (2002*)            |
| المغرب            | —                                | —                          | —                           | 1 (2022)             |

* = المستضيف
^ = تحتوى على بطولات ألمانيا الغربية في الفترة ما بين 1954 و 1990
# = دول تفككت لدويلات

## ملخص البطولات

### الفائزون
| النسخة | ترتيب | البطل               | الوصيف          | الثالث           | الرابع           | الهداف                                                                                            | المستضيف                          | القائد              | المدرب               |
| ------ | ----- | ------------------- | --------------- | ---------------- | ---------------- | ------------------------------------------------------------------------------------------------- | --------------------------------- | ------------------- | -------------------- |
| 1930   | 1     | الأوروغواي          | الأرجنتين       | الولايات المتحدة | يوغوسلافيا       | غييرمو ستابيلي (8)                                                                                | أوروغواي                          | خوسيه ناسازي        | ألبيرتو سوبيتشي      |
| 1934   | 2     | إيطاليا             | تشيكوسلوفاكيا   | ألمانيا          | النمسا           | أولدريتش نييدلي (5)                                                                               | إيطاليا                           | جانبييرو كومبي      | فيتوريو بوتسو        |
| 1938   | 3     | إيطاليا (2)         | المجر           | البرازيل         | السويد           | ليونيداس (7)                                                                                      | فرنسا                             | جوسيبي مياتزا       | فيتوريو بوتسو        |
| 1950   | 4     | الأوروغواي (2)      | البرازيل        | السويد           | إسبانيا          | ألديمير (9)                                                                                       | البرازيل                          | أوبدوليو فاريلا     | خوان لوبيز           |
| 1954   | 5     | ألمانيا الغربية     | المجر           | النمسا           | الأوروغواي       | ساندور كوتشيس (11)                                                                                | سويسرا                            | فريتز فالتر         | سيب هيربرجر          |
| 1958   | 6     | البرازيل            | السويد          | فرنسا            | ألمانيا الغربية  | جوست فونتين (13)                                                                                  | السويد                            | بليني               | فيسنتي فيولا         |
| 1962   | 7     | البرازيل (2)        | تشيكوسلوفاكيا   | تشيلي            | يوغوسلافيا       | غارينشيا (4) فافا (4) ليونيل سانشيز (4) فلوريان ألبرت (4) درازين يركوفيتش (4) فالنتين إيفانوف (4) | تشيلي                             | ماورو راموس         | أيموري موريرا        |
| 1966   | 8     | إنجلترا             | ألمانيا الغربية | البرتغال         | الاتحاد السوفيتي | أوزيبيو (9)                                                                                       | إنجلترا                           | بوبي مور            | ألف رامسي            |
| 1970   | 9     | البرازيل (3)        | إيطاليا         | ألمانيا الغربية  | الأوروغواي       | جيرد مولر (10)                                                                                    | المكسيك                           | كارلوس ألبرتو توريس | ماريو زاغالو         |
| 1974   | 10    | ألمانيا الغربية (2) | هولندا          | بولندا           | البرازيل         | غجيغوج لاتو (7)                                                                                   | ألمانيا الغربية                   | فرانتس بكنباور      | هيلموت شون           |
| 1978   | 11    | الأرجنتين           | هولندا          | البرازيل         | إيطاليا          | ماريو كيمبس (6)                                                                                   | الأرجنتين                         | دانييل باساريلا     | مينوتي               |
| 1982   | 12    | إيطاليا (3)         | ألمانيا الغربية | بولندا           | فرنسا            | باولو روسي (6)                                                                                    | إسبانيا                           | دينو زوف            | إنزو بيرزوت          |
| 1986   | 13    | الأرجنتين (2)       | ألمانيا الغربية | فرنسا            | بلجيكا           | غاري لينيكر (6)                                                                                   | المكسيك (2)                       | دييغو مارادونا      | كارلوس بيلاردو       |
| 1990   | 14    | ألمانيا الغربية (3) | الأرجنتين       | إيطاليا          | إنجلترا          | سكيلاتشي (6)                                                                                      | إيطاليا (2)                       | لوثار ماثيوس        | فرانتس بكنباور       |
| 1994   | 15    | البرازيل (4)        | إيطاليا         | السويد           | بلغاريا          | ستويتشكوف (6) أوليغ سالينكو (6)                                                                   | الولايات المتحدة                  | دونغا               | كارلوس ألبرتو بيريرا |
| 1998   | 16    | فرنسا               | البرازيل        | كرواتيا          | هولندا           | دافور شوكر (6)                                                                                    | فرنسا (2)                         | ديدييه ديشامب       | إيمي جاكيه           |
| 2002   | 17    | البرازيل (5)        | ألمانيا         | تركيا            | كوريا الجنوبية   | رونالدو (8)                                                                                       | كوريا الجنوبية · اليابان          | كافو                | سكولاري              |
| 2006   | 18    | إيطاليا (4)         | فرنسا           | ألمانيا          | البرتغال         | ميروسلاف كلوزه (5)                                                                                | ألمانيا (2)                       | فابيو كانافارو      | مارتشيلو ليبي        |
| 2010   | 19    | إسبانيا             | هولندا          | ألمانيا          | الأوروغواي       | توماس مولر (5) دافيد فيا (5) ويسلي سنايدر (5) دييغو فورلان (5)                                    | جنوب أفريقيا                      | إيكر كاسياس         | فيسنتي ديل بوسكي     |
| 2014   | 20    | ألمانيا (4)         | الأرجنتين       | هولندا           | البرازيل         | خاميس رودريغيز (6)                                                                                | البرازيل (2)                      | فيليب لام           | يواخيم لوف           |
| 2018   | 21    | فرنسا (2)           | كرواتيا         | بلجيكا           | إنجلترا          | هاري كين (6)                                                                                      | روسيا                             | هوغو لوريس          | ديدييه ديشامب        |
| 2022   | 22    | الأرجنتين (3)       | فرنسا           | كرواتيا          | المغرب           | كيليان مبابي (8)                                                                                  | قطر                               | ليونيل ميسي         | ليونيل سكالوني       |
| 2026   | 23    |                     |                 |                  |                  |                                                                                                   | الولايات المتحدة · كندا · المكسيك |                     |                      |

### الإحصائيات
| نسخة البطولة | المدن المستضيفة | الملاعب المستضيفة | المنتخبات المشاركة | المواجهات | عدد الأهداف | هداف البطولة | معدل الأهداف | الحضور الجماهيري | معدل الحضور |
| ------------ | --------------- | ----------------- | ------------------ | --------- | ----------- | ------------ | ------------ | ---------------- | ----------- |
| 1930         | 8               | 8                 | 13                 | 18        | 70          | 8            | 3.89         | 590,549          | 32,808      |
| 1934         | 8               | 8                 | 16                 | 17        | 70          | 5            | 4.12         | 363,000          | 21,353      |
| 1938         | 10              | 10                | 15                 | 18        | 84          | 7            | 4.67         | 375,700          | 20,872      |
| 1950         | 6               | 6                 | 15                 | 22        | 88          | 9            | 4.00         | 1,045,246        | 47,511      |
| 1954         | 6               | 6                 | 16                 | 26        | 140         | 11           | 5.38         | 768,607          | 29,562      |
| 1958         | 12              | 12                | 16                 | 35        | 126         | 13           | 3.60         | 819,810          | 23,423      |
| 1962         | 4               | 4                 | 16                 | 32        | 89          | 4            | 2.78         | 893,172          | 27,912      |
| 1966         | 7               | 8                 | 16                 | 32        | 89          | 9            | 2.78         | 1,563,135        | 48,848      |
| 1970         | 5               | 5                 | 16                 | 32        | 95          | 10           | 2.97         | 1,603,975        | 50,124      |
| 1974         | 9               | 9                 | 16                 | 38        | 97          | 7            | 2.55         | 1,865,753        | 49,099      |
| 1978         | 5               | 6                 | 16                 | 38        | 102         | 6            | 2.68         | 1,545,791        | 40,679      |
| 1982         | 14              | 17                | 24                 | 52        | 146         | 6            | 2.81         | 2,109,723        | 40,572      |
| 1986         | 9               | 12                | 24                 | 52        | 132         | 6            | 2.54         | 2,394,031        | 46,039      |
| 1990         | 12              | 12                | 24                 | 52        | 115         | 6            | 2.21         | 2,516,215        | 48,389      |
| 1994         | 9               | 9                 | 24                 | 52        | 141         | 6            | 2.71         | 3,587,538        | 68,991      |
| 1998         | 10              | 10                | 32                 | 64        | 171         | 6            | 2.67         | 2,785,100        | 43,517      |
| 2002         | 20              | 20                | 32                 | 64        | 161         | 8            | 2.52         | 2,705,197        | 42,269      |
| 2006         | 12              | 12                | 32                 | 64        | 147         | 5            | 2.30         | 3,359,439        | 52,491      |
| 2010         | 9               | 10                | 32                 | 64        | 145         | 5            | 2.27         | 3,178,856        | 49,670      |
| 2014         | 12              | 12                | 32                 | 64        | 171         | 6            | 2.67         | 3,429,873        | 53,592      |
| 2018         | 12              | 12                | 32                 | 64        | 169         | 6            | 2.64         | 3,031,768        | 47,371      |
| المجموع      | 187             | 196               | 459                | 900       | 2548        | -            | 2.74         | 40,532,478       | 46,114      |

## الملاحظات والمراجع
الملاحظات
1. ↑  هذه الأرقام لا تشمل عدد المشاهدين في الصين. ففي الصين لوحدها، وصل عدد المشاهدين في 1998 إلى 40 مليار مشاهد، بينما في 2002 فقد وصل عدد المشاهدين إلى 42.6 مليار مشاهد، ووصل عدد المشاهدين  في 2006 وصل الرقم إلى 55 مليار مشاهد، و أكثر من 1.2 مليار مشاهد فقط في نهائي كأس العالم 2006.
2. ↑  لم تكن هناك مباراة تحديد المركز الثالث في كأس العالم 1930. حيث خسرت كل من الولايات المتحدة ويوغوسلافيا في الدور نصف النهائي. يعترف الفيفا حاليًا بالولايات المتحدة الأمريكية بصفته المنتخب صاحب المركز الثالث، ويوغوسلافيا المنتخب صاحب المركز الرابع، باستخدام السجلات الإجمالية للفرق المشاركة في كأس العالم 1930.[419]
3. ↑  لم تُلعب المباراة النهائية في 1950، فقد شهدت تلك البطولة تغييراً في نظام اللعب. فبعد دور المجموعات والذي شهد تأهل أبطال المجموعات الأربع، وضعت المنتخبات الأربع المتصدرة في مجموعة واحدة من 4 فرق، وتم لعب 8 مباريات فيما بينهم بنظام الدوري. في نهاية المطاف، احتلت الأوروغواي صدارة المجموعة وتوجت بلقب البطولة.
4. 1 2 3 4  المجموع يشمل مجموع الأرقام مع العلم بوجود تكرار في المدن للدولة التي استضافت أكثر من مرة وبالنسبة للفرق التي شاركت أكثر من مرة وهكذا

المراجع
1. ↑  "2006 FIFA World Cup broadcast wider, longer and farther than ever before". FIFA.com. الاتحاد الدولي لكرة القدم. 6 February 2007. مؤرشف من الأصل في 23 مارس 2015. اطلع عليه بتاريخ 11 أكتوبر 2009. نسخة محفوظة 23 مارس 2015 على موقع واي باك مشين.
2. ↑  "England National Football Team Match No. 1". England Football Online. مؤرشف من الأصل في 25 أكتوبر 2018. اطلع عليه بتاريخ 19 نوفمبر 2007. نسخة محفوظة 28 ديسمبر 2018 على موقع واي باك مشين.
3. ↑  "British PM backs return of Home Nations championship". Agence France-Presse. مؤرشف من الأصل في 30 يناير 2018. اطلع عليه بتاريخ 16 ديسمبر 2007. نسخة محفوظة 30 يناير 2018 على موقع واي باك مشين.
4. ↑  "History of FIFA – FIFA takes shape". FIFA.com. Fédération Internationale de Football Association. مؤرشف من الأصل في 9 نوفمبر 2012. اطلع عليه بتاريخ 19 نوفمبر 2007. نسخة محفوظة 9 نوفمبر 2012 على موقع واي باك مشين.
5. ↑  History of FIFA - Foundation - FIFA.com نسخة محفوظة 28 مارس 2015 على موقع واي باك مشين.
6. ↑  Sir Thomas Lipton Trophy, Sir Thomas Lipton Trophy نسخة محفوظة 03 مارس 2016 على موقع واي باك مشين.
7. ↑  "History of FIFA – More associations follow". FIFA.com. Fédération Internationale de Football Association. مؤرشف من الأصل في 9 نوفمبر 2012. اطلع عليه بتاريخ 19 نوفمبر 2007. نسخة محفوظة 9 نوفمبر 2012 على موقع واي باك مشين.
8. ↑  Reyes، Macario (18 October 1999). "VII. Olympiad Antwerp 1920 Football Tournament". rec.sport.soccer Statistics Foundation. مؤرشف من الأصل في 27 فبراير 2019. اطلع عليه بتاريخ 10 يونيو 2006. نسخة محفوظة 27 فبراير 2019 على موقع واي باك مشين.
9. ↑  60,000 SEE URUGUAY WIN IN SOCCER FINAL - Record Olympic Crowd Present as South Americans Beat Switzerland, 3 to 0. THOUSANDS TURNED AWAY Colombes Stadium Filled to Capacity an... نسخة محفوظة 2020-05-14 على موقع واي باك مشين.
10. ↑  "Uruguay 1930". fourfourtwo.com. مؤرشف من الأصل في 15 يوليو 2007. نسخة محفوظة 19 أغسطس 2007 على موقع واي باك مشين.
11. ↑  alraimedia.com: لماذا ... يعتبر جول ريميه «الاب الروحي» للمونديال؟ نسخة محفوظة 25 مارس 2020 على موقع واي باك مشين.
12. 1 2  alriyadh.com: جريدة الرياض : كأس العالم انطلقت بفكرة (جول ريميه) في العام 1930 نسخة محفوظة 03 مارس 2014 على موقع واي باك مشين.
13. ↑  FIFA.com: Classic Football History of FIFA - FIFA.com نسخة محفوظة 29 أبريل 2015 على موقع واي باك مشين.
14. ↑  history.com: 80 Years of World Cup Facts — History in the Headlines نسخة محفوظة 03 سبتمبر 2017 على موقع واي باك مشين.
15. ↑  حكاية كأس العالم .. ضحك .. ولعب.. وجد .. وسرقة: الرأى | حكاية كأس العالم .. ضحك .. ولعب.. وجد .. وسرقة نسخة محفوظة 14 يوليو 2017 على موقع واي باك مشين.
16. ↑  An Introduction: h2g2 - The Football World Cup - An Introduction نسخة محفوظة 20 ديسمبر 2016 على موقع واي باك مشين.
17. ↑  Hunt، Chris (2006). World Cup Stories: The History of the FIFA World Cup. Ware: Interact. صفحة 10. ISBN 978-0-9549819-2-1.
18. ↑  Molinaro، John F. "Lucien Laurent: The World Cup's First Goal Scorer". CBC Sports. Canadian Broadcasting Corporation. مؤرشف من الأصل في 24 يونيو 2006. اطلع عليه بتاريخ 07 مايو 2007. نسخة محفوظة 1 ديسمبر 2012 على موقع واي باك مشين.
19. ↑  "FIFA World Cup Origin" (PDF). FIFA.com. الاتحاد الدولي لكرة القدم. مؤرشف من الأصل (PDF) في 6 نوفمبر 2015. اطلع عليه بتاريخ 20 مايو 2007. نسخة محفوظة 6 نوفمبر 2015 على موقع واي باك مشين.
20. ↑  Goldblatt، David (2007). The Ball is Round: A Global History of Football. London: Penguin. صفحة 248. ISBN 978-0-14-101582-8.
21. ↑  "Francisco Varallo, 100 not out". FIFA.com. الاتحاد الدولي لكرة القدم. مؤرشف من الأصل في 8 نوفمبر 2012. اطلع عليه بتاريخ 25 يناير 2013. نسخة محفوظة 8 نوفمبر 2012 على موقع واي باك مشين.
22. ↑  Freddi, Complete Book of the World Cup 2006, p. 15
23. ↑  "History of FIFA - The first FIFA World Cup". FIFA. مؤرشف من الأصل في 9 نوفمبر 2012. اطلع عليه بتاريخ 01 ديسمبر 2009. نسخة محفوظة 9 نوفمبر 2012 على موقع واي باك مشين.
24. 1 2  Hunt, World Cup Stories, p. 23
25. ↑  نهائي كأس العالم 1934 نسخة محفوظة 21 أكتوبر 2014 على موقع واي باك مشين.
26. ↑  "History of the World Cup Final Draw" (PDF). مؤرشف من الأصل (PDF) في 12 ديسمبر 2018. اطلع عليه بتاريخ 26 مارس 2012. نسخة محفوظة 12 أبريل 2019 على موقع واي باك مشين.
27. ↑  أرشيف كأس العالم FIFA - FIFA.com نسخة محفوظة 22 نوفمبر 2014 على موقع واي باك مشين.
28. ↑  Jules Rimet Cup FIFAWorldCup.com نسخة محفوظة 20 مارس 2007 على موقع واي باك مشين. [وصلة مكسورة]
29. ↑  Planet World Cup - 1950 نسخة محفوظة 21 أغسطس 2017 على موقع واي باك مشين.
30. ↑  BBC - A Sporting Nation - Scotland and the 1950 World Cup نسخة محفوظة 07 أكتوبر 2016 على موقع واي باك مشين.
31. ↑  "Sambafoot.com: Maracanã, the largest stadium of the world". sambafoot.com. مؤرشف من الأصل في 13 مارس 2008. اطلع عليه بتاريخ 23 مارس 2007. نسخة محفوظة 13 مارس 2008 على موقع واي باك مشين.
32. ↑  "Futebol; the Brazilian way of life". مؤرشف من الأصل في 12 يناير 2016. اطلع عليه بتاريخ March 23, 2007. نسخة محفوظة 12 يناير 2016 على موقع واي باك مشين.
33. ↑  "Sambafoot.com: Maracanã, the largest stadium of the world". sambafoot.com. مؤرشف من الأصل في 13 مارس 2008. اطلع عليه بتاريخ March 23, 2007. نسخة محفوظة 13 مارس 2008 على موقع واي باك مشين.
34. ↑  Alex Bellos (29 March 2004). "Fateful Final: 1950 World Cup in Rio de Janeiro's Maracanã". Futebol: The Brazilian Way of Life. brazilmax.com. مؤرشف من الأصل في 18 أبريل 2016. اطلع عليه بتاريخ 20 مايو 2010. نسخة محفوظة 18 أبريل 2016 على موقع واي باك مشين.
35. ↑  Football's 20 Greatest Upsets, Soccerphile نسخة محفوظة 04 سبتمبر 2017 على موقع واي باك مشين.
36. ↑  nachrichten.ch - Geschichte des Wankdorf/Stade de Suisse - International, BSC Young Boys, Super League, Schweiz, Fussball, Sport نسخة محفوظة 08 يوليو 2017 على موقع واي باك مشين.
37. ↑  Wessel، Markus. نسخة محفوظة 3 مارس 2016 على موقع واي باك مشين.(باللغة الألمانية). ARD. مؤرشف من الأصل في 03 سبتمبر 2009. اطلع عليه بتاريخ 23 أغسطس 2009.
38. ↑  FIFA World Cup™ Archive - FIFA.com نسخة محفوظة 11 مايو 2015 على موقع واي باك مشين.
39. ↑  Video clip on YouTube نسخة محفوظة 13 ديسمبر 2016 على موقع واي باك مشين.
40. ↑  World Cup: 25 stunning moments ... No14: the Miracle of Bern | Football | The Guardian نسخة محفوظة 16 مارس 2018 على موقع واي باك مشين.
41. ↑  "FIFA World Cup: host announcement decision" (PDF). FIFA. 12 March 2009. مؤرشف من الأصل (PDF) في 5 يوليو 2018. اطلع عليه بتاريخ 02 أكتوبر 2011. نسخة محفوظة 17 يونيو 2019 على موقع واي باك مشين.
42. ↑  Norlin, pp.24–25
43. ↑  أرشيف كأس العالم FIFA - FIFA.com نسخة محفوظة 10 سبتمبر 2014 على موقع واي باك مشين.
44. ↑  ذكريات المونديال 1958: المراهق بيليه يمنح البرازيل لقبها الأول نسخة محفوظة 26 مايو 2019 على موقع واي باك مشين. "نسخة مؤرشفة". مؤرشف من الأصل في 2015-05-19. اطلع عليه بتاريخ 2021-07-15.{{استشهاد ويب}}:  صيانة الاستشهاد: BOT: original URL status unknown (link)
45. ↑  Video: Britain Mourns. Soccer Champs Die In Plane Crash, 1958/02/10 (1958). Universal Newsreel. 1958. مؤرشف من الأصل في 2017-03-12. اطلع عليه بتاريخ 2012-02-20.
46. ↑  (Swedish) - Page about the old stadium Råsunda Idrottsplats
47. ↑  "We care about Football" (PDF). مؤرشف من الأصل (PDF) في 2018-10-03.
48. ↑  "World Cup 1958: Final". Planetworldcup.com. مؤرشف من الأصل في 23 أكتوبر 2018. اطلع عليه بتاريخ 23 مايو 2010. نسخة محفوظة 4 سبتمبر 2018 على موقع واي باك مشين.
49. ↑  "Diego Maradona goal voted the FIFA World Cup Goal of the Century". FIFA.com. الاتحاد الدولي لكرة القدم. 30 May 2002. مؤرشف من الأصل في 14 مايو 2015. اطلع عليه بتاريخ 08 مايو 2011. نسخة محفوظة 14 مايو 2015 على موقع واي باك مشين.
50. ↑  FIFA World Cup 1962 - Historical Football Kits نسخة محفوظة 05 سبتمبر 2017 على موقع واي باك مشين.
51. ↑  ذكريات المونديال 1962: لقب ثاني للبرازيل نسخة محفوظة 26 مايو 2019 على موقع واي باك مشين. "نسخة مؤرشفة". مؤرشف من الأصل في 2015-05-19. اطلع عليه بتاريخ 2021-07-15.{{استشهاد ويب}}:  صيانة الاستشهاد: BOT: original URL status unknown (link)
52. ↑  Murray، Scott (6 November 2003). "The Knowledge (November 6, 2003)". Guardian Online (UK). London. مؤرشف من الأصل في 29 أغسطس 2008. اطلع عليه بتاريخ 26 يونيو 2006. نسخة محفوظة 29 أغسطس 2008 على موقع واي باك مشين.
53. ↑  FIFA.com – Ken Aston – the inventor of yellow and red cards
54. ↑  The Memory of the 1962 World Cup and the 'Battle of Santiago&#039 نسخة محفوظة 26 مارس 2016 على موقع واي باك مشين.
55. ↑  أرشيف كأس العالم FIFA - FIFA.com نسخة محفوظة 10 سبتمبر 2014 على موقع واي باك مشين.
56. ↑  تاريخ كأس العالم مع جول.كوم: تشيلي 1962 - Goal.com نسخة محفوظة 3 يونيو 2010 على موقع واي باك مشين.
57. ↑  World Cup 1962 finals نسخة محفوظة 23 أغسطس 2017 على موقع واي باك مشين.
58. ↑  Planet World Cup - 1962 - Final نسخة محفوظة 21 أغسطس 2017 على موقع واي باك مشين.
59. ↑  "History of the World Cup Final Draw" (PDF). مؤرشف (PDF) من الأصل في 14 June 2010. اطلع عليه بتاريخ 03 يونيو 2010. نسخة محفوظة 12 أبريل 2019 على موقع واي باك مشين.
60. ↑  Atherton, Martin [2008]The Theft of the Jules Rimet Trophy: The Hidden History of the 1966 World Cup. Meyer & Meyer Verlag. p.93, Retrieved 15 September 2010 from 'The Theft of the Jules Rimet Trophy', via Google Books نسخة محفوظة 03 يونيو 2016 على موقع واي باك مشين.
61. ↑   [وصلة مكسورة] نسخة محفوظة 29 يوليو 2015 على موقع واي باك مشين.
62. ↑  The story of Pickles the dog and the stolen trophy | Football | The Guardian نسخة محفوظة 07 أكتوبر 2017 على موقع واي باك مشين.
63. ↑  Dog who saved the World Cup for England - CNN.com نسخة محفوظة 15 مارس 2018 على موقع واي باك مشين.
64. ↑  BBC ON THIS DAY | 20 | 1966: Football's World Cup stolen نسخة محفوظة 17 يوليو 2017 على موقع واي باك مشين.
65. ↑  "1966 FIFA World Cup England". www.fifa.com. مؤرشف من الأصل في 4 ديسمبر 2013. اطلع عليه بتاريخ 30 يوليو 2013. نسخة محفوظة 4 ديسمبر 2013 على موقع واي باك مشين.
66. ↑  أرشيف كأس العالم FIFA - FIFA.com نسخة محفوظة 10 سبتمبر 2014 على موقع واي باك مشين.
67. ↑  "Alf Ramsey – England's Anonymous Hero". FIFA.com. الاتحاد الدولي لكرة القدم. مؤرشف من الأصل في 6 يوليو 2015. اطلع عليه بتاريخ 28 يناير 2013. نسخة محفوظة 6 يوليو 2015 على موقع واي باك مشين.
68. 1 2  Reid، Ian؛ Zisserman، Andrew (1996). المحررون: Cipolla، R.؛ Buxton، B. "Goal-directed Video Metrology"(PDF). Proceedings of the 4th European Conference on Computer Vision  [لغات أخرى]‏. نيويورك: سبرنجر. II: 647–658. مذكرات محاضرة في علم الحاسوب  [لغات أخرى]‏ 1065. من الأصل في 19 May 2012. اطلع عليه بتاريخ 19 مايو 2012. نسخة محفوظة 2022-06-23 على موقع واي باك مشين.
69. 1 2  "Youtube Video of the 1966 Wembley Goal, filmed from another angle". مؤرشف من الأصل في 6 أبريل 2019. اطلع عليه بتاريخ 13 يونيو 2011. نسخة محفوظة 12 يوليو 2019 على موقع واي باك مشين.
70. ↑  أرشيف كأس العالم FIFA - FIFA.com نسخة محفوظة 10 سبتمبر 2014 على موقع واي باك مشين.
71. 1 2  "Host Announcement Decision" (PDF). الاتحاد الدولي لكرة القدم. 2 December 2010. مؤرشف من الأصل (PDF) في 25 مايو 2017. نسخة محفوظة 12 أبريل 2019 على موقع واي باك مشين.
72. ↑  "تاريخ كأس العالم .. المكسيك 1970: الحرب الكروية وكأس العالم بالألوان / سبورتانا / esportana". مؤرشف من الأصل في 2014-07-18. اطلع عليه بتاريخ 2019-12-30.
73. 1 2 3  "World Cup: Milestones, facts & figures" (PDF). الاتحاد الدولي لكرة القدم. 13 March 2013. مؤرشف من الأصل (PDF) في 21 مايو 2013. نسخة محفوظة 16 يوليو 2014 على موقع واي باك مشين.
74. 1 2 3  "Ken Aston – the inventor of yellow and red cards". الاتحاد الدولي لكرة القدم. 15 January 2002. مؤرشف من الأصل في 30 أبريل 2015. نسخة محفوظة 30 أبريل 2015 على موقع واي باك مشين.
75. ↑  نسخة محفوظة 6 أكتوبر 2013 على موقع واي باك مشين.. إي إس بي إن. 10 November 2009. مؤرشف من الأصل في 11 يوليو 2013. اطلع عليه بتاريخ 07 يوليو 2013.
76. ↑  "Castrol index tournament legends". Castrol Performance Index. مؤرشف من الأصل في 2013-07-11. اطلع عليه بتاريخ 07 يوليو 2013. نسخة محفوظة 12 يناير 2014 على موقع واي باك مشين.
77. ↑  "Perfect farewell to Pelé's last appearance in a World Cup". Brasil 2014: World Cup Portal. من الأصل في 2013-07-11. اطلع عليه بتاريخ 07 يوليو 2013. [وصلة مكسورة] نسخة محفوظة 2019-12-23 على موقع واي باك مشين.
78. ↑  "World Championship - Jules Rimet 1970 Cup Technical study" (PDF). الاتحاد الدولي لكرة القدم. مؤرشف من الأصل (PDF) في 4 مارس 2016. نسخة محفوظة 14 يوليو 2019 على موقع واي باك مشين.
79. ↑  Dunmore، Tom (2011). Historical Dictionary of Soccer. Scarecrow Press. صفحة 13.
80. ↑  "1970 FIFA World Cup Mexico". الاتحاد الدولي لكرة القدم. مؤرشف من الأصل في 13 سبتمبر 2008. نسخة محفوظة 10 ديسمبر 2013 على موقع واي باك مشين.
81. ↑  "40 years since first World Cup in colour". TVlicensing.co.uk. مؤرشف من الأصل في 16 أغسطس 2018. نسخة محفوظة 14 أغسطس 2018 على موقع واي باك مشين.
82. ↑  "The Story of the 1970 World Cup". بي بي سي. 12 May 2010. مؤرشف من الأصل في 17 أكتوبر 2018. نسخة محفوظة 22 نوفمبر 2018 على موقع واي باك مشين.
83. ↑  "The Boys from Brazil: On the trail of football's dream team". ذي إندبندنت. 10 April 2010. مؤرشف من الأصل في 2 أبريل 2019. نسخة محفوظة 8 يونيو 2019 على موقع واي باك مشين.
84. ↑  "Brazil's 1970 winning team voted best of all time". رويترز. 9 July 2007. مؤرشف من الأصل في 24 سبتمبر 2015. نسخة محفوظة 24 سبتمبر 2015 على موقع واي باك مشين.
85. ↑  "The 10 Greatest Football teams of all time". ديلي ميل. 1 May 2009. مؤرشف من الأصل في 3 أغسطس 2018. نسخة محفوظة 3 أغسطس 2018 على موقع واي باك مشين.
86. ↑  Dietrich Schulze-Marmeling: Die Geschichte der FIFA-Fußballweltmeisterschaft aus Das Parlament, Nr. 19 vom 8. Mai 2006 [وصلة مكسورة] نسخة محفوظة 10 فبراير 2009 على موقع واي باك مشين.
87. ↑  Karl Adolf Scherer: Die Deutschen in einer Gruppe: Die Auslosung am 5. Januar 1974 aus Fußballweltmeisterschaft 1974, S. 114 ff.
88. ↑  مونديال ألمانيا 1974.. كأس العالم في ثوب جديد | الوفد نسخة محفوظة 9 مارس 2016 على موقع واي باك مشين.
89. ↑  "FIFA.com - 1974 FIFA World Cup Germany ™" [en]. مؤرشف من الأصل في 2013-12-04. اطلع عليه بتاريخ 2019-12-30.
90. ↑  "World Cup history - West Germany 1974". BBC Sport. British Broadcasting Corporation. 4 May 2006. مؤرشف من الأصل في 16 مايو 2019. اطلع عليه بتاريخ 27 يوليو 2012. نسخة محفوظة 16 مايو 2019 على موقع واي باك مشين.
91. ↑  تاريخ كأس العالم مع جول.كوم: ألمانيا الغربية 1974 - Goal.com نسخة محفوظة 16 أغسطس 2018 على موقع واي باك مشين.
92. ↑  Winner، David (21 يونيو 2008). "But Was This The Beautiful Game's Ugliest Moment?". Financial Times. مؤرشف من الأصل في 2010-06-11. اطلع عليه بتاريخ 2014-06-15. {{استشهاد ويب}}: استعمال الخط المائل أو الغليظ غير مسموح: |ناشر= (مساعدة)
93. ↑  "Amazing facts: June 8: Daily trivia about FIFA World Cup / Allsports" en. مؤرشف من الأصل في 2014-07-14. اطلع عليه بتاريخ 2019-12-30. {{استشهاد ويب}}: الوسيط غير صالح |script-title=: بادئة مفقودة (مساعدة)
94. ↑  Disallowed goal for Brazil v. Sweden, World Cup 1978, : WorldCup365.com website. نسخة محفوظة 28 يونيو 2008 على موقع واي باك مشين.
95. ↑  "2 goal Kempes sinks the Dutch". Glasgow Herald (Page 23). 26 يونيو 1978. مؤرشف من الأصل في 2015-10-24. اطلع عليه بتاريخ 2014-04-30.
96. ↑  "Where are they now: Argentina 1978". Goal.com. 9 فبراير 2009. مؤرشف من الأصل في 2018-06-17. اطلع عليه بتاريخ 2014-04-30.
97. ↑  "The story of the 1978 World Cup". BBC Sport. 18 مايو 2010. مؤرشف من الأصل في 2014-07-26. اطلع عليه بتاريخ 2014-04-30.
98. ↑  أرشيف كأس العالم FIFA - FIFA.com نسخة محفوظة 31 ديسمبر 2014 على موقع واي باك مشين.
99. ↑  ذكريات المونديال 1982: إيطاليا تثبت أن الدفاع خير وسيلة للهجوم نسخة محفوظة 26 مايو 2019 على موقع واي باك مشين. "نسخة مؤرشفة". مؤرشف من الأصل في 2015-05-19. اطلع عليه بتاريخ 2021-07-15.{{استشهاد ويب}}:  صيانة الاستشهاد: BOT: original URL status unknown (link)
100. ↑  مونديال إسبانيا 1982 .. إيطاليا تسقط الجميع | الوفد نسخة محفوظة 23 مارس 2016 على موقع واي باك مشين.
101. ↑  كاس العالم 1982 - Goal.com نسخة محفوظة 25 يوليو 2018 على موقع واي باك مشين.
102. ↑  "Germany vs Austria 1982 world cup tells". Fifa.com. مؤرشف من الأصل في 9 أكتوبر 2014. اطلع عليه بتاريخ 13 يونيو 2014. نسخة محفوظة 9 أكتوبر 2014 على موقع واي باك مشين.
103. ↑  "الجزائر -ألمانيا 1982 (2-1)". مؤرشف من الأصل في 9 يونيو 2017. اطلع عليه بتاريخ أغسطس 2020. {{استشهاد ويب}}: تحقق من التاريخ في: |تاريخ الوصول= (مساعدة)
104. ↑  "Algeria vs Chile 1982 world cup tells". Fifa.com. مؤرشف من الأصل في 20 ديسمبر 2014. اطلع عليه بتاريخ 13 يونيو 2014. نسخة محفوظة 20 ديسمبر 2014 على موقع واي باك مشين.
105. ↑  "Germany vs Austria 1982 world cup tells". Fifa.com. مؤرشف من الأصل في 21 نوفمبر 2013. اطلع عليه بتاريخ 13 يونيو 2014. نسخة محفوظة 21 نوفمبر 2013 على موقع واي باك مشين.
106. ↑  "World Cup Tales: The Shame Of Gijon, 1982". London: twohundredpercent. 9 May 2010. مؤرشف من الأصل في 19 سبتمبر 2015. اطلع عليه بتاريخ 30 ديسمبر 2010. نسخة محفوظة 19 سبتمبر 2015 على موقع واي باك مشين.
107. ↑  Doyle، Paul (13 June 2010). "The day in 1982 when the world wept for Algeria". London: The Guardian. مؤرشف من الأصل في 25 يناير 2013. اطلع عليه بتاريخ 30 ديسمبر 2011. نسخة محفوظة 25 يناير 2013 على موقع واي باك مشين.
108. ↑  "Austria shirt/kits World Cup 1978 and 1982". switchimageproject.com. November 20, 2007. مؤرشف من الأصل في 26 مارس 2014. اطلع عليه بتاريخ 15 سبتمبر 2009. نسخة محفوظة 26 مارس 2014 على موقع واي باك مشين.
109. ↑  Booth، Lawrence؛ Smyth، Rob (2004-08-10). "What's the dodgiest game in football history?". The Guardian. London. مؤرشف من الأصل في 22 يونيو 2012. نسخة محفوظة 22 يونيو 2012 على موقع واي باك مشين.
110. ↑  "Sparkling Italy spring ultimate upset". Glasgow Herald. 12 July 1982. مؤرشف من الأصل في 29 أبريل 2016. اطلع عليه بتاريخ 30 أبريل 2014. نسخة محفوظة 29 أبريل 2016 على موقع واي باك مشين.
111. ↑  "Azzurri win 1982 world cup tells". Fifa.com. مؤرشف من الأصل في 9 أكتوبر 2014. اطلع عليه بتاريخ 13 يونيو 2014. نسخة محفوظة 9 أكتوبر 2014 على موقع واي باك مشين.
112. ↑  "Delight for the Azzurri as home advantage tells". Fifa.com. مؤرشف من الأصل في 30 ديسمبر 2014. اطلع عليه بتاريخ 13 يونيو 2014. نسخة محفوظة 30 ديسمبر 2014 على موقع واي باك مشين.
113. ↑  "Pozzo the mastermind as Italy retain their crown". Fifa.com. مؤرشف من الأصل في 31 ديسمبر 2014. اطلع عليه بتاريخ 13 يونيو 2014. نسخة محفوظة 31 ديسمبر 2014 على موقع واي باك مشين.
114. ↑  "كأس العالم 1986". مؤرشف من الأصل في 2020-03-08.
115. ↑  "تاريخ كأس العالم المكسيك 86 ويد الله تصعد بالأرجنتين للنهائي / سبورتانا / esportana". مؤرشف من الأصل في 2014-07-14. اطلع عليه بتاريخ 2019-12-30.
116. ↑  Jackson، Andy (11 June 2010). "...Fan Crazes". فور فور تو. مؤرشف من الأصل في 10 نوفمبر 2013. اطلع عليه بتاريخ 25 أغسطس 2011. نسخة محفوظة 10 نوفمبر 2013 على موقع واي باك مشين.
117. ↑  Rice، Simon (10 June 2010). "The 100 greatest World Cup moments". The Independent. مؤرشف من الأصل في 20 نوفمبر 2018. اطلع عليه بتاريخ 25 أغسطس 2011. نسخة محفوظة 20 نوفمبر 2018 على موقع واي باك مشين.
118. ↑  FIFA World Cup™ Archive - FIFA.com نسخة محفوظة 29 ديسمبر 2014 على موقع واي باك مشين.
119. ↑  Planet World Cup - 1986 - Final - Argentina v West Germany نسخة محفوظة 16 فبراير 2017 على موقع واي باك مشين.
120. ↑  World Cup 1986 finals نسخة محفوظة 31 أغسطس 2017 على موقع واي باك مشين.
121. ↑  FIFA World Cup™ Archive - FIFA.com نسخة محفوظة 09 نوفمبر 2014 على موقع واي باك مشين.
122. ↑  الاتحاد الدولي لكرة القدم: Ficha del partido en la web de la fifa نسخة محفوظة 13 نوفمبر 2013 على موقع واي باك مشين.
123. ↑  "Sports in brief". The Times. London. 3 August 1983. صفحة 17.
124. ↑  FIFA World Cup™ Archive - FIFA.com نسخة محفوظة 09 أكتوبر 2014 على موقع واي باك مشين.
125. ↑  تاريخ كأس العالم مع جول.كوم: إيطاليا 1990 - Goal.com نسخة محفوظة 1 أغسطس 2018 على موقع واي باك مشين.
126. ↑  ذكريات المونديال 1990: ألمانيا تنتقم من مارادونا والفراعنة والإمارات يمثلون العرب نسخة محفوظة 26 مايو 2019 على موقع واي باك مشين. "نسخة مؤرشفة". مؤرشف من الأصل في 2015-05-19. اطلع عليه بتاريخ 2021-07-15.{{استشهاد ويب}}:  صيانة الاستشهاد: BOT: original URL status unknown (link)
127. 1 2  "تاريخ كأس العالم 1990.. عدالة السماء تهبط على ستاد باليرمو - سبورتانا / esportana". مؤرشف من الأصل في 2014-10-21. اطلع عليه بتاريخ 2019-12-30.
128. ↑  Vecsey، George (9 July 1990). "Winning Ugly, Losing Ugly, Just Plain Ugly". نيويورك تايمز. مؤرشف من الأصل في 5 مايو 2019. نسخة محفوظة 5 مايو 2019 على موقع واي باك مشين.
129. ↑  "A poor display bare of class". ذي تايمز. London. 9 July 1990.
130. ↑  "FIFA World Cup host announcement decision" (PDF). FIFA.com. الاتحاد الدولي لكرة القدم. صفحة 2. مؤرشف من الأصل (PDF) في 25 مايو 2017. اطلع عليه بتاريخ 30 يناير 2013. نسخة محفوظة 12 أبريل 2019 على موقع واي باك مشين.
131. 1 2 3  "FIFA World Cup competition records" (PDF). FIFA.com. الاتحاد الدولي لكرة القدم. صفحة 2. مؤرشف من الأصل (PDF) في 25 مايو 2017. اطلع عليه بتاريخ 30 يناير 2013. نسخة محفوظة 12 أبريل 2019 على موقع واي باك مشين.
132. ↑  "Previous World Cups", FIFA.com. Retrieved 21 November 2013 نسخة محفوظة 18 مارس 2015 على موقع واي باك مشين.
133. 1 2  "1994 FIFA World Cup Final". FIFA.com. 1994-07-17. مؤرشف من الأصل في 5 ديسمبر 2013. اطلع عليه بتاريخ 07 يوليو 2009. نسخة محفوظة 5 ديسمبر 2013 على موقع واي باك مشين.
134. ↑  "1999 FIFA Womens World Cup Final". FIFA.com. 1999-07-10. مؤرشف من الأصل في 25 أغسطس 2013. اطلع عليه بتاريخ 07 يوليو 2009. نسخة محفوظة 25 أغسطس 2013 على موقع واي باك مشين.
135. ↑  "1994 FIFA World Cup: Coming to America". CBC.ca. مؤرشف من الأصل في 29 مايو 2013. اطلع عليه بتاريخ 11 أكتوبر 2012. نسخة محفوظة 29 مايو 2013 على موقع واي باك مشين.
136. ↑  "1994 FIFA World Cup Final Details". Planet World Cup. مؤرشف من الأصل في 16 سبتمبر 2018. اطلع عليه بتاريخ 11 أكتوبر 2012. نسخة محفوظة 16 سبتمبر 2018 على موقع واي باك مشين.
137. ↑  "The Story of the 1994 World Cup". BBC Sport. مؤرشف من الأصل في 26 سبتمبر 2018. اطلع عليه بتاريخ 11 أكتوبر 2012. نسخة محفوظة 25 ديسمبر 2018 على موقع واي باك مشين.
138. ↑  "FIFA World Cup™ host announcement decision" (PDF). FIFA.com. Fédération Internationale de Football Association. مؤرشف من الأصل (PDF) في 25 مايو 2017. اطلع عليه بتاريخ 15 يوليو 2012. نسخة محفوظة 12 أبريل 2019 على موقع واي باك مشين.
139. ↑  "New Overtime Rule For 1998 World Cup". New York Times. Associated Press. 1 June 1995. مؤرشف من الأصل في 11 يوليو 2018. اطلع عليه بتاريخ 27 يناير 2012. نسخة محفوظة 11 يوليو 2018 على موقع واي باك مشين.
140. ↑  "World Cup: History: France 1998". BBC Sport. British Broadcasting Corporation. 17 April 2002. مؤرشف من الأصل في 11 أكتوبر 2018. اطلع عليه بتاريخ 12 يونيو 2011. نسخة محفوظة 21 أغسطس 2018 على موقع واي باك مشين.
141. ↑  "1998 FIFA World Cup France". FIFA.com. FIFA. مؤرشف من الأصل في 21 يوليو 2011. اطلع عليه بتاريخ 12 يونيو 2011. نسخة محفوظة 4 نوفمبر 2013 على موقع واي باك مشين.
142. ↑  "Zidane leads France to pinnacle of soccer glory". CNNSI. Associated Press. 12 July 1998. مؤرشف من الأصل في 15 أبريل 2014. اطلع عليه بتاريخ 27 يناير 2012. نسخة محفوظة 15 أبريل 2014 على موقع واي باك مشين.
143. ↑  أرشيف كأس العالم FIFA - FIFA.com نسخة محفوظة 22 نوفمبر 2014 على موقع واي باك مشين.
144. ↑  Host nation of 2010 FIFA World Cup - South Africa, FIFA Media Release, May 15, 2004. Retrieved on January 8, 2006. نسخة محفوظة 11 ديسمبر 2013 على موقع واي باك مشين.
145. ↑  "How the draw works". BBC News. 28 November 2001. مؤرشف من الأصل في 2 أكتوبر 2018. اطلع عليه بتاريخ 02 مارس 2012. نسخة محفوظة 2 أكتوبر 2018 على موقع واي باك مشين.
146. 1 2  "2002 FIFA World Cup "Stage of a Dream"". Nissan Stadium. 2002. مؤرشف من الأصل في 29 مارس 2019. اطلع عليه بتاريخ 27 يونيو 2010. نسخة محفوظة 29 مارس 2019 على موقع واي باك مشين.
147. ↑  planetworldcup نسخة محفوظة 24 مارس 2017 على موقع واي باك مشين.
148. ↑  "World's greatest XI: the best ever football team in pictures". The Daily Telegraph. London. 28 April 2011. مؤرشف من الأصل في 25 يونيو 2018. نسخة محفوظة 25 يونيو 2018 على موقع واي باك مشين.
149. ↑  ألمانيا تستعد لأستظافة كأس العالم_ايروسبورت [وصلة مكسورة] نسخة محفوظة 29 مايو 2014 على موقع واي باك مشين.
150. ↑  BBCArabic.com | أخبار الرياضة | فرح إيطالي بالفوز بكأس العالم نسخة محفوظة 15 مارس 2018 على موقع واي باك مشين.
151. ↑  Williams، Richard (10 July 2006). "Zidane exits the stage with a walk of shame". The Guardian. London. مؤرشف من الأصل في 29 سبتمبر 2006. اطلع عليه بتاريخ 10 يوليو 2006. نسخة محفوظة 6 يوليو 2008 على موقع واي باك مشين.
152. ↑  موقع BBC العربية نسخة محفوظة 15 مارس 2018 على موقع واي باك مشين.
153. ↑  "Fourth Official: I saw Zidane's Headbutt". ESPNsoccernet. 11 July 2006. مؤرشف من الأصل في 18 July 2006. اطلع عليه بتاريخ 11 يوليو 2006. نسخة محفوظة 20 أكتوبر 2012 على موقع واي باك مشين.
154. ↑  "FIFA end World Cup Rotation". Mail & Guardian Online. 29 أكتوبر 2007. مؤرشف من الأصل في 20 يوليو 2010. اطلع عليه بتاريخ 20 يونيو 2010. نسخة محفوظة 20 يوليو 2010 على موقع واي باك مشين.
155. ↑  FIFA World Cup™ Archive - FIFA.com نسخة محفوظة 31 ديسمبر 2014 على موقع واي باك مشين.
156. 1 2  "South Africa 2010 in numbers"، FIFA.com، FIFA، 13 July 2010، مؤرشف من الأصل في 16 يوليو 2010، اطلع عليه بتاريخ 18 July 2010 {{استشهاد}}: تحقق من التاريخ في: |تاريخ الوصول= و|تاريخ= (مساعدة)
157. ↑  Hughes، Rob (11 July 2010). "World Cup Final Needed More Red Cards". نيويورك تايمز. The New York Times. مؤرشف من الأصل في 24 نوفمبر 2018. اطلع عليه بتاريخ 12 July 2010. نسخة محفوظة 24 نوفمبر 2018 على موقع واي باك مشين.
158. ↑  Stevenson، Jonathan (11 July 2010). "Netherlands 0–1 Spain". بي بي سي. بي بي سي. مؤرشف من الأصل في 11 July 2010. اطلع عليه بتاريخ 11 يوليو 2010. نسخة محفوظة 18 يوليو 2019 على موقع واي باك مشين.
159. ↑  Dall، James (11 July 2010). "World domination for Spain". سكاي سبورت. سكاي يو كي. مؤرشف من الأصل في 12 يوليو 2010. اطلع عليه بتاريخ 11 يوليو 2010. نسخة محفوظة 21 أبريل 2012 على موقع واي باك مشين.
160. ↑  "Argentina, Brazil and Colombia want 2014 World Cup". People's Daily. 19 يناير 2003. مؤرشف من الأصل في 15 يونيو 2014. اطلع عليه بتاريخ 9 أكتوبر 2011. نسخة محفوظة 15 يونيو 2014 على موقع واي باك مشين.
161. ↑  "Brazil confirmed as 2014 hosts". FIFA. 30 أكتوبر 2007. مؤرشف من الأصل في 31 أكتوبر 2007. اطلع عليه بتاريخ 30 أكتوبر 2007. نسخة محفوظة 3 ديسمبر 2013 على موقع واي باك مشين.
162. ↑  تقنية خط المرمى نسخة محفوظة 03 فبراير 2015 على موقع واي باك مشين.
163. ↑  "FIFA appoints goal-line technology provider for Brazil 2013". FIFA.com. 2 أبريل 2013. مؤرشف من الأصل في 15 أغسطس 2014. نسخة محفوظة 15 أغسطس 2014 على موقع واي باك مشين.
164. ↑  FIFA to use goal-line technology Sports.Yahoo.com. Retrieved 19 فبراير 2013 [وصلة مكسورة] نسخة محفوظة 6 مارس 2016 على موقع واي باك مشين.
165. 1 2  "تقييم إيجابي جداً لإستخدام الرذاذ المتلاشي في بطولات الفيفا Cup". FIFA.com. 20 November 2013. مؤرشف من الأصل في 5 سبتمبر 2014. نسخة محفوظة 5 سبتمبر 2014 على موقع واي باك مشين.
166. 1 2  "بلاتر: "الرذاذ المتلاشي" بمونديال البرازيل". skynewsarabia.com. 21 November 2013. مؤرشف من الأصل في 30 أكتوبر 2017. نسخة محفوظة 30 أكتوبر 2017 على موقع واي باك مشين.
167. 1 2  "Vanishing spray set for World Cup". eurosport.com. 21 November 2013. مؤرشف من الأصل في 2 أكتوبر 2018. نسخة محفوظة 14 يوليو 2019 على موقع واي باك مشين.
168. ↑  "Germany beat Argentina to win World Cup final with late Mario Götze goal". Guardian. 13 July 2014. مؤرشف من الأصل في 9 مايو 2019. اطلع عليه بتاريخ 14 يوليو 2014. نسخة محفوظة 9 مايو 2019 على موقع واي باك مشين.
169. ↑  Presenter: Gary Lineker (13 يوليو 2014). "Match of the Day Live". 2014 FIFA World Cup: World Cup Final.  وقع ذلك في 4:07:29. بي بي سي وان. Do you know, that's the first substitute to score a winning goal in a World Cup final?
170. ↑  "Numbers Game: All the stats from Germany's fourth World Cup triumph". Firstpost. 14 July 2014. مؤرشف من الأصل في 2 أكتوبر 2018. اطلع عليه بتاريخ 14 يوليو 2014. نسخة محفوظة 2 أكتوبر 2018 على موقع واي باك مشين.
171. ↑  AFP (21 يونيو 2014). "Klose rejoint Ronaldo". fifa.com. مؤرشف من الأصل في 2015-12-24. اطلع عليه بتاريخ 2014-06-22. نسخة محفوظة 15 يوليو 2014 على موقع واي باك مشين.
172. ↑  AFP (22 يونيو 2014). "Klose en duo avec Ronaldo". fifa.com. مؤرشف من الأصل في 2017-07-04. اطلع عليه بتاريخ 2014-06-22. نسخة محفوظة 15 يوليو 2014 على موقع واي باك مشين.
173. ↑  "Where is the 2018 World Cup? All you need to know about the Russia tournament". ديلي ميرور. مؤرشف من الأصل في 12 يونيو 2018. اطلع عليه بتاريخ 27 يونيو 2014. نسخة محفوظة 5 يونيو 2019 على موقع واي باك مشين.
174. ↑  "Ethics: Executive Committee unanimously supports recommendation to publish report on 2018/2022 FIFA World Cup™ bidding process" (Press release). FIFA.com. 19 December 2014. مؤرشف من الأصل في 29 March 2015. اطلع عليه بتاريخ أكتوبر 2020. {{استشهاد ببيان صحفي}}: تحقق من التاريخ في: |تاريخ الوصول= (مساعدة)
175. 1 2  Raphaël Cancé, Jérémi Montornes, Benoît Ourliac, « Zoom sur l’économie allemande : l’Allemagne se qualifie pour la reprise », Insee
176. ↑  "Legal threat over World Cup prank". BBC News. 8 July 2000. مؤرشف من الأصل في 18 مايو 2004. اطلع عليه بتاريخ 25 يونيو 2007. نسخة محفوظة 18 مايو 2004 على موقع واي باك مشين.
177. ↑  "Russia united for 2018 FIFA World Cup Host Cities announcement". FIFA.com. مؤرشف من الأصل في 20 أكتوبر 2014. اطلع عليه بتاريخ 13 نوفمبر 2013. نسخة محفوظة 20 أكتوبر 2014 على موقع واي باك مشين.
178. ↑  "FIFA Picks Cities for World Cup 2018". En.rsport.ru. 29 September 2012. مؤرشف من الأصل في 4 مارس 2016. اطلع عليه بتاريخ 13 نوفمبر 2013. نسخة محفوظة 4 مارس 2016 على موقع واي باك مشين.
179. ↑  "Russia budget for 2018 Fifa World Cup nearly doubles". BBC News. 30 September 2012. مؤرشف من الأصل في 13 أبريل 2019. اطلع عليه بتاريخ 13 نوفمبر 2013. نسخة محفوظة 17 يونيو 2019 على موقع واي باك مشين.
180. ↑  "See the incredible snaps as workmen complete new-look 81,000-seater Moscow stadium in time for 2018 World Cup Final". The Sun (باللغة الإنجليزية). 2017-03-23. مؤرشف من الأصل في 12 يونيو 2018. اطلع عليه بتاريخ 07 ديسمبر 2017. نسخة محفوظة 12 يونيو 2018 على موقع واي باك مشين.
181. ↑  FIFA.com (1900-01-01). "Luzhniki Stadium blossoms as it prepares for a new chapter". FIFA.com (باللغة الإنجليزية). مؤرشف من الأصل في 2 مايو 2018. اطلع عليه بتاريخ 07 ديسمبر 2017. نسخة محفوظة 2 مايو 2018 على موقع واي باك مشين.
182. ↑  "Реконструкция Лужников - образец заботы о культурном наследии - мэр". m24.ru. مؤرشف من الأصل في 7 أبريل 2017. نسخة محفوظة 7 أبريل 2017 على موقع واي باك مشين.
183. ↑  What is VAR? The video assistant referee system's World Cup & Premier League future | Goal.com نسخة محفوظة 19 يونيو 2018 على موقع واي باك مشين.
184. ↑  Atkinson، Guy (16 June 2018). "Historic Griezmann goal and Pogba secure slender win". Goal.com. مؤرشف من الأصل في 20 يونيو 2018. نسخة محفوظة 20 يونيو 2018 على موقع واي باك مشين.
185. ↑  World Cup 2018: History as France score World Cup's first VAR goal - BBC Sport نسخة محفوظة 21 يوليو 2018 على موقع واي باك مشين.
186. ↑  Atkinson، Guy (20 June 2018). "Costa goal breaks stubborn resistance". Goal.com. مؤرشف من الأصل في 4 يوليو 2018. نسخة محفوظة 1 أغسطس 2018 على موقع واي باك مشين.
187. ↑  "Costa on target to give Spain victory". FIFA.com. 20 June 2018. مؤرشف من الأصل في 25 مارس 2019. نسخة محفوظة 11 يونيو 2019 على موقع واي باك مشين.
188. 1 2  "Pussy Riot claims responsibility as four invade World Cup field". نيويورك بوست. Associated Press. 15 July 2018. مؤرشف من الأصل في 15 يناير 2019. اطلع عليه بتاريخ 15 يوليو 2018. نسخة محفوظة 15 يناير 2019 على موقع واي باك مشين.
189. 1 2  Glendenning، Barry (15 July 2018). "World Cup 2018 final: France v Croatia – live!". The Guardian. مؤرشف من الأصل في 29 مارس 2019. اطلع عليه بتاريخ 15 يوليو 2018. نسخة محفوظة 29 مارس 2019 على موقع واي باك مشين.
190. 1 2  Das، Andrew؛ Mather، Victor (15 July 2018). "France vs. Croatia: World Cup Final Live Updates". The New York Times. مؤرشف من الأصل في 5 مايو 2019. اطلع عليه بتاريخ 15 يوليو 2018. نسخة محفوظة 18 يوليو 2019 على موقع واي باك مشين.
191. 1 2  "France lift second World Cup after winning classic final 4-2". Reuters. 15 July 2018. مؤرشف من الأصل في 2 ديسمبر 2018. اطلع عليه بتاريخ 15 يوليو 2018. نسخة محفوظة 2 ديسمبر 2018 على موقع واي باك مشين.
192. ↑  "تابع تفاصيل اللحظات الأخيرة قبل افتتاح كأس العالم قطر 2022". www.aljazeera.net. مؤرشف من الأصل في 2022-11-20. اطلع عليه بتاريخ 2022-11-20.
193. ↑  "قطر والإكوادور.. تابع تفاصيل المباراة الافتتاحية للمونديال لحظة بلحظة". www.aljazeera.net. مؤرشف من الأصل في 2022-11-20. اطلع عليه بتاريخ 2022-11-20.
194. ↑  "Los datos más curiosos de la Fiesta del Fútbol - Brasil 1950". مؤرشف من الأصل في 01 يوليو 2012. اطلع عليه بتاريخ 17 أبريل 2012. نسخة محفوظة 1 يوليو 2012 على موقع واي باك مشين.
195. ↑  "Scotland and the 1950 World Cup". BBC. مؤرشف من الأصل في 17 يونيو 2018. اطلع عليه بتاريخ 13 مايو 2007. نسخة محفوظة 26 يونيو 2019 على موقع واي باك مشين.
196. ↑  Glanville, p45
197. ↑  Glanville, p238
198. ↑  Glanville, p359
199. ↑  "Record number of 204 teams enter preliminary competition". FIFA.com. Fédération Internationale de Football Association. 30 March 2007. مؤرشف من الأصل في 1 فبراير 2014. اطلع عليه بتاريخ 19 نوفمبر 2007. نسخة محفوظة 1 فبراير 2014 على موقع واي باك مشين.
200. ↑  "قرار بالإجماع بزيادة عدد فرق كأس العالم FIFA إلى 48 فريقاً من 2026". الفيفا.كوم. 10 يناير 2017. مؤرشف من الأصل في 14 أغسطس 2017. اطلع عليه بتاريخ 10 يناير 2017. نسخة محفوظة 14 أغسطس 2017 على موقع واي باك مشين.
201. ↑  "FIFA World Cup qualifying: Treasure-trove of the weird and wonderful". FIFA. مؤرشف من الأصل في 8 ديسمبر 2013. اطلع عليه بتاريخ 23 ديسمبر 2007. نسخة محفوظة 8 ديسمبر 2013 على موقع واي باك مشين.
202. ↑  "History of the FIFA World Cup Preliminary Competition (by year)" (PDF). FIFA.com. Fédération Internationale de Football Association. مؤرشف من الأصل (PDF) في 9 يوليو 2014. نسخة محفوظة 9 يوليو 2014 على موقع واي باك مشين.
203. 1 2  "– Financial report presented, Brazil 2014 slots & host countries decided". Fifa.com. مؤرشف من الأصل في 18 أبريل 2015. اطلع عليه بتاريخ 16 سبتمبر 2013. نسخة محفوظة 18 أبريل 2015 على موقع واي باك مشين.
204. ↑  قرعة كأس العالم 2018: خامس آسيا يواجه رابع الكونكاكاف نسخة محفوظة 09 أكتوبر 2017 على موقع واي باك مشين.
205. ↑  /templatestyles>
206. ↑  حقائق عن قرعة تصفيات كأس العالم 2018 نسخة محفوظة 09 أكتوبر 2017 على موقع واي باك مشين.
207. ↑  تحديد مكان إقامة افتتاح ونهائي كأس العالم 2018 نسخة محفوظة 09 أكتوبر 2017 على موقع واي باك مشين.
208. ↑  "World Cup 1934". ESPN. مؤرشف من الأصل في 20 أكتوبر 2012. اطلع عليه بتاريخ 01 يناير 2010. نسخة محفوظة 20 أكتوبر 2012 على موقع واي باك مشين.
209. ↑  "Final draw procedures" (PDF). FIFA.com. 3 ديسمبر 2013. مؤرشف من الأصل (PDF) في 18 مارس 2019. اطلع عليه بتاريخ 4 ديسمبر 2013. نسخة محفوظة 18 مارس 2019 على موقع واي باك مشين.
210. ↑  "FIFA World Cup: seeded teams 1930–2010" (PDF). FIFA.com. Fédération Internationale de Football Association. مؤرشف من الأصل (PDF) في 4 مارس 2016. اطلع عليه بتاريخ 12 مايو 2014. نسخة محفوظة 4 مارس 2016 على موقع واي باك مشين.
211. 1 2 3  "Formats of the FIFA World Cup final competitions 1930–2010" (PDF). FIFA.com. Fédération Internationale de Football Association. مؤرشف من الأصل (PDF) في 4 مايو 2019. اطلع عليه بتاريخ 01 يناير 2008. نسخة محفوظة 4 مايو 2019 على موقع واي باك مشين.
212. ↑  "FIFA sets 2014 seeding parameters". ESPN. 4 أكتوبر 2013. مؤرشف من الأصل في 31 ديسمبر 2013. اطلع عليه بتاريخ 4 أكتوبر 2013. نسخة محفوظة 31 ديسمبر 2013 على موقع واي باك مشين.
213. ↑  Farley، Richard (3 ديسمبر 2013). "2014 FIFA World Cup Draw: Here's how it's going to work". NBC Sports. مؤرشف من الأصل في 2015-04-01. اطلع عليه بتاريخ 2013-12-7.
214. ↑  "Draw procedures approved". FIFA. 3 ديسمبر 2013. مؤرشف من الأصل في 2014-07-08. اطلع عليه بتاريخ 2013-12-03.
215. ↑  Previously, due to there being fewer finals places and a bigger ratio of European finalists, there had been several occasions where three European teams were in a single group, for example, 1986 (West Germany, Scotland, and Denmark), 1990 (Italy, Czechoslovakia, and Austria), and 1994 (Italy, Republic of Ireland, and Norway). ("History of the World Cup Final Draw" (PDF). FIFA.com. Fédération Internationale de Football Association. مؤرشف من الأصل (PDF) في 2019-03-06. اطلع عليه بتاريخ 2014-05-12.)
216. ↑  This practice has been installed since the كأس العالم 1986. In some cases during previous tournaments, for example, Argentina 6–0 Peru in كأس العالم 1978 and فضيحة خيخون in كأس العالم 1982, teams that played the latter match were perceived to gain an unfair advantage by knowing the score of the earlier match, and subsequently التلاعب في المباريات. ("1978 Argentina". CBC. مؤرشف من الأصل في 2006-06-18.[وصلة مكسورة]; "1982 Spain". CBC. مؤرشف من الأصل في 2006-06-18.[وصلة مكسورة])
217. ↑  "Regulations of the 2010 FIFA World Cup" (PDF). FIFA.com. Fédération Internationale de Football Association. ص. 41. مؤرشف من الأصل (PDF) في 2015-11-05. اطلع عليه بتاريخ 2010-06-21.
218. ↑  "معايير كسر التعادل" (PDF). FIFA.com. مايو 2013. مؤرشف من الأصل (PDF) في 2018-12-12.
219. ↑  "قوانين البطولة" (PDF). FIFA.com. مايو 2013. مؤرشف من الأصل (PDF) في 2018-12-12.
220. 1 2 3  FIFA (المحرر). "Règlement Coupe du Monde de la FIFA, Afrique du Sud 2010" (PDF). ص. 46 à 51. مؤرشف من الأصل (PDF) في 2013-09-28. اطلع عليه بتاريخ 2010-05-11. نسخة محفوظة 1 يونيو 2010 على موقع واي باك مشين.  بي دي إف
221. ↑  "Formats of the  النهائي competitions 1930–2010" (PDF). FIFA.com. مؤرشف من الأصل (PDF) في 2019-05-04. اطلع عليه بتاريخ 2008-01-01.
222. ↑  "Uruguay 1930". BBC Sport. 11 أبريل 2002. مؤرشف من الأصل في 2018-10-07. اطلع عليه بتاريخ 2006-05-13.
223. ↑  "France 1938". BBC Sport. 17 أبريل 2002. مؤرشف من الأصل في 2018-10-03. اطلع عليه بتاريخ 2006-05-13.
224. ↑  "Asia takes World Cup center stage". CNN. 3 يونيو 2002. مؤرشف من الأصل في 2013-12-10. اطلع عليه بتاريخ 2008-01-01.
225. ↑  France 1938, FIFA World Cup site. Retrieved on April 13, 2006. نسخة محفوظة 20 مارس 2007 على موقع واي باك مشين. [وصلة مكسورة]
226. ↑  Coupe du monde 1938. La Coupe du monde oubliée, ص. 
37
227. ↑  "Brazil will stage 2014 World Cup". BBC Sport. 10 أكتوبر 2007. مؤرشف من الأصل في 2017-09-09. اطلع عليه بتاريخ 2008-01-01.
228. ↑  "Rotation ends in 2018". FIFA.com. Fédération Internationale de Football Association. 29 أكتوبر 2007. مؤرشف من الأصل في 2014-10-12. اطلع عليه بتاريخ 2013-03-30.
229. ↑  Quentin Girard (3 ديسمبر 2010). ليبراسيون (المحرر). "L'étrange choix du Qatar pour la Coupe du Monde 2022". www.liberation.fr. مؤرشف من الأصل في 2012-10-12. اطلع عليه بتاريخ 2010-12-03. نسخة محفوظة 12 أكتوبر 2012 على موقع واي باك مشين.
230. 1 2  Sports Trophies of the World: The FIFA World Cup / Jules Rimet Trophy | Sports Trophies of the World نسخة محفوظة 05 سبتمبر 2017 على موقع واي باك مشين.
231. ↑  Mather, Victor (16 Jul 2018). "World Cup 2018: The Winners and Losers". The New York Times (بالإنجليزية الأمريكية). ISSN:0362-4331. Archived from the original on 2019-07-18. Retrieved 2019-07-20.
232. ↑  Monnig ص 18
233. 1 2  Atherton ص7
234. ↑  FIFA. "جول ريميه". fifa.com. مؤرشف من الأصل في 2013-03-18. اطلع عليه بتاريخ 2009-06-09.
235. ↑  Footballwood: FIFA World Cup trophy history, design, weight & size | Footballwood نسخة محفوظة 21 ديسمبر 2016 على موقع واي باك مشين. [وصلة مكسورة]
236. ↑  Xinhua | English.news.cn: FIFA World Cup trophy reaches Kenya in global tour - Xinhua | English.news.cn نسخة محفوظة 12 أغسطس 2014 على موقع واي باك مشين. [وصلة مكسورة]
237. ↑  DDI News (2006). "تاريخ". ddinews.com. مؤرشف من الأصل في 2006-07-14. اطلع عليه بتاريخ 2006-07-05.
238. ↑  Monnig ص20
239. ↑  "1966: سرقة كأس جول ريميه". BBC News. 20 مارس 1966. مؤرشف من الأصل في 2018-09-29. اطلع عليه بتاريخ 2010-06-28.
240. ↑  REID، ALASTAIR (10 سبتمبر 1966). "كأس العالم". The New Yorker. مؤرشف من الأصل في 2012-09-07. اطلع عليه بتاريخ 2007-02-02.
241. ↑  Mark Buckingham (2006). "1970 World Cup – Mexico". Sky Sports. مؤرشف من الأصل في 2006-10-13. اطلع عليه بتاريخ 2006-10-02.
242. ↑  Atherton ص102
243. ↑  "الكأس". fifa.com. مؤرشف من الأصل في 2011-06-15. اطلع عليه بتاريخ 2009-08-10.
244. ↑  Periodic Videos. "Chemisty of the World Cup Trophy". مؤرشف من الأصل في 2017-12-16. اطلع عليه بتاريخ 2010-06-05.
245. ↑  "Picture of the bottom of the trophy (picture 4)". BBC News. 13 مايو 2006. مؤرشف من الأصل في 2018-06-14. اطلع عليه بتاريخ 2010-06-22.
246. ↑  "100 things you need to know about the FIFA World Cup" (PDF). FIFA.com. الاتحاد الدولي لكرة القدم. مؤرشف من الأصل (PDF) في 2014-03-25. اطلع عليه بتاريخ 2013-04-21.
247. ↑  Kasprzak، Emma (15 يونيو 2012). "BBC News - World Cup Willie's sporting mascot legacy". Bbc.co.uk. مؤرشف من الأصل في 2018-11-09. اطلع عليه بتاريخ 2012-07-04.
248. ↑  World Cup Willie's sporting mascot legacy - BBC News نسخة محفوظة 30 نوفمبر 2017 على موقع واي باك مشين.
249. ↑  Online Etymology Dictionary نسخة محفوظة 30 يوليو 2016 على موقع واي باك مشين.
250. ↑  اختيار الذئب زابيفاكا التميمة الرسمية لكأس العالم روسيا 2018 FIFA - FIFA.com نسخة محفوظة 2 أبريل 2018 على موقع واي باك مشين.
251. ↑  "Wolf chosen as 2018 FIFA World Cup Official Mascot and named Zabivaka" (Press release). الاتحاد الدولي لكرة القدم. 21 أكتوبر 2016. مؤرشف من الأصل في 2018-04-11. اطلع عليه بتاريخ 2016-10-21.
252. ↑  الذئب زابيفاكا تميمة كأس العالم 2018 في روسيا | أخبار الرياضة | Reuters نسخة محفوظة 20 يونيو 2018 على موقع واي باك مشين.
253. ↑  "The Footballs during the FIFA World Cup". Football Facts. الاتحاد الدولي لكرة القدم. مؤرشف من الأصل في 2013-11-28. اطلع عليه بتاريخ 2011-09-17.
254. ↑  Matteo. ""Federale 102". 1934 Italia World Cup Ball" (بSpanish first=Renato). balones-oficiales.com. Archived from the original on 2018-05-19. Retrieved 2011-09-17. {{استشهاد ويب}}: عمود مفقود في: |لغة= (help)صيانة الاستشهاد: لغة غير مدعومة (link)
255. 1 2  "1970 Mexico". The Footballs during the FIFA World Cup. الاتحاد الدولي لكرة القدم. مؤرشف من الأصل في 2013-11-28. اطلع عليه بتاريخ 2011-09-17.
256. ↑  "The History of the Official World Cup Match Balls". SoccerBallWorld. Rig-Tech Inc. مؤرشف من الأصل في 2018-09-19. اطلع عليه بتاريخ 2011-09-17.
257. ↑  "Nightly.net forum on rare soccer balls". مؤرشف من الأصل في 2020-03-03. اطلع عليه بتاريخ 2012-06-09. {{استشهاد ويب}}: |archive-date= / |archive-url= timestamp mismatch (مساعدة)
258. ↑  "Soccer Ball World: Tango Espana". Soccer Ball World. مؤرشف من الأصل في 2018-10-19. اطلع عليه بتاريخ 2012-06-09.
259. ↑  Questra نسخة محفوظة 02 سبتمبر 2017 على موقع واي باك مشين.
260. ↑  "1998: adidas Tricolore". FIFA.com. الاتحاد الدولي لكرة القدم. 24 يونيو 2006. مؤرشف من الأصل في 2013-10-02. اطلع عليه بتاريخ 2013-03-12.
261. ↑  adidas unveils the Fevernova [وصلة مكسورة]
262. ↑  Fuller، Thomas (2 يوليو 2006). "In a steamy Thai factory, soccer ball makers put their stamp on the World Cup - Business - International Herald Tribune". The New York Times. مؤرشف من الأصل في 2018-08-30.
263. ↑  Ghosh، Pallab (4 يونيو 2010). "'Engineers defend World Cup football amid criticism'". BBC News. مؤرشف من الأصل في 2010-06-15. اطلع عليه بتاريخ 2010-06-21.
264. ↑  adidas Telstar 18 unveiled as Russia 2018 official match ball - FIFA.com نسخة محفوظة 10 نوفمبر 2017 على موقع واي باك مشين.
265. ↑  "Messi, Kaká, Zidane, Podolski... Astros lançam bola da Copa da Rússia: Telstar 18" (بالبرتغالية البرازيلية). GloboEsporte.com. 9 de novembro de 2017. Archived from the original on 12 يونيو 2018. Retrieved 9 de novembro de 2017. {{استشهاد بخبر}}: تحقق من التاريخ في: |تاريخ الوصول= and |تاريخ= (help)
266. ↑  Fifa World Cup 2018 ball unveiled by adidas نسخة محفوظة 17 نوفمبر 2017 على موقع واي باك مشين.
267. ↑  Adidas unveil 2018 World Cup ball for Russia as they bring back iconic Telstar design to celebrate its 50th birthday نسخة محفوظة 13 نوفمبر 2017 على موقع واي باك مشين.
268. ↑  "2018 FIFA World Cup™ official match ball unveiled: an exciting re-imagining". Fifa.com. 9 de novembro de 2017. مؤرشف من الأصل في 30 أبريل 2018. اطلع عليه بتاريخ 9 de novembro de 2017. {{استشهاد بخبر}}: تحقق من التاريخ في: |تاريخ الوصول= و|تاريخ= (مساعدة)
269. ↑  adidas releases official ball of 2018 FIFA World Cup | MLSsoccer.com نسخة محفوظة 14 نوفمبر 2017 على موقع واي باك مشين.
270. ↑  The Official 2018 World Cup Ball Has Been Officially Unveiled - SPORTbible نسخة محفوظة 13 نوفمبر 2017 على موقع واي باك مشين.
271. ↑  الكشف عن "Telstar 18" الكرة الرسمية لكأس العالم 2018 - FIFA.com نسخة محفوظة 4 مايو 2018 على موقع واي باك مشين.
272. ↑  "First 'FIFA World Champions Badge' presented to Italy - FIFA.com". FIFA.com. مؤرشف من الأصل في 2014-07-15. اطلع عليه بتاريخ 2014-07-13.
273. 1 2 3 4  "Les étoiles sur les maillots des sélections nationales". http://www.sportvox.fr. 7 ديسمبر 2009. مؤرشف من الأصل في 2018-06-18. اطلع عليه بتاريخ 2010-05-13. {{استشهاد ويب}}: روابط خارجية في |موقع= (مساعدة)
274. ↑  Christian، Hubert (1974). Les hommes en noir  :Tout le football belge t.4. Bruxelles: éd. Arts et voyages. ص. 26..
275. ↑  "تاريخ كأس العالم .. فرنسا 1938 / سبورتانا / esportana". مؤرشف من الأصل في 2014-07-14. اطلع عليه بتاريخ 2019-12-30.
276. ↑  Étienne، Labrunie (22 septembre 2005). La fabuleuse histoire de la coupe du monde passage 30 et 31, « La ligne de la discorde ». Timée-Éditions. ص. 141. ISBN:2-915586-38-1. {{استشهاد بكتاب}}: تحقق من التاريخ في: |تاريخ= (مساعدة) وتجاهل المحلل الوسيط |الوصول= لأنه غير معروف (مساعدة)
277. ↑  Mundial de Inglaterra 1966 – EL RATA CONTRA EL MUNDO نسخة محفوظة 09 فبراير 2012 على موقع واي باك مشين.
278. ↑  McLynn، Frank (2 أكتوبر 2005). "Heroes and villains: Sir Alf Ramsey". The Observer. مؤرشف من الأصل في 2008-01-22. اطلع عليه بتاريخ 2006-05-06.
279. ↑  Rattín live interview on the Fox Sport Latin America channel on 30-3-2007
280. ↑  تاريخ كأس العالم مع جول.كوم: إنجلترا 1966 - Goal.com نسخة محفوظة 12 أكتوبر 2018 على موقع واي باك مشين.
281. ↑  http://www.fifa.com/en/laws/Laws10_01.htm تم أرشفته 26 يناير 2008 بواسطة آلة واي باك نسخة محفوظة 2007-05-23 على موقع واي باك مشين.
282. ↑  "Team Spirit Gains England the cup". Glasgow Herald (Page 4). 1 أغسطس 1966. مؤرشف من الأصل في 2016-03-12. اطلع عليه بتاريخ 2014-04-30.
283. ↑  منتديات كووورة نسخة محفوظة 19 سبتمبر 2015 على موقع واي باك مشين.
284. ↑  Records and firsts in World Cup history - Bayern Central نسخة محفوظة 26 يونيو 2014 على موقع واي باك مشين.
285. ↑  قصة أول بطاقة حمراء في تاريخ المونديال | Medi1 [وصلة مكسورة] نسخة محفوظة 2020-05-14 على موقع واي باك مشين.
286. ↑  World Cup records and notables: Hakan’s record still unbroken نسخة محفوظة 15 فبراير 2015 على موقع واي باك مشين.
287. ↑  Wells، Tom (31 يناير 2008). Maradona: I hold my hands up. London: ذا صن. مؤرشف من الأصل في 2016-03-03. اطلع عليه بتاريخ 2012-04-10.
288. ↑  Éric، Lemaire (juin 2010). "Le record pour Quiniou". France Football ع. 3347 bis: 38. {{استشهاد بدورية محكمة}}: تحقق من التاريخ في: |تاريخ= (مساعدة)، تجاهل المحلل الوسيط |day= لأنه غير معروف (مساعدة)، وتجاهل المحلل الوسيط |الوصول= لأنه غير معروف (مساعدة)
289. ↑  "Deadline for submitting list of 23 players remains 15 May 2006". FIFA.com. 16 مارس 2006. مؤرشف من الأصل في 2014-02-01. اطلع عليه بتاريخ 2008-03-28.
290. ↑  "Croatia 2–2 Australia". BBC Sport. 22 يونيو 2006. مؤرشف من الأصل في 2006-06-26. اطلع عليه بتاريخ 2006-07-04.
291. ↑  Valcke: GLT is a kind of revolution FIFA.com. Retrieved 19 February 2013 نسخة محفوظة 05 يونيو 2015 على موقع واي باك مشين.
292. ↑  FIFA says goal-line technology will be used at 2014 World Cup NDTVSports. Retrieved 19 فبراير 2013 نسخة محفوظة 22 فبراير 2013 على موقع واي باك مشين.
293. ↑  "FIFA Council decides on key steps for the future of international competitions". FIFA.com. 16 مارس 2018. مؤرشف من الأصل في 2018-03-31.
294. ↑  Atkinson، Guy (16 يونيو 2018). "Historic Griezmann goal and Pogba secure slender win". Goal.com. مؤرشف من الأصل في 2018-06-20.
295. ↑  World Cup 2018: History as France score World Cup's first VAR goal – BBC Sport نسخة محفوظة 21 يوليو 2018 على موقع واي باك مشين.
296. ↑  Atkinson، Guy (20 يونيو 2018). "Costa goal breaks stubborn resistance". Goal.com. مؤرشف من الأصل في 2018-07-04.
297. ↑  "Costa on target to give Spain victory". FIFA.com. 20 June 2018. مؤرشف من الأصل في 25 مارس 2019. اطلع عليه بتاريخ أكتوبر 2020. {{استشهاد ويب}}: تحقق من التاريخ في: |تاريخ الوصول= (مساعدة)
298. ↑  صافرة آس| ألمانيا وكوريا.. تدخل إيجابي لـ«الفار» نسخة محفوظة 15 يوليو 2018 على موقع واي باك مشين.
299. ↑  Creek، Stephen (27 يونيو 2018). "Defending champions crash out after Kazan collapse". Goal.com. مؤرشف من الأصل في 2018-06-27.
300. ↑  تقنية الفار...المنتخب المغربي أكبر المتضررين نسخة محفوظة 3 يوليو 2018 على موقع واي باك مشين.
301. ↑  الصحافة الإسبانية تعترف: "الفار" من ساعد "لاروخا" في الصعود و"الأسود" يستحقون الأكثر نسخة محفوظة 17 ديسمبر 2019 على موقع واي باك مشين.
302. ↑  World Cup 2018: History made with first penalty awarded by VAR during France vs Australia | The Independent نسخة محفوظة 12 مايو 2019 على موقع واي باك مشين.
303. ↑  Walker، Shaun (25 يونيو 2018). "Iran close to stunning Portugal but Quaresma goal is enough". The Guardian. مؤرشف من الأصل في 2018-10-10.
304. ↑  "Portugal survive with dramatic draw". FIFA.com. 25 June 2018. مؤرشف من الأصل في 25 مارس 2019. اطلع عليه بتاريخ أكتوبر 2020. {{استشهاد ويب}}: تحقق من التاريخ في: |تاريخ الوصول= (مساعدة)
305. ↑  Ridge، Patric (25 يونيو 2018). "Santos' men survive late Saransk scare after Ronaldo penalty miss". Goal.com. مؤرشف من الأصل في 2018-07-29.
306. ↑  "Spain top group after thrilling finale". FIFA.com. 25 June 2018. مؤرشف من الأصل في 29 مارس 2019. اطلع عليه بتاريخ أكتوبر 2020. {{استشهاد ويب}}: تحقق من التاريخ في: |تاريخ الوصول= (مساعدة)
307. ↑  Smith، Jamie (25 يونيو 2018). "Spain tops group despite dramatic draw". Goal.com. مؤرشف من الأصل في 2018-08-18.
308. ↑  مونديال روسيا.. تقنية الـVAR فقط للكبار نسخة محفوظة 8 أغسطس 2018 على موقع واي باك مشين.
309. ↑  Éric Lemaire, « Le Brésil et l'Allemagne au coude à coude », في France Football, no 3346, 25 mai 2010, ص. 
42
310. ↑  "I Lavori alla "Stadium" di Roma". La Lettura Sportiva. 26 فبراير 1911. ص. 6 (163).
311. ↑  Pierre، Delaunay؛ Jacques، de Ryswick؛ Jean، Cornu (1983). 100 ans de football en France. Paris: Atlas. ص. 376. ISBN:2-7312-0108-8. 156
312. ↑  (بالإنجليزية) "Maracana - a Name that spells Football Magic". http://www.fifa.com. 16 اكتوبر 1996. مؤرشف من الأصل في 2013-07-08. اطلع عليه بتاريخ 24 مايو 2010. {{استشهاد ويب}}: تحقق من التاريخ في: |تاريخ= (مساعدة) وروابط خارجية في |موقع= (مساعدة) نسخة محفوظة 8 يوليو 2013 على موقع واي باك مشين.
313. ↑  L'Équipe, 50 ans de sport, ص. 
193, « 821 363 spectateurs pour les 35 matches de Coupe du monde ». Consulté le 29 mai 2010.
314. ↑  Congreso Nacional de Chile (5 de julio de 2008). "Ley n.º 20.264, que modifica la denominación del Estadio Nacional por Estadio Nacional Julio Martínez Prádanos". مؤرشف من الأصل في 13 يونيو 2018. اطلع عليه بتاريخ 26/07/2010. {{استشهاد ويب}}: تحقق من التاريخ في: |تاريخ الوصول= و|تاريخ= (مساعدة)
315. ↑  "1966 FIFA World Cup England". FIFA.com. مؤرشف من الأصل في 2014-12-30. اطلع عليه بتاريخ 2014-06-21.
316. ↑  Éric Lemaire, « Le Brésil et l'Allemagne aux coude à coude », في France Football, no 3346, 25 mai 2010, ص. 
42
317. ↑  L'Équipe, 50 ans de sport, ص. 
434, « 1 729 292 billet vendus ». Consulté le 29 mai 2010.
318. ↑  Halit Kıvanç. Kupaların Kupası Dünya Kupası: 1930'dan 2002'ye. Türkiye İş Bankası. ISBN 975-458-345-5. {{استشهاد بكتاب}}: تجاهل المحلل الوسيط |bölüm= لأنه غير معروف (مساعدة)، تجاهل المحلل الوسيط |dil= لأنه غير معروف، ويقترح استخدام |language= (مساعدة)، تجاهل المحلل الوسيط |sayfalar= لأنه غير معروف، ويقترح استخدام |pages= (مساعدة)، تجاهل المحلل الوسيط |yer= لأنه غير معروف، ويقترح استخدام |location= (مساعدة)، وتجاهل المحلل الوسيط |yıl= لأنه غير معروف، ويقترح استخدام |date= (مساعدة)
319. ↑  FIFA World Cup™ Archive - FIFA.com نسخة محفوظة 09 أكتوبر 2014 على موقع واي باك مشين.
320. ↑  "Mexico's historical stadium". الاتحاد الدولي لكرة القدم.com. مؤرشف من الأصل في 2014-10-20. اطلع عليه بتاريخ 2012-05-31.
321. ↑  FIFA World Cup™ Archive - FIFA.com نسخة محفوظة 18 سبتمبر 2014 على موقع واي باك مشين.
322. ↑  Weather History for Paris / Charles De Gaulle, France | Weather Underground نسخة محفوظة 01 ديسمبر 2015 على موقع واي باك مشين.
323. ↑  "Les douze stades de la Coupe du Monde". www.football365.fr. 9 ديسمبر 2005. مؤرشف من الأصل في 2020-04-09. اطلع عليه بتاريخ 2010-05-24.[وصلة مكسورة]
324. ↑  "Nelson Mandela, South Africa's anti-apartheid icon, dies aged 95". The Telegraph. Retrieved 10 December 2013 نسخة محفوظة 23 أغسطس 2017 على موقع واي باك مشين.
325. ↑  "Tactical line-up – Germany –Argentina" (PDF). FIFA.com (Fédération Internationale de Football Association). 13 يوليو 2014. مؤرشف من الأصل (PDF) في 2019-03-02. اطلع عليه بتاريخ 2014-07-14.
326. ↑  Georges، Vigarello (1990). "Les premières coupes du monde, ou l'installation du sport moderne". Vingtième Siècle. Revue d'histoire. ج. 26 ع. 26: 5 à 10. مؤرشف من الأصل في 2015-09-24. {{استشهاد بدورية محكمة}}: تجاهل المحلل الوسيط |الوصول= لأنه غير معروف (مساعدة)
327. ↑  "What is football hooliganism?". BBC News. مؤرشف من الأصل في 2018-10-06. اطلع عليه بتاريخ 2015-05-12.
328. ↑  Football Violence in Europe - Alcohol نسخة محفوظة 23 أكتوبر 2018 على موقع واي باك مشين.
329. ↑  "Another sorry outbreak of the English disease". ذي إندبندنت. London. 17 يونيو 2004. مؤرشف من الأصل في 30 سبتمبر 2007. اطلع عليه بتاريخ 25 يوليو 2007.
330. 1 2  Ingle، Sean (13 ديسمبر 2006). "When did football hooliganism start?". The Guardian. London. مؤرشف من الأصل في 2008-04-11. اطلع عليه بتاريخ 2007-07-25.
331. ↑  (بالإنجليزية) Eddy، Brimson (1999). Tear gas and ticket touts: with the England fans at the World Cup. Londres: Headline. ص. 247. ISBN:0-7472-6208-X. مؤرشف من الأصل في 2022-05-08. {{استشهاد بكتاب}}: تجاهل المحلل الوسيط |année= لأنه غير معروف، ويقترح استخدام |date= (مساعدة)
332. ↑  "Le gendarme agressé durant le Mondial, Daniel Nivel, a repris connaissance". http://www.humanite.fr. 5 أغسطس 1998. مؤرشف من الأصل في 2020-04-09. اطلع عليه بتاريخ 2010-05-10. {{استشهاد ويب}}: روابط خارجية في |موقع= (مساعدة)
333. ↑  The main defendant, Andre Zawacki, was found guilty of attempted murder and sentenced to ten years in jail. The other three defendants were convicted of grievous bodily harm and given jail sentences of between six months and three-and-a-half years.
334. ↑  "German football hooligans jailed". BBC News. 9 نوفمبر 1999. مؤرشف من الأصل في 2009-01-15. اطلع عليه بتاريخ 2010-03-24.
335. ↑  "Gendarme attack suspect arrested". BBC News. 6 يوليو 1998. مؤرشف من الأصل في 2009-01-15. اطلع عليه بتاريخ 2010-03-24.
336. ↑  "World Cup policeman out of coma". BBC News. 5 أغسطس 1998. مؤرشف من الأصل في 2009-01-15. اطلع عليه بتاريخ 2010-03-24.
337. ↑  حصاد المونديال| فرنسا تقبض على 292 فردًا في أحداث الشغب نسخة محفوظة 17 ديسمبر 2019 على موقع واي باك مشين.
338. ↑  "أعمال نهب وسرقة أثناء الاحتفالات بفوز فرنسا بكأس العالم (فيديو)". مؤرشف من الأصل في 2018-07-17. اطلع عليه بتاريخ 2019-12-30.
339. ↑  (بالإنجليزية) "Partenaires commerciaux de la FIFA depuis 1982" (PDF). http://fr.fifa.com. مؤرشف من الأصل (PDF) في 2016-03-04. اطلع عليه بتاريخ 2010-05-28. {{استشهاد ويب}}: روابط خارجية في |موقع= (مساعدة) نسخة محفوظة 15 أبريل 2013 على موقع واي باك مشين.  بي دي إف
340. ↑  "Coca-Cola". http://fr.fifa.com. مؤرشف من الأصل في 2013-04-15. اطلع عليه بتاريخ 2010-05-28. {{استشهاد ويب}}: روابط خارجية في |موقع= (مساعدة) نسخة محفوظة 15 أبريل 2013 على موقع واي باك مشين.
341. ↑  FIFA (المحرر). "Règlement Coupe du Monde de la FIFA, Afrique du Sud 2010" (PDF). ص. 46. مؤرشف من الأصل (PDF) في 2013-09-28. اطلع عليه بتاريخ 2010-05-11. نسخة محفوظة 1 يونيو 2010 على موقع واي باك مشين.  بي دي إف
342. ↑  Le Monde, « Les prix explosent face à la pénurie de billets », 2 نسخة محفوظة 13 مارس 2020 على موقع واي باك مشين.
343. ↑  TSR, « Billets perdus en France » (reprise d'une dépêche AFP), 5 نسخة محفوظة 10 يناير 2009 على موقع واي باك مشين.
344. ↑  Info Plus de la FIFA - Coupe du monde et télévision  بي دي إف  نسخة محفوظة 16 مارس 2012 على موقع واي باك مشين.
345. ↑  (بالإنجليزية) "Télévision: Chiffres" (PDF). http://fr.fifa.com. مؤرشف من الأصل (PDF) في 2014-07-01. اطلع عليه بتاريخ 2010-05-24. {{استشهاد ويب}}: روابط خارجية في |موقع= (مساعدة) نسخة محفوظة 1 يوليو 2014 على موقع واي باك مشين.  بي دي إف
346. ↑  مقال (عدل | نقاش | تاريخ | وصلات | راقب | سجل) "نسخة مؤرشفة". مؤرشف من الأصل في 2020-03-03. اطلع عليه بتاريخ 2020-11-21.{{استشهاد ويب}}:  صيانة الاستشهاد: BOT: original URL status unknown (link)
347. ↑  2006 FIFA World Cup broadcast wider, longer and farther than ever before, FIFA. Retrieved October 11, 2009. نسخة محفوظة 29 أبريل 2011 على موقع واي باك مشين.
348. ↑  Socceroos face major challenge: Hiddink, ABC Sport, December 10, 2005. Retrieved May 13, 2006. نسخة محفوظة 6 أبريل 2020 على موقع واي باك مشين.
349. ↑  "FIFA World Cup awards" (PDF). FIFA.com. Fédération Internationale de Football Association. مؤرشف من الأصل (PDF) في 2018-12-11. اطلع عليه بتاريخ 2009-03-05.
350. ↑  جوائز فيفا في كأس العالم نسخة محفوظة 07 سبتمبر 2017 على موقع واي باك مشين.
351. ↑  "Golden Ball for Zinedine Zidane". Soccerway. 10 يوليو 2006. مؤرشف من الأصل في 2016-08-08. اطلع عليه بتاريخ 2007-12-31.
352. ↑  "adidas Golden Shoe – FIFA World Cup Final". FIFA.com. Fédération Internationale de Football Association. مؤرشف من الأصل في 2012-11-14. اطلع عليه بتاريخ 2009-03-04.
353. ↑  "Kahn named top keeper". BBC Sport. 30 يونيو 2002. مؤرشف من الأصل في 2018-09-15. اطلع عليه بتاريخ 2007-12-31.
354. 1 2 3  Pierrend، José Luis (18 مايو 2007). "FIFA Awards". rec.sport.soccer Statistics Foundation. مؤرشف من الأصل في 2018-09-22. اطلع عليه بتاريخ 2008-01-08.
355. ↑  "FIFA World Cup 1970". FIFA. 9 يوليو 2014 يوليو 2014. مؤرشف من الأصل في 22 نوفمبر 2014. اطلع عليه بتاريخ 9 يوليو 2014. {{استشهاد ويب}}: تحقق من التاريخ في: |تاريخ= (مساعدة)
356. ↑  "FIFA World Cup 1986". FIFA. 9 يوليو 2014 يوليو 2014. مؤرشف من الأصل في 31 ديسمبر 2014. اطلع عليه بتاريخ 9 يوليو 2014. {{استشهاد ويب}}: تحقق من التاريخ في: |تاريخ= (مساعدة)
357. ↑  "FIFA World Cup 1994". FIFA. 9 يوليو 2014 يوليو 2014. مؤرشف من الأصل في 31 ديسمبر 2014. اطلع عليه بتاريخ 9 يوليو 2014. {{استشهاد ويب}}: تحقق من التاريخ في: |تاريخ= (مساعدة)
358. ↑  "FIFA World Cup 2002". FIFA. 9 يوليو 2014 يوليو 2014. مؤرشف من الأصل في 22 نوفمبر 2014. اطلع عليه بتاريخ 9 يوليو 2014. {{استشهاد ويب}}: تحقق من التاريخ في: |تاريخ= (مساعدة)
359. ↑  "FIFA World Cup 2010". FIFA. 9 يوليو 2014 يوليو 2014. مؤرشف من الأصل في 28 ديسمبر 2014. اطلع عليه بتاريخ 9 يوليو 2014. {{استشهاد ويب}}: تحقق من التاريخ في: |تاريخ= (مساعدة)
360. ↑  أرشيف كأس العالم FIFA - FIFA.com نسخة محفوظة 16 يوليو 2014 على موقع واي باك مشين.
361. ↑  أرشيف كأس العالم FIFA - FIFA.com نسخة محفوظة 14 يوليو 2014 على موقع واي باك مشين.
362. ↑  10 أرقام قياسية حققتها المانيا بفوزها على البرازيل نسخة محفوظة 14 أبريل 2017 على موقع واي باك مشين.
363. ↑  "World Football – All time table". World Football. مؤرشف من الأصل في 2018-09-15. اطلع عليه بتاريخ 2014-07-13.
364. ↑  FIFA World Cup – All-time rankings نسخة محفوظة 26 يونيو 2015 على موقع واي باك مشين.
365. ↑  All-time table at weltfussball.de نسخة محفوظة 25 يوليو 2017 على موقع واي باك مشين.
366. ↑  "My Football Facts & Stats - FIFA World Cup". مؤرشف من الأصل في 2018-09-25. اطلع عليه بتاريخ 2015-05-14.
367. ↑  "FIFA World Cup Teams by Number of Appearances". مؤرشف من الأصل في 2019-04-16. اطلع عليه بتاريخ 2015-05-14.
368. ↑  "• FIFA World Cup: Goals scored per game 1930-2014 - Statistic". مؤرشف من الأصل في 2018-06-16. اطلع عليه بتاريخ 2015-05-14.
369. ↑  (بالبرتغالية) "Hungria é o país que mais goleou em jogos da Copa do Mundo" (The Brazilian Post) نسخة محفوظة 2 أبريل 2015 على موقع واي باك مشين. [وصلة مكسورة]
370. ↑  خماسية الطواحين تُعيد نغمة الانتصارات الكاسحة في المونديال.. أوروجواى متخصصة في السبعات والثمنيات.. والسعودية “ضحية” الماكينات نسخة محفوظة 15 يوليو 2014 على موقع واي باك مشين.
371. ↑  "Mexique-France 1930". www.fff.fr. مؤرشف من الأصل في 2012-10-24. نسخة محفوظة 24 أكتوبر 2012 على موقع واي باك مشين.
372. ↑  Didier، Braun؛ Vincent، Duluc؛ Régis، Dupont؛ Céline، Ruissel؛ Collectif (أكتوبر 2009). L'Équipe (المحرر). "La grande histoire de la coupe du monde": 239. ISBN:2-915535-81-7. مؤرشف من الأصل في 2020-03-03. {{استشهاد بدورية محكمة}}: الاستشهاد بدورية محكمة يطلب |دورية محكمة= (مساعدة)، تجاهل المحلل الوسيط |day= لأنه غير معروف (مساعدة)، تجاهل المحلل الوسيط |paragraph= لأنه غير معروف (مساعدة)، وتجاهل المحلل الوسيط |الوصول= لأنه غير معروف (مساعدة)
373. ↑  Thierry Roland, La fabuleuse histoire de la Coupe du monde, ص. 
719, consulté le 10 mai 2010.
374. ↑  (بالإنجليزية) RSSSF (المحرر). "World Cup 1930-2006 - Final Tournaments - Top-100 Goal Scorers". مؤرشف من الأصل في 2019-08-27. اطلع عليه بتاريخ 2010-05-23.
375. ↑  "1958 FIFA World Cup Sweden ™". FIFA.com. مؤرشف من الأصل في 2013-12-10. اطلع عليه بتاريخ 2011-04-28.
376. ↑  "Rapport du match Russie - Cameroun du 28 juin 1994". http://fr.fifa.com. مؤرشف من الأصل في 2014-01-09. اطلع عليه بتاريخ 2010-05-13. {{استشهاد ويب}}: روابط خارجية في |موقع= (مساعدة) نسخة محفوظة 26 نوفمبر 2009 على موقع واي باك مشين.
377. ↑  Hurst 2002، صفحة 179
378. ↑  Biggest scandals and shocks in World Cup history | Sport | Sport | M&G نسخة محفوظة 11 يناير 2017 على موقع واي باك مشين.
379. 1 2  "Le Mexique sous le charme des Brésiliens". http://fr.fifa.com. مؤرشف من الأصل في 2013-12-05. اطلع عليه بتاريخ 2010-05-21. {{استشهاد ويب}}: روابط خارجية في |موقع= (مساعدة) نسخة محفوظة 5 ديسمبر 2013 على موقع واي باك مشين.
380. ↑  "Batistuta, Maradona Star in Argentina's 4–0 Win Over Greece". Seattle Times. 21 يونيو 1994. مؤرشف من الأصل في 2018-01-07. اطلع عليه بتاريخ 2013-06-15.
381. ↑  Whiteside 2007، صفحة 116
382. ↑  "Record-breaking Northern Irish striker". culturenorthernireland.org. مؤرشف من الأصل في 2018-06-29. اطلع عليه بتاريخ 2012-04-20.
383. 1 2 3 4  Éric، Lemaire (juin 2010). "Intouchable Matthäus". France Football ع. 3347: 50. {{استشهاد بدورية محكمة}}: تحقق من التاريخ في: |تاريخ= (مساعدة)، تجاهل المحلل الوسيط |day= لأنه غير معروف (مساعدة)، وتجاهل المحلل الوسيط |الوصول= لأنه غير معروف (مساعدة)
384. ↑  FIFAWorldCup (21 يونيو 2018). "The youngest goalscorer at the #WorldCup for France! @KMbappe with the tap-in to give #FRA the lead! #FRAPER 1-0" (تغريدة).
385. ↑  Maxime Dupuis (2 يونيو 2010). "Rétro : Le Mondial 1994". http://coupe-du-monde.tf1.fr. مؤرشف من الأصل في 2010-06-05. اطلع عليه بتاريخ 2010-06-02. {{استشهاد ويب}}: روابط خارجية في |موقع= (مساعدة) نسخة محفوظة 5 يونيو 2010 على موقع واي باك مشين.
386. ↑  "Roger Milla : Le Vieux Lion rugit à travers les âges". http://fr.fifa.com. مؤرشف من الأصل في 2015-04-26. اطلع عليه بتاريخ 2010-05-25. {{استشهاد ويب}}: روابط خارجية في |موقع= (مساعدة) نسخة محفوظة 1 يوليو 2014 على موقع واي باك مشين.
387. ↑  "Hakan Sukur buteur le plus rapide de la Coupe du monde". http://www.ladepeche.fr. 29 يونيو 2002. مؤرشف من الأصل في 2020-03-03. اطلع عليه بتاريخ 2010-06-05. {{استشهاد ويب}}: روابط خارجية في |موقع= (مساعدة)
388. ↑  "...". France Football (بالفرنسية) (2934): 18. juillet 2002. {{استشهاد بدورية محكمة}}: تحقق من التاريخ في: |تاريخ= (help) and تجاهل المحلل الوسيط |day= لأنه غير معروف (help)
389. ↑  FIFA Tournaments - Players & Coaches - Peter SHILTON نسخة محفوظة 15 يوليو 2014 على موقع واي باك مشين.
390. ↑  "Internazionale: Serie A alternative club guide". The Guardian. 5 يونيو 2014. مؤرشف من الأصل في 2018-06-13. اطلع عليه بتاريخ 2014-06-06.
391. ↑  "Gianluigi Buffon, ESPN". مؤرشف من الأصل في 13 يونيو 2018. اطلع عليه بتاريخ 27.6.14. {{استشهاد ويب}}: تحقق من التاريخ في: |تاريخ الوصول= (مساعدة)
392. ↑  http://www.miamiherald.com/2010/07/11/1725927/spains-casillas-wins-golden-glove.html [وصلة مكسورة] نسخة محفوظة 2020-12-01 على موقع واي باك مشين.
393. ↑  Éric، Lemaire (juin 2010). "Le record pour Quiniou". France Football ع. 3347 bis: 38. {{استشهاد بدورية محكمة}}: تحقق من التاريخ في: |تاريخ= (مساعدة)، تجاهل المحلل الوسيط |day= لأنه غير معروف (مساعدة)، وتجاهل المحلل الوسيط |الوصول= لأنه غير معروف (مساعدة)
394. ↑  "Scintillating facts: June 11: Daily trivia about FIFA World Cup / AllSports" [en]. مؤرشف من الأصل في 2014-09-20. اطلع عليه بتاريخ 2019-12-30.
395. ↑  World Cup 2014: Cameroon v Croatia - BBC Sport نسخة محفوظة 21 يونيو 2014 على موقع واي باك مشين.
396. ↑  "Golden oldies and thrilling comebacks". ESPN. 20 مايو 2010. مؤرشف من الأصل في 2012-10-21. اطلع عليه بتاريخ 2010-06-26. {{استشهاد بخبر}}: استعمال الخط المائل أو الغليظ غير مسموح: |ناشر= (مساعدة)
397. ↑  10 World Cup Gods! Our look at the best of the best in World Cup history Mail Online. Retrieved 10 May 2011 نسخة محفوظة 04 مارس 2016 على موقع واي باك مشين.
398. ↑  "PELÉ (Edson Arantes do Nascimento) : La plus belle pépite du Brésil". http://fr.fifa.com. مؤرشف من الأصل في 2015-03-23. اطلع عليه بتاريخ 2010-05-13. {{استشهاد ويب}}: روابط خارجية في |موقع= (مساعدة) نسخة محفوظة 2 مارس 2009 على موقع واي باك مشين.
399. ↑  "Dino Zoff : Le gardien du temple italien". http://fr.fifa.com. مؤرشف من الأصل في 2015-03-23. اطلع عليه بتاريخ 2010-05-25. {{استشهاد ويب}}: روابط خارجية في |موقع= (مساعدة) نسخة محفوظة 23 أغسطس 2011 على موقع واي باك مشين.
400. ↑  FIFA Tournaments - Players & Coaches - CAFU نسخة محفوظة 06 مايو 2015 على موقع واي باك مشين.
401. ↑  Luis Monti in the World Cups نسخة محفوظة 11 أبريل 2016 على موقع واي باك مشين.
402. ↑  كأس العالم.. بطولة عائلية جداً الشقيقان فالتر وكومان الأشهر.. والتوأم المصرى قهر الهولنديين - الأهرام اليومي نسخة محفوظة 14 يوليو 2014 على موقع واي باك مشين.
403. ↑  ظاهرة 'الأشقاء' مألوفة في نهائيات المونديال نسخة محفوظة 17 مارس 2016 على موقع واي باك مشين.
404. ↑  World Cup brothers abound - FIFA.com نسخة محفوظة 06 مارس 2016 على موقع واي باك مشين.
405. ↑  "Le "Vieux Maître" qui a façonné le football italien". http://fr.fifa.com. مؤرشف من الأصل في 2013-04-15. اطلع عليه بتاريخ 2010-05-13. {{استشهاد ويب}}: روابط خارجية في |موقع= (مساعدة) نسخة محفوظة 15 أبريل 2013 على موقع واي باك مشين.
406. ↑  "Mario Zagallo : Un véritable symbole du football artistique". http://fr.fifa.com. مؤرشف من الأصل في 2013-04-15. اطلع عليه بتاريخ 2010-06-02. {{استشهاد ويب}}: روابط خارجية في |موقع= (مساعدة) نسخة محفوظة 6 ديسمبر 2008 على موقع واي باك مشين.
407. ↑  "Pele's list of the greatest". BBC Sport. 4 مارس 2004. مؤرشف من الأصل في 2018-10-19. اطلع عليه بتاريخ 2013-11-16.
408. ↑  "Who has won the World Cup as a manager and player?". Sports Illustrated (بالإنجليزية). 15 Jul 2018. Archived from the original on 2019-05-20. Retrieved 2018-07-15.
409. ↑  Longest serving managers in football | New Articles | The Independent نسخة محفوظة 05 مارس 2016 على موقع واي باك مشين.
410. ↑  UEFA EURO 2016 - UEFA.com نسخة محفوظة 22 نوفمبر 2015 على موقع واي باك مشين.
411. ↑  منتديات كووورة نسخة محفوظة 12 سبتمبر 2015 على موقع واي باك مشين.
412. ↑  Manager profile - Carlos Alberto Parreira - Transfermarkt نسخة محفوظة 5 مارس 2016 على موقع واي باك مشين.
413. ↑  حقائق و أرقام عن كأس العالم | كورة 11 نسخة محفوظة 31 مارس 2016 على موقع واي باك مشين.
414. ↑  FilGoal | اخبار |حكايات المونديال - أوروجواي 1930.. سر المانكو ومدربون يعملون حكاما! نسخة محفوظة 24 سبتمبر 2015 على موقع واي باك مشين.
415. ↑  spiegel.de 16. Mai 2012: Fan-Chaos überschattet Düsseldorfer Aufstieg نسخة محفوظة 22 ديسمبر 2016 على موقع واي باك مشين.
416. ↑  "FIFA World Cup Finals since 1930" (PDF). الاتحاد الدولي لكرة القدم. مؤرشف من الأصل (PDF) في 2019-05-03. اطلع عليه بتاريخ 2009-02-03.
417. ↑  "1930 FIFA World Cup Uruguay". الاتحاد الدولي لكرة القدم. مؤرشف من الأصل في 2013-11-01. اطلع عليه بتاريخ 2009-01-26.
418. ↑  "World Cup history – Uruguay 1930". بي بي سي. 4 مايو 2006. مؤرشف من الأصل في 2020-03-01. اطلع عليه بتاريخ 2009-01-26. {{استشهاد بخبر}}: |archive-date= / |archive-url= timestamp mismatch (مساعدة)
419. ↑  "1930 FIFA World Cup Uruguay". FIFA.com. الاتحاد الدولي لكرة القدم. 4 مايو 2006. مؤرشف من الأصل في 2019-04-04. اطلع عليه بتاريخ 2009-01-26.
420. ↑  "1934 FIFA World Cup Italy". الاتحاد الدولي لكرة القدم. مؤرشف من الأصل في 2014-03-15. اطلع عليه بتاريخ 2009-01-26.
421. ↑  "World Cup history – Italy 1934". بي بي سي. 4 مايو 2006. مؤرشف من الأصل في 2007-05-16. اطلع عليه بتاريخ 2009-01-26.
422. ↑  "1938 FIFA World Cup France". الاتحاد الدولي لكرة القدم. مؤرشف من الأصل في 2013-11-01. اطلع عليه بتاريخ 2009-01-26.
423. ↑  "World Cup history – France 1938". بي بي سي. 4 مايو 2006. مؤرشف من الأصل في 2006-09-28. اطلع عليه بتاريخ 2009-01-26.
424. ↑  "1950 FIFA World Cup Brazil". الاتحاد الدولي لكرة القدم. مؤرشف من الأصل في 2018-02-01. اطلع عليه بتاريخ 2009-01-26.
425. ↑  "World Cup history – Brazil 1950". بي بي سي. 4 مايو 2006. مؤرشف من الأصل في 2020-02-02. اطلع عليه بتاريخ 2009-01-26.
426. ↑  "1954 FIFA World Cup Switzerland". الاتحاد الدولي لكرة القدم. مؤرشف من الأصل في 2013-11-18. اطلع عليه بتاريخ 2009-01-26.
427. ↑  "World Cup history – Switzerland 1954". بي بي سي. 4 مايو 2006. مؤرشف من الأصل في 2020-02-02. اطلع عليه بتاريخ 2009-01-26.
428. ↑  "1958 FIFA World Cup Sweden". الاتحاد الدولي لكرة القدم. مؤرشف من الأصل في 2013-11-01. اطلع عليه بتاريخ 2009-01-26.
429. ↑  "World Cup history – Sweden 1958". بي بي سي. 4 مايو 2006. مؤرشف من الأصل في 2020-02-18. اطلع عليه بتاريخ 2009-01-26.
430. ↑  "1966 FIFA World Cup England". الاتحاد الدولي لكرة القدم. مؤرشف من الأصل في 2013-12-04. اطلع عليه بتاريخ 2009-01-26.
431. ↑  "World Cup history – England 1966". بي بي سي. 4 مايو 2006. مؤرشف من الأصل في 2007-12-27. اطلع عليه بتاريخ 2009-01-26.
432. ↑  "1970 FIFA World Cup Mexico". الاتحاد الدولي لكرة القدم. مؤرشف من الأصل في 2013-12-04. اطلع عليه بتاريخ 2009-01-26.
433. ↑  "World Cup history – Mexico 1970". بي بي سي. 4 مايو 2006. مؤرشف من الأصل في 2006-06-20. اطلع عليه بتاريخ 2009-01-26.
434. ↑  "1974 FIFA World Cup Germany". الاتحاد الدولي لكرة القدم. مؤرشف من الأصل في 2013-12-04. اطلع عليه بتاريخ 2009-01-26.
435. ↑  "World Cup history – West Germany 1974". بي بي سي. 4 مايو 2006. مؤرشف من الأصل في 2009-03-27. اطلع عليه بتاريخ 2009-01-26.
436. ↑  "1978 FIFA World Cup Argentina". الاتحاد الدولي لكرة القدم. مؤرشف من الأصل في 2013-12-04. اطلع عليه بتاريخ 2009-01-26.
437. ↑  "World Cup history – Argentina 1978". بي بي سي. 4 مايو 2006. مؤرشف من الأصل في 2020-02-02. اطلع عليه بتاريخ 2009-01-26.
438. ↑  "1982 FIFA World Cup Spain". الاتحاد الدولي لكرة القدم. مؤرشف من الأصل في 2013-11-04. اطلع عليه بتاريخ 2009-01-26.
439. ↑  "World Cup history – Spain 1982". بي بي سي. 4 مايو 2006. مؤرشف من الأصل في 2020-02-03. اطلع عليه بتاريخ 2009-01-26.
440. ↑  "1986 FIFA World Cup Mexico". الاتحاد الدولي لكرة القدم. مؤرشف من الأصل في 2013-11-04. اطلع عليه بتاريخ 2009-01-26.
441. ↑  "World Cup history – Mexico 1986". بي بي سي. 4 مايو 2006. مؤرشف من الأصل في 2020-02-19. اطلع عليه بتاريخ 2009-01-26.
442. ↑  "1990 FIFA World Cup Italy". الاتحاد الدولي لكرة القدم. مؤرشف من الأصل في 2018-12-11. اطلع عليه بتاريخ 2009-01-26.
443. ↑  "World Cup history – Italy 1990". بي بي سي. 4 مايو 2006. مؤرشف من الأصل في 2008-01-24. اطلع عليه بتاريخ 2009-01-26.
444. 1 2  "1994 FIFA World Cup USA". الاتحاد الدولي لكرة القدم. مؤرشف من الأصل في 2013-12-05. اطلع عليه بتاريخ 2009-01-26.
445. 1 2  "World Cup history – USA 1994". بي بي سي. 4 مايو 2006. مؤرشف من الأصل في 2020-02-02. اطلع عليه بتاريخ 2009-01-26.
446. ↑  "1998 FIFA World Cup France". الاتحاد الدولي لكرة القدم. مؤرشف من الأصل في 2013-11-04. اطلع عليه بتاريخ 2009-01-26.
447. ↑  "World Cup history – France 1998". بي بي سي. 4 مايو 2006. مؤرشف من الأصل في 2020-02-03. اطلع عليه بتاريخ 2009-01-26.
448. ↑  "2002 FIFA World Cup Korea/Japan". الاتحاد الدولي لكرة القدم. مؤرشف من الأصل في 2013-12-06. اطلع عليه بتاريخ 2009-01-26.
449. ↑  "World Cup history – Japan & South Korea 2002". BBC Sport. 4 مايو 2006. مؤرشف من الأصل في 2020-02-02. اطلع عليه بتاريخ 2009-01-26.
450. ↑  "2006 FIFA World Cup Germany". الاتحاد الدولي لكرة القدم. مؤرشف من الأصل في 2019-02-02. اطلع عليه بتاريخ 2009-01-26.
451. ↑  "Zidane off as Italy win World Cup". BBC Sport. 4 مايو 2006. مؤرشف من الأصل في 2017-09-06. اطلع عليه بتاريخ 2009-01-26.
452. ↑  "2010 FIFA World Cup South Africa". الاتحاد الدولي لكرة القدم. مؤرشف من الأصل في 2019-01-09. اطلع عليه بتاريخ 2012-05-12.
453. ↑  "Netherlands 0–1 Spain (aet)". بي بي سي. مؤرشف من الأصل في 2019-05-11. اطلع عليه بتاريخ 2012-05-12.
454. ↑  "فوز المغرب وإسبانيا والبرتغال بتنظيم كأس العالم 2030". تلفزيون الفجر. مؤرشف من الأصل في 2023-10-05. اطلع عليه بتاريخ 2023-10-05.
455. ↑  (بالإنجليزية) World Cup 1930-2010, مؤسسة إحصاءات وثيقة لرياضة كرة القدم "نسخة مؤرشفة". مؤرشف من الأصل في 2019-03-24. اطلع عليه بتاريخ 2019-09-29.{{استشهاد ويب}}:  صيانة الاستشهاد: BOT: original URL status unknown (link)
456. ↑  Site de la FIFA نسخة محفوظة 01 يوليو 2017 على موقع واي باك مشين.

## وصلات خارجية
- الفيفا: المنظم الرسمي لكأس العالم نسخة محفوظة 2 يوليو 2014 على موقع واي باك مشين.